# ちはやふる
『ちはやふる』は、末次由紀による日本の女性漫画。『BE・LOVE』（講談社）において2008年2号から2022年9月号まで連載された。連載終了後、同誌同年12月号にて千早たちの卒業後の瑞沢かるた部を花野菫をメインとした展開で描いた番外編「はなのいろは ちはやふる番外編」が掲載された。
競技かるたを題材とした少女漫画。本作の主人公は名人・クイーンを目指す少女・綾瀬千早であり、物語は千早がクイーンの座を賭けて争う場面から始まる。その後は千早が過去を回想する形で第6話までは小学校編が、第7話から高校生編が描かれている。アニメ化や実写映画化された他、現実社会の競技かるた浸透にも影響を及ぼした。
個性的な登場人物が織り成すドラマと躍動感のある競技かるたの描写で人気を集めており、2022年2月時点で累計発行部数は2,700万部を突破している。少年漫画に通ずる「熱さ」を有する作風から「熱血スポーツ漫画」と評されるが、同時に恋愛や友情、離別や再会といった青春ストーリーも描かれている。
2023年12月、続編の『ちはやふる plus きみがため』が『BE・LOVE』にて2024年1月号より連載されている。千早たちの卒業後の瑞沢高校かるた部が舞台となり、新1年生の長良凛月が主人公として描かれている作品。

## 制作背景

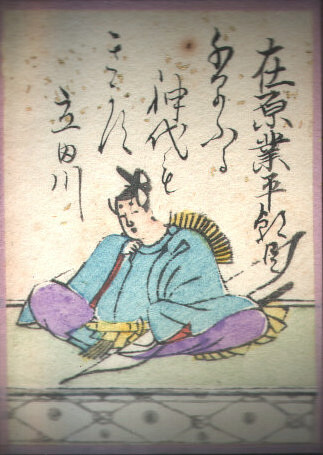
在原業平朝臣の和歌

本作は、末次由紀が漫画家活動を再開してから初めて手がけた連載作品である。末次によると、連載案を考えている時に担当編集者から「かるた漫画」を提案され、自身もかるたを経験していて親近感があったこともあり、本作を描き始めたという。
タイトルの『ちはやふる』は小倉百人一首の17番撰歌「ちはやぶる 神代も聞かず 竜田川 からくれなゐに 水くくるとは」に由来しており、末次は本作についてインタビューで「“勢いの強いさま”という“ちはやふる”の本当の意味を、主人公が知り表現していく物語なのだと思う」と発言している。なお、競技かるたでは「ちはやふる」は「ちはやぶる」と「ふ」を濁音にして発音するが、本作のタイトルはそのまま清音で発音する。

### 協力団体・企業
- 全日本かるた協会
- 大石天狗堂
- 近江神宮
- 羽二重餅綜本舗 松岡軒 - 第5巻協力

## あらすじ

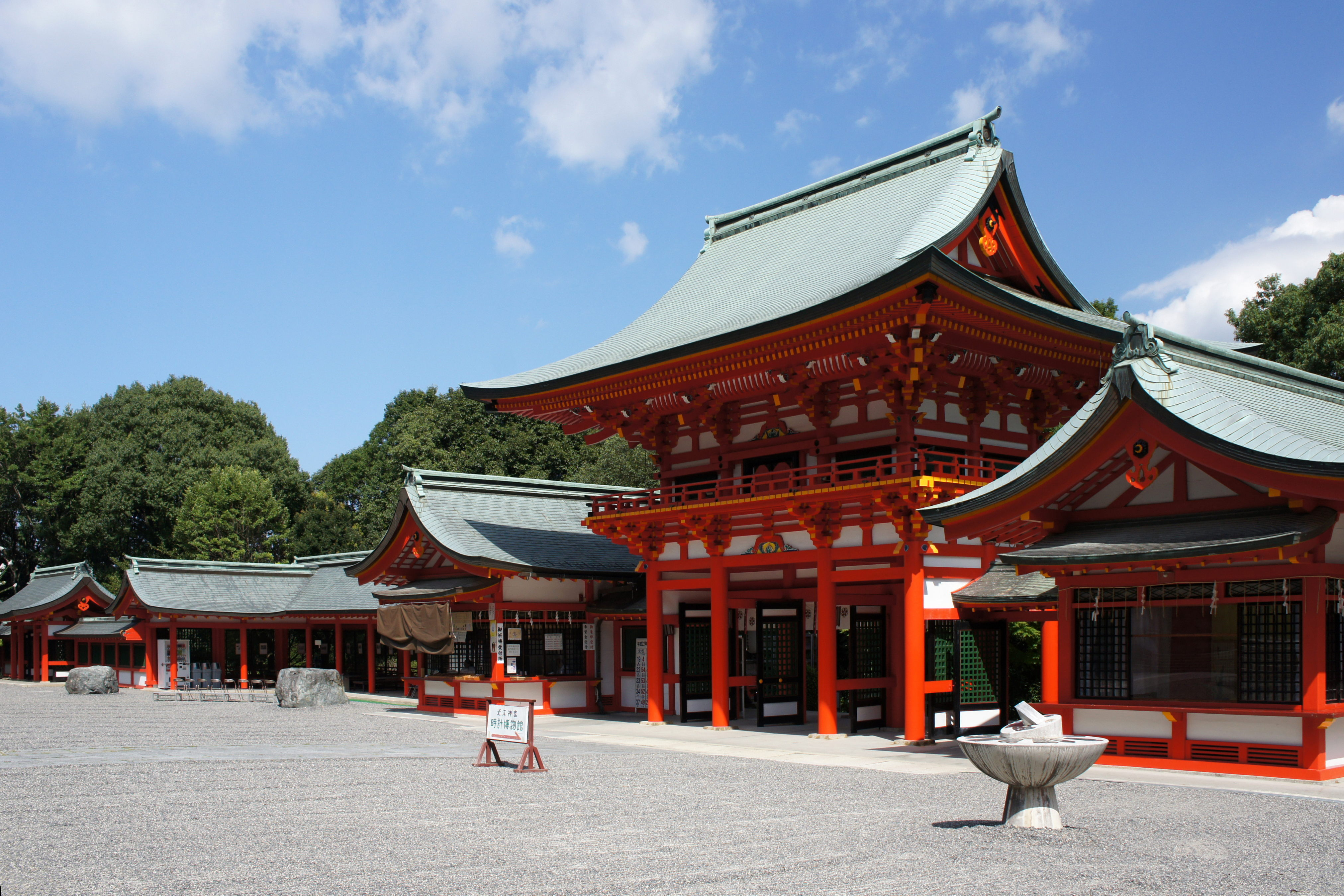
物語に出てくる滋賀県の近江神宮

### 小学校編
小学6年生の綾瀬千早の夢は、大好きな姉の千歳が日本一のモデルになることであった。しかし、福井から来た転校生の綿谷新に「自分のやることでないと夢にしてはいけない」と諭される。千早のかるた歴は新の住まいである狭いアパートの一室から始まった。千早の幼馴染みで好意を寄せ、訛りのある新をイジメる真島太一は校内のかるた大会に際して難題をふっかけ、さらには新の眼鏡を隠す。だが、ハンデにも負けない新に認識を改め、謝罪した太一は「千早にだけは絶対に言わないで」と頭を下げ、2人は友情を抱く。新の夢は祖父である綿谷始永世名人のように競技かるたで名人になり、日本一になることであった。新の情熱に感化された千早と太一は原田秀雄が指導する府中白波会に入って本格的にかるたを始める。だが、福井に暮らす始が倒れ、小学校卒業を機に新たち一家は東京を離れることが決まる。千早、新、太一の三人は団体戦にチーム「ちはやふる」を結成して挑み、そこでやがてはライバルや仲間となる面々との対戦を経てほろ苦い敗北を味わう。別れ際に泣く新に千早と太一は「競技かるたを続けてさえいればいつかまた逢える」と再会を約束する。（1巻 - 2巻前半）
3人の出会いから始まり、小学校卒業までが描かれている。小学校編で3人がいる都市は、東京都府中市がモデルとなっている。

### 高校一年編
モデルの姉にも劣らない美少女に成長した千早は瑞沢高校に進学。そこで中学進学を機に別れていた太一と再会。千早は競技かるた部の設立を目指し、当初は乗り気でなかった太一まで巻き込む。たとえ離れていても、かるたへの情熱は変わらないと信じていた千早だったが新とは1年以上連絡が取れなくなっていた。太一と共に福井に向かった千早は、新が大好きだった祖父の始の死とA級昇格を決めた大会優勝が重なった不運を契機にして競技かるたから離れていたことを知る。それでも、かるたを嫌いになったわけでないと分かり、2人は新を競技かるた界に呼び戻すため、強くなって新と再会することを誓う。その後の千早と太一は、古典オタクで呉服屋の娘大江奏を弓道部から引き抜き、小学生かるた全国2位（1位は新）でかつて団体戦で対戦した「肉まんくん」こと西田優征、学年2位（1位は太一）の秀才駒野勉の勧誘に成功し瑞沢高校かるた部を設立し、「全国高等学校選手権大会団体戦優勝」という大きな目標のもとに、日々の練習を重ねる。東京都予選でかつて府中白波会で一緒で団体戦で対戦した「ヒョロくん」こと木梨浩が進学した強豪校で実力者須藤暁人の率いる北央高校を破り、全国大会に出場。全国大会開催前の近江神宮で、千早は現クイーンであり同い年の若宮詩暢と出会う。初の全国大会では、瑞沢かるた部は千早の途中棄権が響いて決勝トーナメントで敗退。翌日の個人戦で、詩暢に大敗した千早はその戦いぶりで詩暢に記憶を残す。太一は勝ち進んだB級決勝戦で富士崎高校の3年生に善戦したものの3枚差で敗れる。その後秋に埼玉で行われた大会では、駒野とD級決勝戦で対戦した大江がD級優勝。A級昇格の賭かったB級決勝戦まで進んだ太一と西田も「運命戦」にもつれ込み、西田が優勝し、太一は準優勝に終わる。創部1年目にしては快挙と言える成績だったが、大きな目標に向けた課題が見えた大会となった。その後のかるた大会で部員たちは各々の課題を発見。完敗した詩暢以上の速さを追い求めようという千早は、むしろ原田から「速さへの追求を止める」指導されたことで、さまざまな年齢層の競技者たちとの対戦から学んでゆく。太一は現名人周防久志と偶然にも運命的な邂逅を果たすが、A級でないと知られるやそっぽを向かれる。千早や新のいるA級昇格を目指して地方大会を転戦する太一だったが、行く先々でヒョロに遭遇。その上「運の無さ」という壁に阻まれ苦闘が続く。一方、千早や太一の活躍に刺激を受けた新は福井南雲会に参加し競技かるた界への完全復帰を果たす。冬、恒例の名人戦・クイーン戦で周防と詩暢は危なげなく防衛する。（2巻後半 - 9巻前半）

### 高校二年編
春を迎え、千早たちかるた部一同は進級した。「瑞沢高校を将来的にかるた強豪校にする」という目標を抱いていた千早は、職員会議で「部員があと5名増えなければ部室を返上」という条件も重なり、新入部員獲得に躍起になる。だが入部者はイケメン部長である太一目当ての女子生徒がほとんどであり、競技かるたにはまったく興味を示さなかった。一方で千早を除く2年生部員たちも団体戦優勝や、個人昇級を重視するあまり、後進育成に難色を示す有様で、それまでの結束に揺らぎが生じ始める。それでも諦めない千早だったが結局残ったのは、太一を彼氏にするという野望に燃える筋金入りの恋愛体質女子花野菫と、北海道特有の「下の句かるた」で腕を鳴らしたものの、根拠のない自信でチームの和を乱す男子生徒筑波秋博という問題児2名のみだった。しかし、千早が「全国大会で倒れて棄権した時からもう1人部員がいたらと思っていた」と心中を明らかにすると、他の2年生部員も後輩の指導に協力的となった。結局、部室棟2階を吹奏楽部に割譲せざるを得なくなったかるた部であったが、吹奏楽部から全国大会優勝に向けてのエールが贈られ、想いを燃え上がらせる。東京予選で勝ち進み、運命戦の末に北央学園に敗れ準優勝となるが、出場枠増加により共に全国大会出場を決めた瑞沢かるた部は相手校のデータ収集という「裏方」に徹した駒野、花野の活躍もあって団体戦で初めて決勝トーナメントへと駒を進める。準決勝では、前年のクイーン戦西日本代表であった逢坂恵夢を擁する明石第一女子高校と対戦。恵夢と対戦した千早は劣勢からの追撃も及ばず惜敗するものの、チームは間一髪で勝利（駒野の運命戦により決着）。全国大会優勝常連の名門富士崎高校との決勝戦に臨む。そこで千早は山城選任読手の孫娘で新と同様に「競技かるた界のサラブレッド」と見られている山城理音との対戦中の接触から、右手人差し指を故障する。筑波秋博、駒野勉の敗退、千早の勝利によって1勝2敗で迎えた最後の1枚、2組の運命戦で西田と太一は、札合わせをし、太一は、運命戦で初めて自陣の札が詠まれ、待望の全国大会団体戦優勝を決めた。そしてその試合を広間の外で見守っていた新に千早は涙ながらに駆け寄り、チームで戦うことの意義を説いた。その熱戦ぶりは、同じく試合を見守った詩暢の心をも大きく揺さぶる。また、目標に向け二人三脚で頑張り、疲労困憊となって眠る太一に千早は「有難う」と礼を言う。個人戦で詩暢との再戦を望む千早は故障を押して利き手と反対の左手で強行出場し、再戦に漕ぎ着けるが大敗。だが、左手を利き手とする詩暢の強さを再確認する契機となる。一方、太一に「明日の個人戦で優勝したら東京の大学に進学する」と宣言した新は翌日の高校選手権A級個人戦で、高校かるた界では無敗を誇ってきたクイーン若宮詩暢との決勝戦を制し、宣言通り初出場・初優勝を決めた。新と太一は千早を巡る恋のライバルであることを強く意識するようになる。また千早が団体戦優勝と共に掲げていた各階級個人戦優勝は新が制したA級を除き、すべて瑞沢かるた部が制する結果となり、B級準決勝戦でヒョロとの対決を制して駒を進めた決勝で山城理音を破った太一も優勝してA級昇格を決める。大会後、指の痛みは良性の内軟骨腫であったことが判明し、大事には至らないものの、千早は暫くの休養を余儀無くされる。そして新の有言実行に並々ならぬ覚悟と千早への想いを見せつけられた太一は、新への、そして千早への複雑な対抗意識をより露わにしてゆく。一方で新は太一と千早に感化され、遠く福井の地より団体戦出場を目指し、かるた部創設に向けて動き出す。退院した千早は決勝戦で対戦した富士崎高校の指導者桜沢翠の招きを受け、太一と2人で同校を訪問し、着々と実力を磨く理音と再戦する。秋。目前に迫った名人戦・クイーン戦に向けて照準を合わせてゆく面々。しかし奇しくも予選の日程が瑞沢高校の修学旅行とバッティングしてしまい、衝撃を受けるかるた部のメンバー。前後し、その前哨戦といえる吉野会大会に出場した千早は、かつてクイーン戦で4連覇を果たした猪熊遥と初対戦し、熱戦の末に破る。決勝戦はA級昇格により公式戦初対決となった太一との一戦。試合は千早が僅差で白星を掴み取って優勝を決め、とうとうかるた界からの注目を1度に集めることとなった。しかし千早は悩んだ末に、クイーン戦の東日本予選出場を諦め、クラスの仲間たちと修学旅行へ行くことを決める。その想いの背景には、千早の、将来は高校の先生になりたいという夢があった。そして始まった名人戦・クイーン戦予選。抜け駆けして予選会に出場し、途中から修学旅行に合流した太一は、恩師である原田が名人戦の東日本代表となったことを千早に告げる。一方の西日本代表は、決勝戦で兄弟子である村尾慎一を破った新に決定。代表決定戦では、互いに巧みな策で相手を翻弄しつつも、今大会を「勝って引退する」と宣言していた周防への対抗心に燃えた原田が逆転で新を破り、挑戦権を獲得。自身の敗因を思い入れの強い「ふ」と「ちは」に執着したことだと後悔する新に、千早は「手に入れたいものほど手放し、必ず取りに行くと誓う」自身の想いを語る。その姿に、小学6年生のころから変わらない想いと絆を感じ取った新は、その場で千早に告白する。新の想いに戸惑い、返事が出来ないままの千早。一方で太一は未だ、自身の千早への想いを伝えられないままであった。冬、周防との練習試合を行う機会を得た千早と太一は、周防の横柄な態度に深く傷つけられる。しかしそこで周防の弱点を見つけた千早は、原田と共に名人戦の会場へと乗り込んでゆく。一方、クイーン戦では「最強の挑戦者」として挑む猪熊遙に詩暢が苦戦。永世名人位がかかる周防も原田の老獪な戦術に苦戦する。猪熊に敗戦し、動揺を隠せない詩暢に千早は襷を急造し、景気づけして送り出す。結果、周防は原田を強敵と認め、最終戦にもつれ込む接戦を制して防衛し、詩暢も千早の応援に自分を取り戻し、猪熊を下して防衛する。永世名人就任で引退を宣言していた周防だったが観戦していた新から後1年待って下さいと迫られ、あっさり引退を撤回する。（9巻後半 - 26巻前半）

### 高校三年編
周防・詩暢の連覇に因って幕を閉じた名人戦・クイーン戦。それを間近で見届けた瑞沢高校かるた部は、新たに春を迎える。ついに太一から告白された千早は、その想いに応えることが出来ない。しかも新入部員を迎える最中、学業への専念を理由に退部届を出す太一に動揺した千早は、かるたに集中出来なくなり、休部を宣言する。部の中心選手2人を欠いたかるた部は、戸惑いながらも練習を続けるが、新1年生の自己中心的なA級選手・田丸翠が馴染めず部をかき回す。千早は、新がかるたから離れていた時のように、強くなって太一を待とうと決意する。一方の太一は、通い詰めている進学塾で、講師として教鞭をとっていた周防と再会する。太一のいないままの瑞沢高校かるた部は、北央学園に続く2位で全国大会出場を決める。全国大会でも勝ち進んでいくが、太一の抜けた穴は想像以上に大きく、前年の決勝で対戦した富士崎高校にリベンジされ準決勝で敗退。3位決定戦で、新のいる藤岡東高校と戦い千早が新に初めて勝利し、チームも5戦全勝で3位入賞する。翌日のA級個人戦でクイーン・詩暢と3年連続で当たり7枚差の善戦で敗れた千早は、試合後今度こそはクイーン戦でまた会おうと約束する。2年連続で新対詩暢となったA級個人戦の決勝は、運命戦までもつれこむが新の優勝で幕を閉じる。高校選手権での善戦後、西田と駒野は大江に告白し、大江と駒野は交際することになる。一方、新から告白の答えを求められた千早は「世界一強くなりたい」と宣言し、事実上回答保留する。引退する瑞沢かるた部創設メンバーには先に退部した太一も加わり、大掃除や部室を巡っての吹奏楽部とのカラオケ対決などそれぞれの想い出を深める。太一は周防や須藤らの所属する東大かるた部で周防を相手に実力を磨き、自らの長所を生かす新たなスタイルを確立しつつあった。一方、千早はクイーン戦予選と受験勉強とで揺れていたが、「やりたいこと」と「やりたくないこと」の両立を宣言。周防を倒すという野心を表明した須藤を相手に腕を磨く。クイーン戦東日本予選には同世代の選手に加え、出産により出場を断念した猪熊に代わり競技者復帰しエントリーしていた桜沢翠と2回戦で対戦した千早は競り勝ち、そして準決勝では山城理音と対戦する。一方、名人戦東日本予選では相手のミスを誘うスタイルを身につけた太一が快進撃を続けており、準決勝で須藤との対戦が決まる。同日の西日本予選では新が、村尾を下して決勝に勝ち上がった新鋭のかるた製造会社天狗堂社員の小石川秀作に思わぬ苦戦を強いられていた。自分の担当機械で作った規格外品かるたで対戦する奇遇を幸運に考えた小作は、ミスさえ好調にとらえるポジティブモンスターと化して新を圧倒する。一方、須藤は太一と千早の精神的繋がりに勝機を見出し、周防のように相手をコントロールする戦いをする太一と一進一退の攻防を繰り広げる。また、祖母が読手となるクイーン戦出場に燃え完全覚醒した理音に千早も苦戦。新は東日本予選で千早と太一が勝ち上がっていることを知って自分を取り戻し、激闘を制する。太一と千早は共に2-6という終盤戦に突入。そこで千早は痛恨の共お手つきで理音に札を送られ1-7に。だが場外の西田、駒野により新が西日本代表になったことを知らされた2人は、闘志に火がついたような反撃。3枚差で須藤に勝利した太一が最後に取った札は「ちは」だった。一気に6連取した千早は運命戦に持ち込んだ。そこで「春すぎて」がよまれると、もう1組の準決勝にまで勝ち残っていた田丸も運命戦に勝利。千早は理音のお手つきにて勝利する。その後行われた決勝戦では、太一と千早がそれぞれ勝利したことで東日本代表となった。11月に行われた挑戦者決定戦で、千早は西日本代表の結川桃と、太一は新とそれぞれ挑戦者の座を賭けて3本勝負を戦うことになった。第1試合、クイーン戦は結川が自陣右下段を薄くして左下段を厚くするという左利きならではのやり方で千早を翻弄させるも調子が良かった千早には叶わず、中盤でダブをした結果7枚差で千早が勝利した。一方の名人戦は際どい取りで太一がモメることが多かったが、最後に読まれた札を巡って新が自分の取りだと主張したことで太一はあっさり引いて、3枚差で新が辛勝した。（26巻後半 - 38巻中盤）

## 登場人物
※担当声優は、テレビアニメ版のもの。

### 主要人物
3人は新が都内で暮らしていた小学校高学年時のクラスメイト。小学校卒業後に新は祖父の実家がある福井へ、太一は私立中学に進学し、3人は離ればなれになるが、千早と太一は瑞沢高校で再会。祖父の死を機に競技かるた界を離れた新も2人の活躍に触発されて競技復帰する。やがて新と太一は美少女に成長した千早にそれぞれ秘めた想いを露わにするようになり、互いを恋のライバルだと意識するようになる。新を好きだと自覚するようになった千早も、告白されるが事実上回答を保留する。遅れて告白した太一に対し千早は「ゴメン」と断るが太一の喪失（退部）がかるたへの集中を乱すほどの精神的ダメージとなり、喪って初めてその存在の大きさを自覚する。
競技かるた界では東日本女子の有力選手として注目されつつある千早、将来の名人候補筆頭と目される新に対し、運に見放されるなど中々頭角を表せずにいた太一は名人・周防と関係を深めたことで急速に覚醒しつつある。
綾瀬 千早（あやせ ちはや）
声 - 瀬戸麻沙美 / 演 - 広瀬すず、久家心（少女時代）
本作の主人公。府中白波会所属のA級選手。東大里小学校出身。6月1日生まれで、血液型はB型。身長は167センチメートル。1年2組→2年9組→3年。国立文系。好きな教科は理科・社会・体育・音楽だが、学校の成績は学年順位を下から数えた方が早いほどに悪い。
小学6年生の時に新と出会い、かるたで世界一になることを夢見るようになる。後に瑞沢高校へ進学して競技かるた部を創設、キャプテンに就任する。「かるたバカ」と言われるほどかるたへの情熱は人一倍強く、夢や目標はすべてかるた中心となっている。
天性の聴力を持ち、「感じの良さ」を武器としている。その聴力は太一曰く練習中に集中していると「太一、まばたきがうるさい」と述べるほど。その反面モメごとは不向きで、取った取らないの争いやお手つきなどでは相手の言うなりになってしまう。自分の名前で始まる「ちはやふる」の札を得意札としており、一番好きな札である。部活での練習・試合を問わず、対戦中は周りの声が耳に入らないほど勝負に集中するタイプで、終わるとその場で白目を剥いて目を開けたまま眠ることが多い（ただし、すぐ起きる）。チョコレートが好物で、試合後に食べることが多い。
高2の時の全国大会・団体戦の決勝戦で右手人差指を内軟骨腫という稀有な病気で痛め、翌日の個人戦は左手で挑むが左手が旨くコントロール出来ずに苦戦を強いられる。
容姿端麗だが、動いたり話したりすると台無しになるため、高校では「無駄美人」と評されている。美人ではあるが、高校に入るまで告白されたこともなく、恋愛に関する話題への免疫は無い。太一以外の男子部員からは恋愛対象として見られておらず、「かるたのことしか頭にない」「中身が小6男子」と思われている。マスコットキャラクターの「ダディベア」が好き。
17巻（高2の夏）で、「良く分かんない…。良く分かんない気持ち…。でも、私は、一生、新が好きなんだ」と、自分自身の新への恋心を自覚した。その後、23巻（高2の秋）にて、新から告白された。その後はかるたや勉強にも集中しないくらい動揺していた。さらに26巻（高3の春）にて、太一からも告白された。ただし、新の時とは違い、直ぐに断りの返事をしている。33巻の173首にて、夏の全国大会の後、長らく新の告白の返事をしていないことに気づき、今の自分の思い（かるたで世界一になりたいという気持ち）を伝えた。
太一の告白を断った結果、太一の突然の退部に因る動揺から自身も調子を崩し、最後の高校選手権大会を前に休部。自身が失恋したかのような深い喪失感の中、勉強に熱を入れていた。東京予選直前に部へ復帰する。キャプテンとして太一の分までチームを率いるという自覚のもと高校選手権に挑む。全国大会準決勝で敗退するも新率いるチームとの3位決定戦では新を自ら破って3位となる。
卒業後の進路として教職員を目指し、高校競技かるた部指導者になりたいという夢を自覚。周囲が呆れるほどの猛勉強で急激に成績を上げて行くが、高校生活最後のクイーン戦参加に散々迷った末に「やりたいこと」と「やりたくないこと」を両方頑張るという無謀ともとれる挑戦で臨む。順当に勝ち進み、高校かるた界ではライバルだった山城理音との対戦に挑み勝利。決勝で高校の後輩の田丸翠を破って東日本代表となった。挑戦者決定戦では西日本代表の結川桃と対戦し、2連勝でクイーン戦挑戦者となった。
実力の覚醒に伴い、対戦相手を気押す独特のオーラ（詩暢の「クイーンスマイル」と同種のもの）を放つようになった。
クイーン戦挑戦者東日本代表となってからは元クイーンの猪熊遥が練習相手となり、猪熊の夫のテレビ局のプロデューサーの依頼でテレビ出演をするようになるが、本気で芸能活動するつもりはないため、本気で芸能活動をしている姉の千歳に煙たがられている。元クイーンの渡会からは「綾瀬さん、（競技かるた以外は孤独な）詩暢ちゃんに勝って。泣いて笑って同時代をずっと戦えるような本当の友達になって」とお願いされている。
クイーン戦が3試合制から5試合制に変わるのは本来2年後からであったが、詩暢が現役女子高生のうちのほうが話題になるだろうという提案をし、詩暢とのクイーン戦は5試合制になった。テレビの取材には「私が若宮さんの最高の強さを引き出して、その上で勝ちますから」と宣言する。3試合制のままなら2連敗で終わっていたところ、そこから2連勝して2勝2敗で迎えた休憩時、詩暢が足をつっていることに気づき前述の宣言どおり、詩暢の水分補給やマッサージなどのサポートをしている。
真島 太一（ましま たいち）
声 - 宮野真守、高垣彩陽（幼少期） / 演 - 野村周平、山田瑛瑠（少年時代）
千早の幼馴染。府中白波会所属のB級→A級選手。4月2日生まれで、血液型はA型。身長は172センチメートル。1年1組→2年1組→3年。国立理系。医学部志望。苦手な教科がない。
負けず嫌いな性格で、かるたを通じて千早と親しくなった新への対抗意識からかるたを始める。小学校卒業後は開明成中学校に進学し、千早や新と離れ離れになるが、後に瑞沢高校に進学し、千早と再会を果たす。中学時代はサッカー部をメインとしており（かるたも同好会で細々と続けていた）、高校でも当初はかるた以外のことをするつもりでいたが、千早の熱意に動かされて競技かるた部を創設、部長に就任する。肩書きこそ「部長」だがそのキャプテンシーは非常に高く、エースである千早を目の前の勝負に集中させるため、チームメイトへの目配りや気配り、士気の鼓舞、戦術などで2年時にチームを高校選手権団体優勝に導いた。
その存在の大きさを部員たちに実感させたのが3年時での突然の退部。瑞沢かるた部を瓦解の窮地に陥れたほどで、大江、西田、駒野ら3年生部員と花野の奮闘に因り立て直されたとはいえ、選手権団体戦で惜敗した瑞沢が連覇出来なかった最大の要因はチームの支柱だった太一の不在であるとライバル校も含め、関係者の誰もが認めている。
スポーツ万能、成績優秀で、定期テストでは常に学年1位を誇る。さらに容姿もいいため、女性にモテる。入学当初は他校に彼女がいたがかるたに集中するため別れている。かるたでも高い暗記力を駆使して戦うが、大事な場面で運に恵まれない傾向があったため、長い間B級であった。規定上ではA級に昇段可能な準優勝2回を果たしていたが、白波会のルールでは優勝のみが昇段の条件だったため、師匠の原田から特別に昇段の許可を得るも、自ら、断ったこともある。その後ようやく17巻にて遂にA級に昇段する。
かるたにおける運の悪さは周囲が知るだけでなく、当人も自覚するほど。北央の主将と戦った際、運命戦になった時自分の運の無さを逆手にとって、相手の札を迷いなく抜いたほどである。A級昇格に時間かかった際も「運には見放されている」と自他共に認めているため、紛れも無く本人の実力で掴み取った。
所属する白波会関係者と新他ライバル以外で最初に太一の実力の高さに気付いた人物は高校選手権決勝で対戦した富士崎高校顧問の桜沢翠。実際、高校2年生で挑んだ全国大会において、団体戦（優勝）と個人戦（B級優勝）に両方参加して無敗だったのは太一ただ1人であった。「攻めがるた」を追及する白波会において、「守りがるた」こそが太一の本分だと後に発覚する。ちはやら本作の実力者たちが持つ「感じの良さ」とも無縁。
睫毛が長いため、師匠の原田や同門の坪口から「まつげくん」と呼ばれる。祖父が総合病院の院長、父親も医者という裕福な家庭に育っており、7歳年下の梨華という妹がいる。 母・麗子は成績至上主義者で、かるた部の活動を快く思っていない。麗子から「学年1番の成績をキープできないと、かるた部を退部させる」という条件を課されていることを優征に語った。しかし、名人戦予選に臨む太一を止めようとして競技かるたに触れ、その後3年生に進級した太一が成績を落とし自ら退部を決めたことで、逆に息子にとって青春を捧げた競技かるたが何だったのかと関心を持つようになり、自分の知らなかった息子の姿を他の父兄に教えられる。
26巻（高3の春）で、「好きなんだ。千早が」と、告白した千早からの返事は、チャイムに掻き消されるくらい小さな声の「ごめん」で、フラレてしまった。かるたへのモチベーションを失い、さらに学年1番の成績をキープ出来ず（1位は勉）、結果的に母との約束通りとなる形でかるた部を退部した。しかし、自身の通う進学塾で教鞭を執る名人・周防と再会したことで、周防の所属する東大かるた会に参加。かるた自体は続けることとなり、周防と師弟に近い関係を結んで、密かに実力を磨いていく。高校生時代最後の挑戦となる名人戦予選では相手の自滅を誘う周防スタイルの「嫌らしいかるた」で順当に勝ち進み、決勝では師匠であり前年の準名人の原田を破り東日本代表となった。挑戦者決定戦には髪を切って小学校時代のような短髪にして臨み、新と対戦するが、1勝2敗で敗れる。
綿谷 新（わたや あらた）
声 - 細谷佳正、寺崎裕香（幼少期） / 演 - 新田真剣佑、加部亜門（少年時代）
福井南雲会所属のA級選手。小学6年生の時に福井から東京へ転校し、千早と太一をかるたの世界へ引き込んだ少年。12月1日生まれで、血液型はO型。身長は173センチメートル。好きな教科は数学・書道・理科。
永世名人を祖父に持ち、自身も小学生時代は全国大会の学年別で毎年優勝してきた実力の持ち主。小学校卒業後は祖父の介護のために福井へ戻り、千早や太一と離れ離れとなる。その後、祖父の死に関する出来事がきっかけでかるたから約1年半の間離れていたが、千早や太一と再会して再びかるたと向き合い始める。
普段は冷静かつ寡黙だが、かるたでは負けず嫌いな面が出て密かに熱くなる。かるたにおける重要な能力である非凡な記憶力を持ち、アルバイトでもその才能は遺憾なく発揮されている。周りに人がいない時には、千歳の水着写真集を手に取り、千早の水着姿を想像し赤面する。といった一面も見せる。
遺伝的に視力が悪く、3歳から眼鏡を掛けており、東京在住時代の師匠である原田からは「メガネくん」と呼ばれている。現在は福井県あわら市在住で、かるた部のない藤岡東高校に進学。千早や太一といる時も福井弁で話す。
亡き祖父を彷彿とさせる独特のかるたで「後の先」と「守りがるた」を得意とし、「感じの良さ」を武器とする選手たちも下す。学生かるたでは2年生から参戦。個人戦のみのエントリーだったが旧友の頼みで団体戦メンバーの数合わせに参加（新の存在に関係なく敗退）したことが問題視されたものの若宮詩暢の取り計らいもあり深刻なペナルティーは受けず、高校生個人戦では文字通り無敗だった若宮詩暢に勝ちA級優勝。個人戦で勝つことが至上だと考えていたが、団体戦で戦う選手たちや、彼らを支える周囲の人々、何よりも千早と太一から大きな影響を受け、自身もかるた部を創設することを決意し、高校選手権団体戦出場を目指してチームを結成し、団体戦にも参加。初参加にして前年王者の瑞沢かるた部に次ぐ4位という好成績を収める。3位決定戦でキャプテン同士の対戦となった千早との一戦では相手が新だと意識しないほどに集中した千早に完敗してショックを受けた。個人戦では2年連続となった若宮詩暢との決勝で運命戦に勝って連覇する。
23巻（高2の秋）で、千早に「気が向いたら一緒にかるたしよっさ」（=「一緒に生きていこっさ」）と、告白したが、半年以上経過した高3夏の時点でも、千早からの明確な返事は無く、保留中である。 その間に、30巻（高3の夏）に同じ学校のかるた部に所属する後輩から「綿谷先輩！全国大会で頑張れたら、私と付き合って下さい！」と、告白されたが、「ごめん。好きな子がいる」と、即答で断り、千早からの返事を、ひたすらずっと待ち続けている。33巻で千早からの返事を受け入れ、「（かるたの道で）もっと近づいたら俺のことどう思ってるか聞かせて」と名人戦・クイーン戦で会うことを約束した。
高2、高3と2年連続で名人戦予選西日本代表となる。高2の時は東京在住時に師匠だった原田と対戦し、1勝2敗（1勝は原田の棄権による不戦勝）で敗れた。高3の時は太一と対戦し、2勝1敗で太一を下して名人位挑戦者となる。第2巻第6話で「ぼくは5歳相手でも手加減せん男や」と自負していたが、これが終盤の名人戦の伏線となっていた。名人戦では目にハンデを持つ周防との試合で、太一から「新、お前は優しくあろうとしても無理だ、畳の上で。ガキのころからの友達も18枚差で踏みつけて、一番強くあるために力をふるう単なる鬼なんだよ。お前は優しい人間じゃない、思い出せよ。相手が永世名人であろうとも、目にハンデがあろうとも、5歳相手でも手加減しない男だって」と評されている。
千早に告白するなど明確に恋愛対象とみて後輩部員の告白を断ったりもしているが、地元福井には隣家に住む幼馴染みで世話女房的な同級生の由宇という子がいる。藤岡東高校かるた部創部に協力してくれた他、名人戦西日本予選に際して弁当の重箱を渡される（が縁起物だが胃にもたれそうなメニューばかりで不安視している）など、なにかと面倒を見て貰っている。
高2の時に両親に個人戦優勝をもって卒業後の上京進学を約束させ、高3時に名人戦挑戦者となった直後に推薦で受験した東京の大学から合格通知が届いた。
なお、俳優の真剣佑は、本作の実写映画版で新を演じたことを契機に芸名を「新田真剣佑」に改めた。

### 瑞沢高校競技かるた部
綾瀬 千早（あやせ ちはや）

真島 太一（ましま たいち）

大江 奏（おおえ かなで）
声 - 茅野愛衣 / 演 - 上白石萌音
かるた部創立メンバー。翠北かるた会所属のD級→B級選手。会計。11月3日生まれ。1年6組→2年5組→3年。私立文系。2年進級後は菫の指導にあたる。
実家は「呉服の大江」という呉服屋で、和服をこよなく愛している。当初、和服を着たいがために弓道部に所属していたが、千早に実家の呉服屋のカタログモデルになってもらうことと試合のときに袴を着用（夏の暑い日を除く）することを条件にかるた部へ転部した。
千早をはじめチームメイトのほとんどからは「かなちゃん」と呼ばれている。常に敬語で話す。基本的な性格はおっとりした正に大和撫子だが、意外に直情型。感動して泣いたり激昂することもあり、3年時は太一の喪失によるショックから集中力を欠いた千早に激怒して部から叩き出した。また増長する田丸ら1年生部員に対してスパルタ式の厳しい態度で臨む。着物姿に好奇の視線を向けたり、巨乳をからかう相手にはムクれる。
古典おたくでもあり、百人一首や歌に関して造詣が深い。競技上は最低限の文字数だけあればいい競技かるたの世界では軽んじられがちな和歌の背景や意味を大事にしており、試合でも札の確認などにその意向が強く表れている。また、彼女の和歌への思いは、千早にも影響を与えている。ただし、古典に対するうんちくが止まらない時があり、勉に止められることもある。
競技かるたにかける情熱は千早に負けておらず、1年生の秋に挑んだ埼玉での大会で駒野との決勝戦を制してD級優勝。3年生時は高校選手権個人戦C級優勝でB級昇格を果たした。それ以上に3年生時は太一の退部と千早の休部で部が瓦解する危機を駒野、西田、花野と共に食い止め、千早の復帰までに部を完全に建て直した。
巨乳で、富士崎高校の江室凌雅によると「Hカップ」。そのため、対戦相手から「ボインちゃん」と呼ばれたこともある。また、名人戦・クイーン戦の東日本予選で出会った原田からは「おでこちゃん」と呼ばれた。まつげが3本しかないため、後輩の花野にマスカラを教えてほしいと頼んだことがある。
専任読手に憧れを抱き、いつの日か千早のクイーン戦で詠みたいと思っているが、そのためにはまずはA級昇格を果たさねばならないなど道程は険しい。
部内では、太一の千早への想いにいち早く気づき、ことある毎に太一の背中を押している。その一方で共に初心者から切磋琢磨してきた駒野を密かに慕っていた。
3年生時の全国大会個人戦終了後、西田と駒野に相次いで告白され（西田は直後に撤回）、駒野の告白を「遅いよ、藻塩になっちゃうよ」と受け入れた。
古典文学が好きなため文学部の日本文学関係の学科への進学を志望していたが、実家の呉服店を継ぐことになるため高3の秋になってから経済学部か経営学部の方がいいかもしれないと卒業後の進路を考えている。
受験を控えているため千早のクイーン戦には行かない予定だったが、母親の説得により近江神宮に行き、5戦目で札ガールを務める。
西田 優征（にしだ ゆうせい）
声 - 奈良徹 / 演 - 矢本悠馬
かるた部創立メンバー。翠北かるた会所属のB級→A級選手。機器・道具管理。11月29日生まれ。1年8組→2年9組→3年。国立文系。2年進級後は秋博の指導にあたり、3年目は退部した太一の後を継ぎ主将となる。部の運営については駒野・大江に任せ、1年生部員で次代のエースとなる田丸翠の教育係として彼女の実力を引き出すアドバイスを送る。結果的に実戦で脆さを見せる翠は選手権予選でも全国大会でも思うような実力を発揮できなかったが、将来に繋がる教訓を刻み込み、西田を尊敬するようになる。
かるた歴は5歳のころからと部内で最も長く、幼いころから磨かれた「流れの読み」が武器。小学生のころは全国大会で新に次いで準優勝をとる実力者だったが、中学からはテニス部に入部し、競技かるたから離れていた。体は太っているが体育会系で運動神経も高い。アニメ版では高校入学後の一時期テニス部に入部しているが、テニス部を退部してかるた部に入部した。
小学6年生のときに千早と対戦したことがあり、それが縁でかるた部に入部する。小学生のとき、千早が対戦に来ないと思い、試合中に肉まんを買いに行こうとしたことと、太めの体型が相まって、千早からは再会後も一貫して「肉まんくん」と呼ばれている。そのせいで駒野・大江からも便乗して呼ばれるようになってしまったが、本人はこのあだ名を快く思っていない。しかし、千早が名字で呼ぼうとした際、調子が狂うので肉まんくんでいいことにした。部内で、自分のことを唯一「西田」と呼んでくれる太一には心の内では感謝している。
太一ほど酷くないがやはり運がない。2年生で挑んだ高校選手権個人戦では2回戦で綿谷新と対戦し敗退した。名人戦予選でもほぼ毎回対戦相手には恵まれていない。　
高校競技かるたではちはや、太一、花野らとチームメイトだが、名人戦予選などが絡むと「白波会」とは因縁のライバル「翠北かるた会」所属選手（駒野、大江は初心者のころに誘い入れる）。クイーン戦予選ではちはやより挑戦者有力候補であるチームメイトの山本由美を応援する。
恋愛については大江を巡って駒野とは良きライバルだった。結果的に西田が自分の告白をダシに使って2人を結びつけたが、大江にはその心中を察され、感謝の言葉をかけられる。退部後も太一のことを気に掛けており、将来は笑って想い出を振り返る関係でありたいと願っている。
実の姉である優華璃がヒョロを見初めて以来、交際中。2人の仲が順調に進むとヒョロを「お義兄さん」と呼ぶことになる。名人戦予選ではそれを口にしてヒョロを動揺させて下した。
漫画、アニメ、実写映画の3つともかるた部に入る流れが異なる。いずれにおいても高校入学後に千早と再会した際に肉まんをくわえていた。
駒野 勉（こまの つとむ）
声 - 代永翼 / 演 - 森永悠希
かるた部創設メンバー。翠北かるた会所属のD級→B級選手。書記・対戦記録管理。左利き。2月16日生まれ。1年2組→2年1組→3年。国立理系。1年時は千早と同じクラスで、2年から3年は太一と同じクラス。瑞沢高校では太一に次ぐ好成績の秀才。当初は、万年2位であったが、後に成績が下がって5位だったこともある。常に机に噛り付いて勉強していたことから「机くん」と呼ばれる。登場当初の性格は自己中心的なコンプレックス男子。だが、部員たちに打ち解けるに従い、控え目だが言うべきことはいうキッパリした性格を見せるようになる。理知的で他人以上に自分に厳しい性分。自宅は薬局を営んでいる。
自分の才能は勉強だけで居場所は机にしかないと強い劣等感を抱いていたが、千早の強引な勧誘と太一のかるたに向ける情熱に惹かれ入部する。入部当初は予選で勝てないことに悩んで試合を投げだそうとするなど初心者ゆえの苦悩を露骨にしていた。だが、その後はチームの参謀格として部を支えるようになる。やがて実力も伴うようになり、1年生の秋に出場した埼玉の大会のD級決勝で大江と対戦し準優勝でC級に昇格、2年生時の高校選手権個人戦でC級優勝でB級に昇格した。3年生時の個人戦ではヒョロとの決勝戦に惜敗しB級準優勝。2年生時の団体戦においてはデータ収集という裏方に徹して1年生部員の筑波に実戦経験を積ませ、西田から競技者として諦めているかに思わせながら勝ち上がると選手に復帰。データを生かして団体戦優勝の原動力となった。決勝の対戦相手からは「スパイくん」と呼ばれていた。
入部後は対戦記録管理という立場から、部員の対戦時の傾向をはじめとした詳細なデータをノートに記録しており、自分のかるたに活かしつつ、部員に的確なアドバイスを送っている。千早の一字決まりが20枚あると気付いたのも彼である。3年生時は太一・千早の離脱という危機に厳しい面を見せて後輩指導を行った。
常にメガネをかけているせいで他人からはどんな目をしているのか視認できず、「寝ていても目が見えないから寝てるのか起きてるのかわからない」と言われている。登場人物の中では唯一、優華璃だけが勉の裸眼を見たことがある（巻末のオマケ漫画にて）。メガネをかけた登場人物の中で唯一目が描かれていない。
大江のことが好きで、「次の試験で、1位をとれたら、かなちゃんに告白しよう！」と思っており、3年時に最初の試験で1位となるが、結果的に太一が前々からの発言どおりとなる形で退部、さらにかるた部の新入部員と先輩部員とのあいだで起きたごたごたの処理で手一杯になってしまい、告白を思いとどまった。しかし、西田が眼前で「告白するふり」をしたことで焦って大江に告白し、結ばれることになる。かるた部に入ったことで自分には無縁だと諦めていた充実した青春を過ごせたことを他の誰よりも感謝している。
筑波 秋博（つくば あきひろ）
声 - 入野自由 / 演 - 佐野勇斗（M!LK）
かるた部部員。千早たちの引退後、部長になる。府中白波会所属のD級→B級選手（2年生時の全国大会時点でB級選手だが、B級選手になった経緯は作中で描かれてない）。千早の1つ下の後輩。1年10組→2年。
細目を見開きつつ舌をペコちゃんのように出す癖があり、その顔が不気味だと恐れられている。3人の年子の弟の前では大見得をきる癖がある。時にオーダーを勝手に書き換えてでも団体戦に出場しようとし周囲に窘められるが、弟に活躍するところを見せたいという思いからである。
北海道出身で、下の句かるたの経験者。上の句かるたとは勝手が大きく異なるため活かせる部分は多くないが、取りにおいては下の句かるたで鍛えられており、洗練されている。
入部当初は素人よりマシという程度だったが徐々にある程度の能力を見せられるようになり、初出場で個人戦D級優勝。2年生時は団体戦3位入賞に貢献した。
花野 菫（はなの すみれ）
声 - 潘めぐみ / 演 - 優希美青
かるた部部員。千早たちの引退後は副部長になる。府中白波会所属のD級→C級選手（第33巻 - ）。千早の1つ下の後輩。
恋愛体質で、彼氏にフラれ、良い男を探しているときに太一に目をつけ、かるた部に入部する。太一の気を引くために心にもないことを言い純情可憐な乙女を演じるなど計算高く、良くも悪くも打算ありきで生きている。だが、百人一首を読んで感情移入し涙ぐむなど、感激屋でよく泣く素直な少女でもある。
入部当初は太一目当てでしかないことを隠さず「隅っこで坊主めくりでいい」と言っていたが、先輩部員である大江の取りなしや他の部員たちの熱意に動かされ、自身もかるたに真剣に取り組んでいくようになる。太一の後を追って行った先で強引な原田に捕まり府中白波会に所属することになった。同時期に入会した筑波の弟たちを相手に実力を磨いている。2年生時の大会では、選手としての出番は少なく主に駒野のサポートを行い対戦相手の情報収集を行った。駒野をリスペクトしている。
しかし自身の恋が決して実らないことを悟っていき、バレンタインデーにて太一に告白し、「先輩も好きな人に好きって言ってください」と伝えて失恋した。恋愛音痴の千早、ロマンチストだが奥手の大江に比べ、恋愛経験と知識では2人の先輩に大きく勝っている。入部当時はあまりにも色気（恋愛っ気）がなく、本人も徐々に色気が失われていくのを感じていたが、先輩2人にメイク指導を行ったり、バレンタインチョコの製作指導を行っている。ただし、太一に対しては千早の「太一はチョコレートはもらい慣れてるので塩辛とかが喜ばれるんじゃないかな」という言葉を真に受けバレンタインデーに塩辛を送った。
高校から競技かるたを始めた完全な初心者であったが、目当てで入部した太一が退部したあとも部に残ってかるたを続け、2年生時のD級個人戦で優勝し、C級に昇級する。また、後輩の指導にも熱を入れている。さらに遅まきながらに競技かるたに関心を示した真島麗子（太一の母親）と太一の間に立っている。
普段はよくメールをしている。ちなみに初めて会った千早から名前の「菫」を「韮（にら）」と呼び間違えられている。
クイーン戦に出場する千早から大盤係（札ガール）を頼まれ、田丸とともに引き受けた。
他校に双子の弟である葵が通っており、姉と対照的に落ち着きがあり打算なく善行ができる素朴な雰囲気の少年だが、風呂上がりはそっくりだと母に評されている（巻末四コマより）。
原 実紅（はら みく）
かるた部部員。D級。千早の2つ下の後輩。
普段は無口だが、喋りだしたら止まらず菫とのランチでは堰を切ったようにおしゃべりに。本人は自分のことを口下手だと思っている。
田丸とはタイプが合わない。
橋立 蒼太（はしだて そうた）
かるた部部員。D級。千早の2つ下の後輩。
田丸のことをよく思っていない。面と向かって嫌味をいうことも。
波田 橙吾（なみだ とうご）
かるた部部員。初心者で、まだ百首覚えていない。千早の2つ下の後輩。
天然パーマで、平安貴族が天パーとどうやって向き合ってきたかを知りたくて入部した。
中肉中背だがよく鍛えられており、中学時代は野球部でキャッチャーだったが肘を故障して辞めている。かるたの体力的な厳しさにいち早く気付き、ジャージの下にはプロテクターを着用するなど自分なりの対応をしている。飲み物を買いに行かせると2リットル入りのものを買ってくるが、これも運動部としての体力維持法を取り入れているため。
1年生部員では実力で最も劣るが、もともとの素質を生かして急成長しつつある。
プロ野球チーム「広島ガープ」の大ファンで、1年生部員の横のつながりによりガープファンが伝染していっている。
田丸 翠（たまる みどり）
声 - 水瀬いのり
かるた部部員。埼玉咲良会所属のA級選手。中学の最後にA級に昇級した。千早の2つ下の後輩で、他は未経験者である同世代の部員では突出した実力者。
かるた好きの家族の中で育ったため、知識と情熱深く、自身の名前は桜沢翠のファンであった両親からの想いを込めて付けられた。兄もA級選手。自分が話の中心に入らないと気が済まない性格であり嫌味な発言が多く、教室やかるた会では人間関係を構築できず孤立し、先輩相手でも挑発的な姿勢を見せる。その実、自分の性格的欠点については自分でもわかっており、本番で実力を発揮出来ないことにも悩んでいる。
競技では「読みに合わせる」スタイルで、この点では千早以上の取りを見せる。こうした長所については西田に評価された。
東京都大会1次予選ではポイントゲッターとなる。だが、その後の二次予選でも本戦でも精神的脆さを見せ、十分に実力を発揮出来なかった。だが西田の指導によるアドバイスで確実に成長し、創設メンバーの引退後は次期エースとして期待される。
クイーン戦予選では千早と同じA級選手のためライバル。かるた部の1年生の中では浮いた存在だったが、クイーン戦予選での奮闘に感銘を受けた他の1年生部員は東日本代表決勝戦の千早との対戦の際に先輩の千早ではなく田丸を応援した。
宮内 妙子（みやうち たえこ）
声 - 藤田淑子（第1・2期）→鳳芳野（第3期） / 演 - 松田美由紀
瑞沢高校の化学教師で、通称「女帝」。国立理系で、体育会系。1年2組（千早と勉）の担任→2年1組（太一と勉）の担任。
テニス部、バドミントン部、化学部の顧問だったが、後にかるた部の顧問も兼ねる。かるた部については当初遊びの延長と考えていたが、真剣にかるたに取り組む部員の姿を目の当たりにして考えを改め、積極的に協力するようになる。スパルタ肌で厳しい先生ではあるが、千早を気にかけるだけでなく部員に襷を授けたりかるた部の部室を守ろうとする優しい一面を兼ね備えている。部室喪失の危機に際しては多少強引な方法（太一目当てで入部した仮入部員名簿を提出）で条件付きながら部室の継続使用を認めさせた。
千早の進路については成績不振もあってかなり心配していたが、太一の退部に動揺してスランプに陥った際に気持ちを紛らわせるため勉強に熱を入れ始め、やがて将来の進路を教職員になり高校競技かるた部顧問を目指すと決めた千早を応援する。
理系で体育会系とかるたとはかけ離れた気質が災いし、顧問を1年やっても百人一首を覚えられなかったが、本を読んで百人一首を勉強したり引率時に他の高校の顧問の先生に積極的に話しかけるなど競技かるたに興味は示している。

### 競技者

#### 名人・クイーン
若宮 詩暢（わかみや しのぶ）
声 - 中道美穂子 / 演 - 松岡茉優
現クイーン。左利きで、競技スタイルは守りがるた。京都府・津咲高校の生徒で、千早とは同学年。美人だが、服をはじめとするファッションセンスに極めて難があり、千早と別の意味で「残念」だと思われている。小学6年生までは京都明星会に所属していた。真夏でも温かい飲み物を飲む。
小学4年生でA級に昇進し、中学3年生のときに史上最年少でクイーンになった。一札だけに触れる、正確で美しい取りが持ち味。百首すべての札との特別な繋がりを持ち、札を擬人化してそれぞれと対話しながら戦う。モデルは中学校3年生（15歳）で史上最年少クイーンになった楠木早紀である。作者の末次曰く「途中で詩暢ちゃんが負ける展開を考えていたが、楠木さんのあまりに強い防衛戦をみて、『詩暢ちゃんは負けないわ』と展開を変えてしまったこともある」とのこと。
試合では美しく圧倒的な強さを見せ、高校選手権の個人戦では対戦相手をほぼ20枚差以上で降している。好選手であっても、須藤が12枚差で負けて準優勝、逢坂が14枚差で準決勝敗退、理音が9枚差で準決勝敗退、3年生時の千早が7枚差で4回戦敗退している。ただ1人、新だけが2年時2枚差で、3年時1枚差で2年連続の優勝を奪っているのみである。
小学生全国大会において数年に亘り毎年1回戦で全敗したことから、綿谷新を特別視しており、それゆえの再戦を強く望んでいる。新と再戦できるのなら頭を下げることも厭わない。新の参戦までは格の違う存在として高校競技かるた界では無敗を誇っていたが、2年生時、3年生時でのA級個人戦決勝でも惜敗し、新への雪辱は果たせていない。そんな新に高校選手権団体戦で千早が土をつけたことについては「カタキとったる」と妙なモチベーションで個人戦に挑むなど屈折した愛情を見せる。公式戦では新に勝てていないが、第41巻でYouTuberとしての企画として新と何度も対戦して初勝利し、その際には号泣するほど喜んだ。
全国大会のA級個人戦で対戦して以来、少なからず警戒心を持って千早を意識するようになるが、ことさら自分の服装について千早に褒められると一女子高生らしく照れを見せるといったツンデレな面がある。挑戦者の猪熊遙にクイーン戦で初めて1勝を奪われて激しく動揺するが、名人戦に臨む原田の応援で会場に来ていた千早から襷（後述のダディベアのレアもの）を急造で用意されて送り出されると、接戦を制して防衛した。なお襷はその後も愛用していることを高校選手権個人戦での対戦時に千早にバレた。少なからず千早を友達だと意識しているが同時に有力なライバルでもある複雑な関係で本人も素直に認めない。瑞沢高校とも府中白波会とも無関係なかるた選手の中では千早を下の名前で「千早」と呼ぶ数少ない選手である。
本性は絵に描いたような京女でかなりの「いけず」。高慢で人を人とも思わない独善的で自己中心的な性格だが、表面には極力出さないようにしている。周防から頻繁に連絡があっても電話に出ることはほぼない。普段はクールで落ち着いた性格だが、競技において彼女の闘争心を揺さぶる強者が現れると一変、威圧的な様相に転じ、周囲が「クイーンスマイル」と称する含みある妖しい微笑み、表情を見せる。
その生い立ちやかるたの師とも言うべき伊勢の方針から、同年代の友達がいない孤独な学生時代を過ごしてきた。誰かと切磋琢磨したり、競い合って強くなるタイプではなく、自己を突き詰めて一人で強くなるタイプ。前述したスタイルである「擬人化した札たちとの対話」を突き詰めることで無類の強さを手にした。こうしたタイプであるため、友達や仲間といったものにコンプレックスを含めた嫌悪感を持っている。そのため、団体戦には新とはまったく違う意味で興味がなく、「団体戦はかるたを好きではない人がやることだ」と見下している。
マスコットキャラクターの「スノー丸」が大好き。限定グッズを獲得するために、景品応募券つきのアイスを食べ続けたせいで激太りし、体重が10近くも増加した状態でクイーン戦（対山本由美戦）に出場することになり、テレビ中継を観戦していた千早たちを驚かせた。数か月後には元の体型に戻した（正確にはアイスが発売終了になったために、自然に痩せた）が、短期間に体型が激変したことで、新に出会った際すぐに認識してもらえないということもあった。
かるた以外のことは何一つ上手く行かない。アルバイトはすぐクビにされてしまい、対人関係も苦手。すでに女子選手として頂点にあってもそれ自体は職業につながらないため将来について真剣に悩むが、祖母の助言により「競技かるた界初のプロ選手」を目指すようになり、母親の後押しでテレビをはじめとするメディアへの露出を積極的に図るようになる。本人にとっては目標のために人嫌いなどを押し殺してやっていることなのだが、理解のない周囲からはタレント気取りと嫌味を言われている。テレビ出演するようになってからはスノー丸の恋人のスノー姫を真似た個性的な髪型をしている。また、広報の一環としてYouTuberも始める（親が学校に呼び出されたことと掲示板にアンチスレッドが立って悪口を書かれて凹んだことで一旦休止するが、しばらくして復活した）。
初めて1人で新幹線に乗った時はもの凄く緊張していたが、同じボックスに座っていた女性がテレビに出ていたかるたクイーンだということに気づき、助けられる。
鳥人間コンテストの観戦を毎年楽しみにしている。左目付近に泣き黒子がある。
千早の夢に出てきた時はスノー丸詩暢とダディベア千早の着ぐるみ対決を考えていた。
男子の目の前でも平気で着替えをする。
周防 久志（すおう ひさし）
声 - 東地宏樹 / 演 - 賀来賢人
現名人。東京大学を4年連続で留年。現在はバイト先であった予備校の講師をしている（現代文と小論文を教えている）。
「一字決まりの札が27枚ある」と発言しているほど登場人物の中でも天性の「感じの良さ」を持っているがその外見（サングラスに無精ヒゲ）や「強い人としか戦いたくない」との理由で名人戦以外の公式戦には参加していないこと、またかるた協会にも非協力的な態度を取るなど、作中ではもっぱら「（慣用句の意味で）感じの悪い人物」として描かれ「かるた界きっての問題児」と言われており、かるた界関係者からは平たく言えば「早く負けてとっとと引退して欲しい」とすら思われている。
「感じの良さ」の才能だけで戦っていると誤解されがちであるが、実際には専任読手7名の100首の読み上げデータを揃えているなど研究熱心である。専任読手の中では山城今日子の大ファンで、「キョコタン」と呼んでいる。新との名人戦で山城が読手を務めた第4戦で勝利し、「あなたの声をずっと覚えているから、あなたには最強の僕を覚えていてほしかった」と述べている。山城からは「読手じゃなくて、40年前に戻って、あなたとかるたをしてみたかった」と賛辞を送られている。
競技かるたをはじめたきっかけは、大学で好みのタイプである上級生に勧誘されたから。その上級生に彼氏ができ、かるたへのモチベーションが下がっていたころに遺伝性の眼の病気（年齢が進むにつれて視野が狭くなり、時には失明することもある）を発症。「感じの良さ」という最大の武器にもピークがあると感じており、永世名人位を得ての早期引退についてはそうした身体的事情が密接に関わっている。
幼少期、親元を離れ連れてこられた本家で親代わりである叔母・兼子（ゆきこ）に面倒を見てもらっていた。上京の日、兼子に言われた「ひとかどの人間になりなさい」という一言が病気に絶望していた周防を救い「かるたでならひとかどの人間になれると思って」とたった3年で名人位を獲得、以後連覇を成し遂げている。
5連覇を果たし、永世名人になって引退することを宣言し第26巻で達成したが、その表彰式で新から「自分が来年倒しに来るから辞めないでくれ」と宣言され「じゃああと1年オマケ」とあっさり撤回し延長した。
詩暢が「邪魔な河」と呼んだ新に対して、いつかは名人になるが次ではない、見ててもテンションがあがらないと告げる。
和菓子を好んで食べており、よく大会に顔を出して、出場選手に和菓子を配っている（ただしA級に限り、そうでない相手にはあげない）。声が非常に小さく、予備校でマイクを使っている時でもちゃんと聞こえないほど。それは自身の最大の武器である「耳」（聴力）を大事にしているがためで、雑音（かるたに無関係な音のすべてが彼にとっての雑音）を嫌って常に耳栓をして生活している。
千早と知り合って一目惚れするが、太一から「ボクの彼女です」と嘘をつかれて失恋している（後に嘘だったと真相を明かされた）。詩暢にも好意を持ち頻繁に電話しているがほとんど相手にされていない。若干、相手にされていないのを楽しんでいるフシもある。
予備校で偶然再会した太一を気まぐれで東大かるた部に誘い、対戦して負けても心が折れる様子がないことで気に入って練習相手にしてシゴいている。結果的に太一を通じて謎だらけだった周防の実像が浮かび上がることになった。
母親を煙たがる太一には、金銭的に恵まれた環境を与え、怖じぬ精神面を育んでくれた存在だと戒めている。
詩暢も出演すると知ってテレビの検証番組に参加（現場で詩暢の「引き立て役」だと悟り、検証実験の引き立て役に太一を利用）。そこで周防の持つ抜群の聴力で発声音の僅かな違いを聞き分け、即座に動作に移すという超絶能力が解析された。
実家は長崎県大村市。大学入学以降1度も帰省していないが、故郷の親戚には今の自分の姿を見て欲しいと思ってテレビ出演した。しかし、テレビに出ることを知らせておかなかったため、かるた関係者以外の知り合いは誰も観ていなかった。実家は「すおうファーム」という野菜の直売をしており親戚が大勢集まって暮らしているが、久志の父は離婚してハワイかグアムに住んでいて実家にはいない。
太一からは「かるたが好きではない周防さんよりもかるたが好きな新が勝ってほしい」という見解が述べられているが、新は「かるたが好きではない」というのは嘘であると思っており、名人戦で対戦した際に「（視力が落ちてきたため）這いつくばって札の確認をする人が、かるたを嫌いなわけがない」と述べている。

#### 府中白波会
原田 秀雄（はらだ ひでお）
声 - 石塚運昇（第1・2期）→三宅健太（第3期） / 演 - 國村隼
府中白波会の会長。千早と太一にとって師匠であり、彼らを含めた会のメンバーには「先生」と呼ばれる。本業は開業医で、「原田内科・小児科」という医院を経営している。
自身もA級選手であり、その風貌・戦いぶりから須藤に「知的な熊」と喩えられる。50歳を過ぎ、慢性的な膝の不調を抱えてもなお本気で名人を目指しており、勝つための執念や強欲さは凄まじい。なお、そもそも白波会を興した理由も「自身が強くなるため」であった。
相手への威嚇や士気鼓舞のため競技中にやたらに声を張り上げたりするなど、勝利のために他の競技者に対して迷惑な言動や行為も憚らず、普段から無神経なところもあるため、本気で原田を恨んでいる人物は多い。太一は実質的に白波会を離れたあとも、名人戦予選で苦手な原田との対戦を避けるため敢えて白波会所属として申請している。
競技者としては良くも悪くも独善的な一方、指導者としては能力・精神の両面において良き師であり、千早への指導で「早く取るのをやめなさい」とあえて取り柄を封印させ、「正確に取ることの大切さ」を学ばせることで長期的な成長を促した。また、太一がなかなか昇格出来なかった時期も運の無さに腐らず、昇格規定を満たしても申請しない太一の態度を気に入り、高校選手権個人戦B級優勝での昇格を決めた際には盛大に祝った。
挑戦者として名人戦で周防に挑むが激戦の末敗れ、準名人となる。しかし最後の一戦で燻っていた周防の本気と対戦者への敬意を覚醒させる。
若いころにも準名人になったことがあるが、医者になりたてのころの赴任先が沖縄や北海道といった競技かるたがほとんど行われていない土地柄の場所であったため、最も脂の乗り切った時期を棒に振った過去がある。
モデルは、府中白妙会会長の前田秀彦七段。
坪口 広史（つぼぐち ひろし）
声 - 高橋研二 / 演 - 田村健太郎
府中白波会所属のA級選手。会一番の実力者で、作中では名人戦東日本代表になっているが西代表の武村に敗れる。
かるたのスタイルは、原田の影響を強く受けた攻めがるた。作中で新と対戦した際、新から「原田先生が奥にいる」と評されている。
大学卒業後は高校教師になり、朋鳴高校かるた部の顧問となる。
綾瀬 千早（あやせ ちはや）

真島 太一（ましま たいち）

筑波 秋博（つくば あきひろ）

筑波 冬政（つくば ふゆまさ）、春臣（はるおみ）、夏総（なつふさ）
声 - 安済知佳（冬政）、杉浦奈保子（春臣）、佐藤恵（夏総）
筑波秋博の年子の弟たち。初登場のときは上から11歳、10歳、9歳で兄である秋博を「マイヒーロー」と思っている。秋博と一緒に府中白波会に所属する。
実力は年齢に比例しており、白波会に所属した当初の実力は次男の冬政と菫がほぼ互角。徐々に上達している。
北海道に住んでいた時代は兄の秋博と一緒に下の句かるたのチームを組んでいた。
花野 菫（はなの すみれ）

木梨 浩（きなし ひろ）
小学生時代に在籍

#### 翠北かるた会
北野 昌夫（きたのあきお）
声 - 佐藤健輔
翠北会の会長。江戸っ子。
優征の師匠に当たり、優征によると「基本を教えるのがうまい」。原田とは仲が悪い。
しかし原田の名人戦のとき、原田に座布団を与えた。原田と師匠北野が犬猿の仲だったので、西田と駒野と奏は、感激していた。
原田のことを問題児扱いしているが、自身も名人戦予選の試合中に競技場の窓を開けるなど問題行動が多い。
山本 由美（やまもと ゆみ）
声 - 甲斐田裕子
翠北会所属のA級選手。六段。職業は銀行員。24歳（7巻）。
前クイーンで、通称「ユーミン」。また、試合中に堂々とモメることから「モメユミ」とも呼ばれる。
クイーン戦で対戦した詩暢の強さに圧倒され、以降かるたに対する情熱を失っていたが、千早との対戦を経て情熱を取り戻し、クイーン位の奪還を目指し、その後挑戦者となったが激太りの詩暢にクイーン位を防衛される。
かるたスタイルは根気強い粘り腰が特徴で、クイーンに1回なってからは慎重で丁寧になった。
たっちゃん
小学6年時の市の大会で新の対戦相手。新は38度の高熱を出していたが、その新に敗れる。
尾田
小学6年時の市の大会で太一の対戦相手となり勝利。
西田 優征

大江 奏

駒野 勉

#### 福井南雲会
栗山 勇（くりやま いさみ）
声 - 村上裕哉
福井南雲会の会長。新とは、新の祖父・始が健在だったころから交流がある。
12歳の時に、かるたに誘った原田と幼なじみであり、かつてはライバルだったが、今は膝を痛めて競技から遠ざかっている模様。
村尾 慎一（むらお しんいち）
声 - うえだゆうじ
福井南雲会所属のA級選手。会において新の先輩に当たる。
かつて挑戦者として名人戦に臨むが周防に敗れ、限界を感じて競技かるたから離れていた。後に再起し、再び大会で活躍を始める。双子の息子の健太・優太（声 - 西野陽子）がいる。
関西の名門大学を卒業後、あわら市役所の職員として勤務している。
高校の全国大会では役員として、競技進行をサポートしていた。
唯一の悩みは周防と同い年ということ。
大輔（だいすけ）
声 - 安済知佳
小学生で、A級選手。「新兄ちゃん」と呼ぶ新を慕っているが、対戦では手加減のない新に圧倒されて怖がってしまう。
綿谷 新（わたや あらた）

松林 舜  (まつばやし しゅん)

松林 滉  (まつばやし ひろ)

#### 京都明星会
伊勢 大二郎（いせ だいじろう）
声 - 遠藤大智 / 演 - 志賀廣太郎
京都明星会の会長。詩暢にとって師匠のような存在である。名人位・クイーン位決定戦へはテレビ出演し、かるた競技の解説を行った。
同年代の子を相手に手加減する幼少期の詩暢を見て、「同年代の子とかるたをすると手加減を覚えてしまい弱くなる」と考え、練習会ではあえて年上の相手とばかり対戦させた。しかも「強くなるには1人で練習するしかない」と突き放してもおり、結果的に最年少クイーンにした。だが詩暢から、走ってまで通いたがっていた「楽しいかるた」を奪って、会へも顔を出さずに1人練習に没頭する「孤独な自分との戦い」と同義にしてしまった人物でもあり、恨まれ皮肉られてもいるが、自身の書籍を通じてかるたにおける大切さを教え愛憎が相半ばしている。
札との対話能力を喪失して狼狽した詩暢から「これ以上どう強くなればいいんだ」と問われると、綿谷新に続けて完敗し、周防と戦って勝ったこともないのに最強だと思い込んでいることを指摘し、その増長を戒めた。明星会でかつての自分と同じ年頃の子から真剣勝負を挑まれた詩暢は孤独から救われる。
著書「天地を動かす鬼神たれ」を出版するが詩暢に「意味がわからへん」と言われる。その難解な本をかるたのルールすらわからない太一の母に入門書としてあげたが、当然のように理解してもらえなかった。
結川 桃（ゆいかわ もも）
声 - 池田海咲
京都明星会所属のA級選手。医学部の大学生。同門の仲間からは桃ちゃんと呼ばれる。左利きで、自陣札をほぼ左に固めた守りがるたを取る。同門として詩暢のクイーン戦では札ガールを務める。
かるたとの関わりは、幼いころに正月のテレビ中継で偶然観た名人・クイーン戦以来、渡会クイーンを神様同然に思えたのが始まりで、本や映像を集めるほど夢中になり、とうとう自身もかるた選手になってしまった。しかし伊勢からは「強いのに本腰が入らん」姿勢に映っていた。
言うなればかるた競技者オタクであり、近年の桜沢や猪熊ばかりか、渡会以前の2大女王時代の女王の西島美津子七段と今田裕子に対しても「もう戦えない最盛期の神様たち」とリスペクトしている。
クイーン戦挑戦者決定戦で千早の対戦相手。
詩暢がかるたのプロを目指すようになってからはメディア出演のサポートをしており、クイーン戦挑戦者決定戦に敗れてからは本格的に協力するようになった。
小石川 秀作（こいしかわ しゅうさく）
声 - 福西勝也
初登場時点ではK大かるた会所属のA級選手。大学卒業後、京都の大石天狗堂に就職して京都明星会に入会した。
愛称は小作。全日本選手権準優勝の実績を持つが、お手つきが非常に多いことから「ポカ作」と評される。しかしそれでも前向きで崩れないメンタルと、お手つきによる単純な点数不利を覆して勝利できるだけの実力がある。
大学時代は毎年秋になると東大かるた会に出向き、周防名人の練習相手になっていた。
詩暢によると明星会の中ではクイーン位挑戦者決定戦の結川の対戦相手である千早に最も近いタイプの選手ということで、西日本代表になった結川の練習相手となっている。結川の練習相手を務めるうちに、何度も告白するようになるが、即答でフラれている。
結川とは高校時代に高校選手権個人戦で出会った（当時小石川が高3で結川が高1）。
大学ではメディアコミュニケーション研究をしていて趣味で映像編集もしており、結川とともに詩暢のYouTubeの映像制作のサポートをしている。
若宮 詩暢（わかみや しのぶ）
小学生時代に在籍。高3になってから再び顔を出すようになり、結川のクイーン戦挑戦者決定戦の応援にも駆けつけているが、正式に再入会したかは不明。
さとこ
声 - 安済知佳
伊勢の元教え子で、当時は小学生。京都明星会で詩暢と同年代で、お互いをライバルだと思っていたが、実は詩暢が手加減をしていただけだった。家庭の事情で母親に連れられ京都明星会を去っていた。
りゅうせい
伊勢の教え子の青年。幼少時代の詩暢に対戦するが完封負けする。
竹内 こころ（たけうち こころ）
眼鏡の小学生の女の子。詩暢のファン。京都明星会に有無を言わさず連れてきた名人と勝負しようとする詩暢の元に果敢に割って入っていった。詩暢には、こころが昔の小さい時の自分に見えてしまった。
詩暢の千早とのクイーン戦では、「自分を一番好いてくれている」という理由から史上最年少（10歳）で大判係に指名されたが、身長130センチメートルのため高いところの札に手が届かず苦労している。

#### 北央学園
3年連続で、東京都予選（団体戦）の決勝戦の対戦相手となった中高一貫の男子校。競技かるた部の増加に伴って千早の2年生時から出場枠が2校に広がったこともあり、共に全国大会に団体戦で出場している。全国大会本選（団体戦）の準決勝戦では富士崎高校と試合することになり3位決定戦では明石第一女子高校と対戦することになった。ヒョロが部長となった3年時に決勝戦で富士崎高校を下して念願の全国制覇を成し遂げた。
須藤 暁人（すどう あきひと）
声 - 大原崇 / 演 - 清水尋也
かるた部元主将。学年は千早の2つ上。千早が1年生の時の高校選手権東京都予選決勝の対戦相手。
A級選手で、全国区の実力者。高校3年生の夏に出場した全国大会のA級個人戦ではクイーンに次ぐ準優勝という成績を収めている（その年は新が出場していなかった）。
ドSで気位が高く、「須藤のSはドSのS」といわれるほどだが、周防に勝つために読手の講習会に通うといった勤勉な一面もある。全国大会の東京都予選で対戦して以来、千早のことを敵視しているが、場合によってはアドバイスすることもある。
高校を卒業した後は東京大学へ進学し、東大かるた会に所属している（周防名人の後輩にあたる）。持田先生から読手を頼まれ東京都予選の決勝戦の読手を行ったこともある。読手の実力も原田先生から認められるほど。
体育会系の性格で、大会で負けた部の後輩に東海道をうさぎ跳びで帰ることや駅までのダッシュを命じ、自ら先頭を切って引っ張るといった行為を見せており、後輩たちから恐れられつつも慕われている。
太一との賭けに負けて名人戦予選で太一と当たったら譲る（試合を放棄して不戦敗になる）約束をしたが、太一が先に負けて対戦する機会がなかったにもかかわらず、太一の師匠の原田との対戦の際に譲るなど義理堅い一面もある。
密かに先輩である周防を倒して名人になる野望を抱き、千早を相手に腕を磨いている。
甘糟 那由太（あまかす なゆた）
声 - 本田貴子
かるた部前主将（部長）。学年は千早より1つ上。
A級選手で、小柄だが運動神経と身体能力を活かした速い取りが持ち味。高レベルな選手であるが、どう頑張っても自分はトップ選手にはなれないという諦観が向上心や熱意を曇らせ、試合を楽して勝とうとする傾向が強い。楽観的な性格で、面倒なことを嫌う。須藤の卒業後は主将となるがその自覚に乏しい。
東京都予選決勝で優征の対戦相手。1年後の決勝では千早と対戦することになる。
木梨 浩（きなし ひろ）
声 - 中井和哉 / 演 - 坂口涼太郎
3年生時のかるた部部長で、おかっぱ頭とひょろ長い体型をしており通称「ヒョロ」。府中白波会所属のB級→A級選手。
千早とは同学年。初登場は小学生編で、府中白波会の見学に訪れた同学年の千早・太一・新と源平戦を行った。ヒョロというあだ名はその際に千早・太一が「ヒロくん」を「ヒョロくん」に聞き間違えたのがきっかけで、当初は嫌がっていたが後に定着して本人も進んでそう名乗っている。
高校時代に東京予選決勝で再会後、A級昇格を目指して共に地方大会を転戦するなど太一を常にライバル視している。
府中白波会の同門の千早たちとは小学生のころからの旧知という縁で、太一や新に対抗意識を持っている。中学校からは北央学園に通っており、現在はA級選手。「ヒョロットカード」という独自のカードを使った占いで、団体戦の相手のオーダーを高い的中率で予想できる。
高2での都予選では大将同士や副将同士が試合することを望みその思いを貫くため那由太と争ったことがある。
都内の強豪北央高校で1年生時からレギュラー。母校へのプライドと愛校精神は人一倍高く、引退後も後輩指導・応援する須藤はともかく甘粕は足元にも及ばない。向上心が強く、A級選手になるために地方の大会にも遠征するほどの努力家だが実を結ばず、太一と共に長い間B級に留まっていた。高2の全国大会個人戦B級決勝（アニメでは準決勝）にてその太一に敗れ、A級昇格も先を越される。しかし、高校3年生時の全国大会個人戦B級決勝戦で、勉を下しついにA級選手となった。
部長に選任されてからチームリーダーとしての資質が開花。ヒョロットカードを活用して自身が敢えて「噛ませ犬」（相手チームのエースとの対戦を引き受ける）となることで「チームで勝つ」ことにこだわる。人徳と人望にも恵まれ、レギュラー最弱で強豪チームとの試合では常に負けるが、部員たちからは絶大な信頼を寄せられる。新入部員の勧誘と育成を軌道に乗せて強固な戦略を構築し、チームを須藤らの時代に勝るとも劣らぬ強豪チームへと育て上げ、堂々の高校選手権団体戦制覇を達成した。
3年時の高校選手権の際にはかるた部を退部していて会場に来ていない太一を気にかけていて、しきりに瑞沢高校の試合経過とともに「来いよ」と書いたメールを送っていた。
優征の姉・優華璃から一目惚れされて以来、順調に交際を続けている。
宅間（たくま）
声 - 村上裕哉
かるた部部員。B級選手。眼鏡を掛けている。東京都予選の決勝戦で、勉と対戦し15枚差で1勝する。そして1年後に再び勉と対戦することになる。
竜ヶ崎（りゅうがさき）
声 - 樋口智透
かるた部部員。坊主頭をしている。東京都予選の決勝戦で、奏と対戦し1勝する。
城山 浩希（しろやま こうき）
声 - 加藤将之
かるた部部員。 学年は千早の1つ下。1年生の時点ですでにA級選手でレギュラーをつかむ。相手を撹乱するために付けている渦巻き状のヘアピンがトレードマークで、小刻みに動くことで相手の目を回す作戦らしい。
1年後の東京都予選の決勝戦で優征と対戦し13枚差で1勝するなど実力は高め。
手の出し方が遅いが、それが絶妙な守りにつながる独特な守りがるたを取る。
亀田 精久（かめだ やすひさ）
声 - 烏丸祐一
かるた部部員。B級選手。短髪の青年。1年後の東京都予選の決勝戦では奏の対戦相手。
太田（おおた）
かるた部部員。学年は千早の2つ下。1年生の時点ですでにA級選手でレギュラーをつかむ。中学生のときまで田丸と同じかるた会に通っていた。田丸と再会した後は田丸に冷たい言葉をかけていたが、内心では「粘り続けてきたやつ」だと認めていて、全国大会3位決定戦のときは「粘れよ」と言った。
美馬 慧一郎（みま けいいちろう）
かるた部部員。学年は千早の2つ下。1年生の時点ですでにA級選手でレギュラーをつかむ。
須藤と甘糟が仲良くしている姿を見て興奮するなど、ボーイズラブ的な嗜好があると思しく、しばしばそれをモチベーションにしている。中2の時、かるた部の部室前でこっそり須藤の写真を撮っていたところ、浩に声をかけられ、かるた部に入部した。
瀬多 百太（せた ももた）
かるた部部員。学年は千早の2つ下。1年生の時点ですでにA級選手でレギュラーをつかむ。
かるた部に入る前はバレーボール部部員でセッター志望だったが、身長が低くてセッターになれなかった。このことで泣いているとき、浩に声をかけられ、かるた部に入部した。
持田 太（もちだ ふとし）
声 - 阪口大助
かるた部顧問。自身も春川かるた会に所属するA級選手だが、実力は須藤に及ばない。読手の田代の友人。ポッチャリした体型をして、生徒にからかわれることもある。

#### 富士崎高校
静岡県代表で常勝のかるた強豪校。千早が2年生時に全国大会本選（団体戦）の決勝戦で、千早が3年生時には準決勝で対戦した。江室たちの学年では5人全員A級選手でスタメンを組めたほど充実していたが、その江室たちが引退するとA級の少なさから層が薄くなる。
江室 凌雅（えむろ りょうが）
声 - 小野友樹
かるた部主将。戸田の1つ後輩。千早の1学年上。眼鏡をかけており、体つきや容姿もやや似ているため太一が新と錯覚した。
A級選手。守りがうまく、特に囲み手が得意だが、囲う必要がないときも札を囲ってしまうことがある。自身の強さに自負があるあまり「1年もB級でノロノロしてるやつ」と断じた対戦相手の太一に敗戦し、己の驕りを反省する。
巨乳好きでそれを公言して憚らないエロキャラであり、部員からは姓を並べ替えて「エロム」と呼ばれている。
山井 真琴（やまい まこと）
声 - 斎賀みつき
かるた部部員。江室と同学年で、金髪の美少年。千早の1学年上。勉の対戦相手。
A級選手で、勉によると「言動はおネエキャラなのにプレイは漢」。
登場人物の中で最も睫毛が長く、睫毛にマッチ棒を載せることができる。真太がスタメン落ちしたことで、決勝戦のスタメンに選ばれた後輩の理音のことを快く思っていないが、その実力は認めている。だが実際には奏太に指摘されるまでは自分が理音に恋していることに気づいていなかった。さらに、指摘された後はかなり理音への態度を急変させている。相手の強さを認め、本気を出すときは額に口で風を送る癖がある。
市村 充輝（いちむら みつき）
声 - 須嵜成幸
かるた部部員。江室の学年でのNO.2。千早の1学年上。
A級選手。団体戦での秋博、個人戦での優征の対戦相手。独特な取り方をする。無駄ばかりのフォームで相手を惑わすが、勿論綺麗な取りもできる。試合中に星座シリーズなどを編み出していた。
春クールから放送しているアニメキャラのシャイニー・レインボーが嫁である。試合でもシャイニー・レインボーのタオルを使用していた。また、団体戦で秋博に勝利した際には「俺のギアセカンドを見せてしまった」などとコメントしており、アニメ・漫画好きを窺わせるキャラクターである。
鈴木 真太（すずき まなた）、奏太（かなた）
声 - 千葉進歩
かるた部部員。江室と同学年の双子で、NO.3、4の実力者。千早の1学年上。
A級選手。愛称は2人合わせて「まなかな」。団体戦準決勝では北央の亀田を負かしたほと、部の中心メンバーであった真太が膝の故障により翠から決勝でのスタメン落ちを言い渡されてしまう。決勝に出られた奏太の方は優征と対戦する。ちなみに奏太は後輩の1年生の真野みさきと付き合っている。
山城 理音（やましろ りおん）
声 - 高垣彩陽
江室たちの下の学年で、顧問の桜沢から富士崎高校かるた部エースとして期待される未完の逸材。その後エースに成長した。千早とは同学年。2年生時の団体決勝では千早に敗れるも、3年生時の団体準決勝では優征に勝利する。
選任読手である山城今日子の孫。初登場時はB級選手（後にA級へ昇格）。音への感応がよく、千早と互角の「感じの良さ」を有するが、祖母の読みに慣れ過ぎたせいで、美しい読みでないとモチベーションを維持できず、真価を出せぬまま敗退することが多い。千早戦で審判を務めた村尾からもB級選手に甘んじていることを不思議がられていた。
その生い立ちを知る一部のかるた関係者からは、綿谷新と同様に「競技かるた界のサラブレッド」として期待を受けるも、読手によって調子を大きく左右される不安定さに加え、一大会を戦いきるだけの気力体力が伴っていなかった。そこへ喜怒哀楽の表情に乏しく対人関係も苦手といった態度まで重なって、浮いている部内では居所がないと、自分自身でも感じていた。
表情の乏しさを、先輩の真琴から「能面」「鉄仮面」と揶揄されることもあるが、準決勝まで出番のなかった2年生時には、故障を抱えた真太に代わり決勝戦メンバーに抜擢されながら瑞沢に負けて団体戦準優勝となった責任を感じて涙を流して泣き、周りを驚かせた。
上級生の引退後は副部長に就任。チームを率いるよう意識を変革させる桜沢の意向もあり、ヨロシコと共にダブルリーダーとして声掛けなども積極的に行うようになる。
真琴には自分の髪型を真似されていると思われていたが、巻末のオマケ漫画で「桜沢先生と同じ髪型です」と明かしている。
江室によると「胸が幼児」。米が大好きで、「おにぎりは噛まずに一口で丸飲みする」という、驚異的な食べ方をしている。また、米が好き過ぎるゆえに、家庭で米問題（おそらく米がなくなる）が発生し、地主であり、祖母の今日子から米を支給される。ただし、条件として祖母のかるた会所属を義務付けられている。
本気でクイーン若宮詩暢への挑戦を目指し、部を引退した後もクイーン戦予選に備えて練習を続ける。東日本予選では千早と共に戦うことになり途中までは共闘関係（自宅に祖母手作りのお弁当を忘れて千早からチョコを貰ってエネルギー補給していた）だったが36巻において対戦。祖母が読手となるクイーン戦出場を本気で目指し、完全覚醒。強敵として立ちはだかる。「共お手つき」であると承知しながら千早に札を送るなど、怪我をさせたショックで自滅した以前とは見違える強気ぶりも見せる。
日向 良彦（ひゅうが よしひこ）
声 - 佐久間元輝
江室が引退した後のかるた部部長。千早とは同学年。かるたの実力は上であっても理音にはリーダーシップがないという理由で、部長を務めることとなった。ダブルリーダー制で試合では余裕のある方が声出しを行うチーム戦術を採用する。
A級選手。ヨロシクが口癖で、そのことから周囲に「ヨロシコ」と呼ばれている。非常に軽い性格をしているが面倒見はいい。なお2年生時の全国大会にはレギュラー入りはしていない。
3年生時の準決勝では対戦相手の千早に敗れるもチームは勝利して決勝に進出する。決勝では木梨（ヒョロ）と当たるが運命戦で敗れてチームも準優勝に終わる。
よくヘアアイロンで髪の毛を巻いている（桜沢曰く、巻いているときの方が強い）。
青島 サクラ（あおしま さくら）
かるた部部員。千早とは同学年。B級選手。
全国大会準決勝では対戦相手の田丸を降す。田丸が桜沢に「名前をもらった」と言った後の対戦だったこともあり、髪型も桜沢のマネをしたと思っている。また、桜沢と髪型が1番似ているのは自分だと言い張っている。
糸瀬（いとせ）
かるた部部員。学年は千早の1つ下。B級選手。髪型はポニーテールで眼鏡をかけている。
全国大会準決勝では対戦相手の勉を降す。
河嶋 啓（かわしま あきら）
かるた部部員。学年は千早の1つ下。B級選手。顔が濃い。
全国大会準決勝では対戦相手の秋博に敗れる。
両国 厚（りょうごく あつし）
かるた部部員。学年は千早の1つ下。B級選手。初登場は全国大会決勝戦。
入部予定だった相撲部の廃部で落ち込んでいたところ、かるた部に入部した。相撲とかるたには似ているところがあると思っている。
ヨロシコや理音の代の引退後にキャプテンとなる。
戸田（とだ）
声 - 浅利遼太
かるた部部員。B級選手。江室の1つ先輩で、千早の2つ上。全国大会最終年の個人戦決勝では、体力の限界により集中力が切れた1年の太一を3枚差で負かし、B級の優勝者となる。
林田（はやしだ）
声 - 安済知佳
かるた部女子部員。1年後の全国大会A級個人戦では、町村と共に記録係を行った。
桜沢 翠（さくらざわ みどり）
声 - 林原めぐみ
かるた部顧問。39歳。6歳からかるたを始め、12年前から富士崎高校かるた部顧問を務めている。容姿端麗かつ巨乳であり、江室からFカップ美乳と評されている。
現実的かつ計算高い性格で、持田からは「3年の団体戦への思いもすべて勝利のために利用する強さがある」と評されている。全国大会の団体戦決勝の常連でもあることで、翌年を見据えて毎年スタメンを1名外す代わりに下級生をスタメンに起用するのが恒例となっている。そのため女子部員から「鬼」と呼ばれることもある。
持田先生から怖がられている。真琴曰く、部員の前では笑うことはないが、33巻の理音と良彦の会話を聞いた時は笑ってしまった。
指導者としても、かるたへの熱意は変わらず、優勝校の千早や太一を自校のかるた部合宿に誘ったり、発足したばかりだった新の高校かるた部との練習試合を快諾している。
クイーンの座こそ無いとはいえ、5度もクイーン戦に臨んだことから「最強の挑戦者」との呼び声も高かった。そんな競技者としての彼女に憧れて娘に「翠」と名付けた同世代の親も多く、結果的に指導者として同世代の親を持つ子供たちを指導する。当時のライバルだったクイーン千原遙（猪熊遙）とはプライベートでは懇意にしている。結婚・出産後にクイーン奪還に本気で乗り出した彼女をサポートするため、部室を練習場所として提供するなど、「同世代の希望」としてバックアップする。
前年度の猪熊の活躍に触発されて競技者復帰を果たす。「最強の挑戦者」の名に恥じないかるたで千早と接戦を演じるが1枚差で惜敗した。敗戦後「120パーセントの力で挑んだが100パーセントの綾瀬さんに敵わなかった」と千早の成長を評する。

#### 藤岡東高校
福井県代表校。千早と太一に影響を受けた新を中心にかるた部が創立された。全国大会準決勝では北央学園、3位決定戦では瑞沢高校の対戦相手。
綿谷 新（わたや あらた）

松林 舜（まつばやし しゅん）
声 - 水野貴雄 / 演 - 犬飼直紀
福井南雲会所属のB級選手。学年は千早の2つ下。4月生まれで滉の兄。新のかるた部創立に協力した。
本人曰く、滉よりモテているが、滉の方がピンチに声が出るタイプで、気持ちが強いと思っている。
準決勝では瀬多、3位決定戦では優征の対戦相手。
松林 滉（まつばやし ひろ）
声 - 観世智顕 /演 - 吉田翔
福井南雲会所属のB級選手（初登場時、後にA級選手に昇格）。学年は千早の2つ下。3月生まれで舜の弟。舜同様、新のかるた部創立に協力した。
舜同様、舜の方がモテていると思ってるが、舜とのかるたを楽しんでいた。
全国大会準決勝では、北央学園の美馬に勝利した。また、全国大会個人戦決勝戦では優勝し、前述の通りA級選手に昇格した。
3位決定戦では田丸の対戦相手。
山本 理沙（やまもと りさ）
声 - 木村亜希子
D級選手。学年は千早の1つ下。応援団に入りたかったくらいの応援好き。
全国大会当日の朝、新に告白したが、即フラれてしまった。そのためか、全国大会予選では試合に集中出来なかった模様。
準決勝では太田、三位決定戦では奏の対戦相手。
望月 千笑（もちづき ちえみ）
声 - 田中貴子
D級選手。
準決勝では城山、3位決定戦では勉の対戦相手。
土田 憲一（つちだ けんいち）
声 - 仲村水希
D級選手。
見た目も中身もほっこりした男子。
団体戦で試合している描写が少なく、また、部員が6人いるため、団体戦では補欠だと思われるが、試合に集中できていない山本に代わって1試合出場した。
管野（かんの）
声 - 岩崎諒太
かるた部顧問。藤岡東高校の体育教師。
A級選手だったが、15年前の大学の学生選手権で優勝してからかるたから離れている。
新が全校集会の表彰後にかるたに興味がある人がいたら話しかけてくださいと言ったのに応えて話しかけてきた。
全国大会の時に宿泊先から会場に向かうのにスマホにインストールしたばかりのタクシー配車アプリを使ったがうまくいかなかった。

#### 明石第一女子高校
兵庫県代表校。全国大会本選（団体戦）の準決勝戦の対戦相手。3位決定戦では北央学園と対戦することになる。試合中は全員鉢巻を巻く。
逢坂 恵夢（おうさか めぐむ）
声 - 松本さち
かるた部のエース。明石会所属のA級選手。学年は千早の1つ上。眼鏡を掛けている。
地味な風貌で、普段は筋金入りの天然かつドジっ娘。試合にまで押し掛ける熱狂的なファンの3人組から「めぐむたん」と勝手な呼称をつけられている上に、デジカメでの写真撮影までされているが、試合後には毎回写真データをチェックしてから容赦なくすべて削除するなど、サディスティックで冷めた毒舌家の一面を持っている。
高校2年生の時にクイーン戦の西日本代表になるも、挑戦者決定戦で山本に敗れる。その際に友人である慶子から、本気でクイーンを目指すよう促され、一層かるたに励むようになるが、本心では特に勝ちたいともクイーンになりたいとも思っていなかった。
その翌年、全国大会の準決勝で千早と対戦。お互い譲らぬ白熱した戦いの中で勝利への執念が芽生え、負けず嫌いな性格が顔を出すようになる。その年もクイーン戦の西日本代表となったが、猪熊遥に敗れる。
ちなみに部員が所持している鉢巻は彼女の手作り。周りの部員からは喜ばれたが、実は「自分だけ鉢巻をするのは恥ずかしいから周りも巻きこんだ」というやっぱり屈折した性格による理由だった。
高校卒業後は大坂大学に進学して、クイーン戦西日本予選に出場した。
夕部 慶子（ゆうべ けいこ）
声 - 北西純子
かるた部主将。A級選手。恵夢と同学年で、千早の1つ上。
女子には珍しく、力強さと豪快な取りが持ち味で、性格も男らしい。団体準決勝で対戦した優征を実力のみならず気迫でも圧倒してみせた。その後の個人戦では千早が対戦相手となる。当初は「恵夢をクイーンに」という思いの元にかるたの腕を磨いていたが、純粋に強くなりたいという自分の気持ちに気付き、自らもクイーン戦予選に出場することを決める。
あまりにも正直で真面目な性格のため、モメることができる場面でも相手の取りだと認めた場合には、悔しさを滲ませながら引き下がってしまうことがある。
潔い性格であり、全国大会の個人戦で左手でかるたを取る千早と対戦し千早が自陣の札をすべて移動させて審判に注意された際に、右手を負傷して左手で取るハンデに比べたら大したことないと思い「いいです。そのまま並べてください」と言った。
早坂 寧々（はやさか ねね）
声 - 西野陽子
かるた部部員。B級選手。千早とは同学年。奏の対戦相手。
七瀬 心（ななせ こころ）
声 - 皆瀬まりか
かるた部部員。B級選手。千早の1学年上。太一の対戦相手。黒髪のショートヘア。
谷村 夏樹（たにむら なつき）
声 - 安済知佳
かるた部部員。B級選手。千早の1学年上。ポニーテールの少女。準決勝で同点となり、勉との対戦でチームの勝敗が決まった。
南 大吾郎（みなみ だいごろう）
声 - 高口公介
かるた部顧問。34歳。角刈りの頭に色黒でガッチリした体型で暑苦しく涙もろい、という典型的な熱血教師。どう見ても体育会系の風貌だが、かるた部の顧問を務めている。
森 捧（もり ささぐ）、林 尽（はやし つくす）、木林 豊（きばやし ゆたか）
声 - 細谷佳正、古島清孝、佐藤健輔
明石第一女子の隣にある男子校の写真部員。明石女子の文化祭で恵夢と出会いファンとなる。当初はアイドルの追っかけのようにシャッターを切っていたが、千早との勝負を経て変わっていく恵夢に新たな魅力を感じ、彼女の成長していく姿を見届けたい、とさらに熱い思いを抱くようになる。「隣の高校」なのに、3人とも関西弁ではなく、ステレオタイプなオタク口調で話す。
大学進学後は恵夢を追いかけていたらうっかり大学のかるた会に入ってしまい、それからは恵夢を師と仰いでいる。

#### 翔耀高校
京都の代表校。全国大会本選（団体戦）の準々決勝戦の対戦相手。なぜか、全員公家顏。
川辺 穂（かわべ ずい）
かるた部主将。優征の対戦相手。出る確率にかけて突っ込むようなリスクのあるかるたを取り、優征に当初は感じがいいのではと思わせた。
田代 晴人（たしろ はると）
声 - 大隈健太
かるた部部員。奏の対戦相手。自分のリズムを取るための動作として試合中はやたらと席を立つ。かわいい女の子には弱い。
大岡 綾音（おおおか あやね）
声 - 西野陽子
かるた部部員。秋博の対戦相手。由美とは違う意味で似ているところがあり試合中クールダウンしたくて、無理目な時でも相手とモメることがある。黒髪のショートヘア。
佐野 礼央（さの れお）
かるた部部員。後ろ髪をツインテール風にお下げにしている。太一の対戦相手。
真田 春樹（さなだ はるき）
かるた部部員。眼鏡をかけている。千早の対戦相手。試合中素振りで、バンバン叩く癖があり体の使い方が雑なところがある。

#### 山口美丘高校
全国大会予選（団体戦）の2回戦の対戦相手。メンバーはクイズ研究会中心の構成で、全員眼鏡を掛けている。かるたのスタイルは、閃きによるクイズの早押し感覚の攻めがるたで、メンバー全員札の定位置を持たずにシャッフルした札を並べ試合中はこまめに札移動を行う。競技かるたでは頻繁な札移動をするとマナー違反となるため審判から注意されるが、なぜかこの高校の場合だけ注意されない。
中山 学（なかやま まなぶ）
声 - 佐藤健輔
クイズ研究会会長で高校生クイズ選手権の優勝メンバーの1人だが、競技かるたに傾倒して行き、かるた部副部長も務めている。学年は千早の1つ上で、あだ名はポセイドン。「顧問が引く」ほどの知識と暗記力の持ち主で、さらに早押しクイズで鍛えられた反射神経と感じの良さを持つ。得意なクイズジャンルは天体で、対戦した千早を「織姫星」と例えるが、終盤に本気のスピードを発揮した千早に愕然とし、「女戦士の星・ベラトリックス」と認識を改める。
林 宗佑（はやし そうすけ）
クイズ研究会委員で、かるた部部員。高校生クイズ選手権の優勝メンバーの1人。太一の対戦相手。
豊田 泰壱（とよだ たいち）
クイズ研究会委員で、かるた部部員。高校生クイズ選手権の優勝メンバーの1人。奏の対戦相手。
佐々木 真（ささき まこと）
かるた部部長。優征の対戦相手。クイズの早押しがかるたに近いことを学に相談し名人戦とクイーン戦が収録されているDVDを参考にした。
所 大輔（ところ だいすけ）
かるた部部員。秋博の対戦相手。
及川 知成（おいかわ とものり）
声 - 星野貴紀
山口美丘高校かるた部顧問。38歳。かるた競技をゲーム感覚で、集中力と暗記力を磨ける都合のいい物と思っている。勝利にはこだわらない。言葉の言動から宮内先生の機嫌を損ねるが本人は自覚がない。

#### 千葉情報国際高校
全国大会予選（団体戦）で、千早たちが2年時の瑞沢高校の1回戦の対戦相手となった。部員全員が見るからに外国人であるが、日本育ちのため日本語が得意な一方で英語で話すことを苦手としている。全国大会で瑞沢高校と対戦した時に、チーム内で英語で会話して相手を撹乱させようとしたが、太一にネイティブではないことを見破られた。全国大会初出場時に地元のテレビ局が取材に来ていた。
アンソニー・ソーブ
声 - 三木眞一郎
かるた部主将。D級選手。金髪の男性。千早の対戦相手。D級個人戦では3回戦で菫を負かし準決勝まで勝ち進んだ。日本の国外に出たことがない。かるたに出会ったのは高校に入った時で、始めたきっかけは友達が出来ると思っていたが、逆に日本の友達は遠ざかってしまった過去を持つ。
ナパー・パヤクアルン
声 - 藤田茜
かるた部員。短髪の少年。優征の対戦相手。ベトナム人のような顔立ちをしている。百人一首の本を愛読している。
レイチェル・ポート
声 - 杉浦奈保子
かるた部員。金髪の女性。奏の対戦相手。千葉の外に出たことがない。着物の着付けが間違って合わせが逆になっていることに気づいていない。
パク・キョソン
声 - 加藤将之
かるた部員。黒髪の男性。太一の対戦相手。日本人のような顔立ちをしている。
マット・ローワン
声 - 佐藤健輔
かるた部員。スキンヘッドの黒人男性。秋博の対戦相手。英語の発音が苦手。かるたスタイルは相手を圧倒させるほどの豪快な攻めがるたをする。

#### 武知高校
瑞沢高校が全国大会に初出場した時の初戦（団体戦）の対戦相手。佐賀県代表で、かるた部創設8年の実績を持つ。前年の全国大会で初出場するが1回戦で敗退した。瑞沢高校との試合中に千早が軽い熱中症で倒れてしまい4人で試合することになる。なお、原作5巻のオーダー表では下記とは選手名がまったく異なり、千早は勝利している（千早は2戦目の大戸川添高校戦で棄権している）。以下はアニメ版でのもの。
井上 龍平（いのうえ りゅうへい）
かるた部主将。B級選手。3年生。木梨浩の情報によると注意すべき選手。
田中 彩子（たなか あやこ）
かるた部のエース。B級選手。2年生。木梨浩の情報によると龍平に続く注意すべき選手。
郷倉 美幸（さとくら みゆき）
かるた部部員。D級選手。3年生。
山城 加都恵（やましろ かつえ）
かるた部部員。D級選手。2年生。
標
かるた部部員。1年生。男性。名前はオーダー表より（下の名前は確認できない）。

#### 朋鳴高校
東京都予選（団体戦）の準決勝戦の対戦相手。
佐々 鈴香（ささ すずか）
声 - 藤堂真衣
かるた部主将。A級選手（28巻時点）。千早とは同学年。東京都予選の準決勝戦で、太一の対戦相手。内気で引っ込み思案の少女で、俯いて心が病んだような独り言を言う癖があるが、試合中は一転して強気になる一面もある。子供のころからかるたクイーンになる夢を持っているが、かるた会に入る勇気がなく我流で練習していた。そのためかるたの知識は高く実力も優れている。かるたスタイルは札に呪いをかけるような仕草を起こし相手の流れを読む攻めがるた。
1年後の東京都2次予選では優征と対戦し、4枚差で勝利する。
名並 恵（ななみ めぐみ）
声 - 皆瀬まりか
かるた部部員。C級選手（28巻時点）。千早とは同学年。おかっぱ頭の少女。東京都予選の準決勝戦で、優征の対戦相手。
一年後の東京都二次予選では千早と対戦し、23枚差で敗北する。
武井 永太（たけい えいた）
声 - 烏丸祐一（ちはやふる2）、観世智顕（ちはやふる3）
かるた部部員。B級選手（28巻時点）。千早と同学年。茶髪の男性。東京都予選の準決勝戦で、千早に恋の浮いた話で、動揺をあたえるが一時的にしか効果を与えられずに失敗に終わる。
1年後の東京都2次予選では秋博と対戦し、2枚差で勝利する。
森 健二郎（もり けんじろう）
声 - 山本泰輔
かるた部部員。B級選手（28巻時点）。千早と同学年。黒髪の男性。眼鏡を掛けている。東京都予選の準決勝戦で、奏の対戦相手。
1年後の東京都2次予選では勉と対戦し、1枚差で敗北する。
戸田（とだ）
かるた部部員。後ろ髪をツインテール風にお下げにしている少女。東京都予選の準決勝戦で、勉の対戦相手。
土井 恭一（どい きょういち）
かるた部部員。C級選手（28巻時点）。学年は千早より2つ下。
東京都2次予選で田丸と対戦し、2枚差で勝利する。
坪口 広史（つぼぐち ひろし）
かるた部顧問。

#### 富原西高校
東京都予選（団体戦）の準決勝戦の対戦相手。メンバーは女子中心の構成で、よく声を出す真面目な校風は変わらない。第1期では孝の他にもう1人の男子部員が登場するが、勉がスタメンから抜けているため試合には登場しない。そのため試合中は両者4人で対戦することになる。1年後の東京都予選では2回戦の対戦相手となる。2年後の東京都予選（団体戦）の決勝リーグの2試合目の対戦相手（千早が高校3年時）。メンバーは女子。瑞沢高校に2勝3敗。北央学園に1勝4敗。朋鳴高校に3勝2敗。
佐野（さの）
声 - 広瀬有香
かるた部主将。B級選手。学年は千早の1つ上。東京都予選の準決勝戦で、千早の対戦相手。姉御肌な性格で、威勢がいい。メンバーの中でも優れた実力者で、千早の得意とする「ちはや」の札を取りキープする。その後も着々と札を取り千早を追い詰めるが、最後で千早に逆転負けする。
アニメ第2期では太一の対戦相手で、セリフ無しのモブキャラとして登場している。
縄野 友里（なわの ゆり）
声 - 皆瀬まりか
かるた部キャプテン。スタメンメンバーで唯一のA級選手。佐野と同様に威勢がいい。1年後の試合では2試合目で、秋博と対戦し13枚差で1勝する。余裕で楽勝と思っていたが、秋博の大声にはかなり驚かされていた。
須田 恵美（すだ えみ）
声 - 西野陽子
かるた部部員。佐野の後輩。佐野からは「えっちゃん」と呼ばれる。東京都予選の準決勝戦で、奏と対戦し1勝する。1年後の試合では東京都予選の2試合目で、勉と対戦し2枚差で1勝する。2年後の試合では東京都予選（団体戦）の決勝リーグの2試合目で千早に敗北。
佐倉 彩夏（さくら あやか）
声 - 吉野七海
かるた部部員。B級選手。1年後の試合では優征の対戦相手。
名倉 孝（なぐら たかし）
声 - 佐藤拓也
かるた部部員。B級選手。太一の対戦相手。1年後の試合では、スタメンメンバーで唯一の男性で、千早と対戦し25枚差で完封負けする。
長谷川
2年後の主将。千早とは同学年。
2年後の東京都予選（団体戦）の決勝リーグの2試合目で田丸翠に勝利。
本庄
千早とは同学年。
2年後の東京都予選（団体戦）の決勝リーグの2試合目で優征に敗北。
速水 節奈（はやみ　せつな）
学年は千早の1つ下。書道が大好きな人（祖父の12万円の尾形光琳の百人一首の復刻版で書道を習う）。
2年後の東京都予選（団体戦）の決勝リーグの1試合目で北央の木梨 浩（ヒョロ）に20枚差勝利。
2年後の東京都予選（団体戦）の決勝リーグの2試合目で奏に勝利。
東日本予選1回戦で千早にあたり、試合中に千早の左足親指の爪が欠けていた時に絆創膏の依頼を拒否したが、お手つきで敗戦後、絆創膏をわたす。
翠北かるた会の山本由美に涙ながらに千早の絆創膏の依頼を拒否したことを悔いていた。
「もっと配列を工夫するといいよ」と翠北かるた会の山本由美にアドバイスされていた。
沖
千早とは同学年。
2年後の東京都予選（団体戦）の決勝リーグの2試合目で勉に敗北。

#### 秀龍館
2年連続で、東京都予選（団体戦）の1回戦の対戦相手。メンバーは男子中心の構成で、男子には手厳しいが女子に滅法弱い一面がある。2回目の対戦時のレギュラーメンバーは勉が言うように前年対戦した時とほぼ同じだが、アニメ第1期と比べ顔立ちから髪型までキャラクターのデザインが異なっている場合がある。 
小田 誠（おだ まこと）
声 - 烏丸祐一
かるた部主将。茶髪。1年後の試合では千早と対戦し25枚差で完封負けする。

#### 藤岡西高校
全国大会予選（団体戦）での仁南学園の対戦相手。部員が3名しかおらず、残り2名の選手がいない分試合開始から2負確定している。瑞沢高校とは別ブロックになる。翌年の福井県予選では5名メンバーがおり、決勝で創部1年目の藤岡東高校の対戦相手となる（巻末4コマより）。
河内 翔二（かわうち しょうじ）
声 - 庄司将之
かるた部主将。新の中学時代の同級生。柾の親友。A級選手。
進学した藤岡西高校で、かるた部を発足させ、2年時に高校選手権の団体戦に出場するも部員は彼を含め3人。田尻が事故の渋滞で、1時間の遅れにより新を替玉として使うが、不正が運営の栗山先生にばれてしまい、新が個人戦出場停止になりそうになった。
個人戦では1回戦で新が対戦相手となり27枚差で敗退する。
翌年の福井県予選決勝でも新が対戦相手となる。
中学時代、新より先にA級に昇格したが、その時の言動により新と殴り合いの喧嘩となった。
大野 柾（おおの まさき）
声 - 逢坂良太
かるた部部員。翔二の親友。大人しい性格。かるたのためにレーシックの手術を受けた。仁南学園と対戦し1勝する。
田尻（たじり）
かるた部部員。翔二の親友。詩暢のファン。
顧問の先生と一緒に会場に向かっていたが、事故の渋滞で、全国大会の試合出場に間に合わなくなる。
彼の替玉として新が出場する。

#### 仁南学園
全国大会予選（団体戦）での藤岡西高校の対戦相手。藤岡西高が2名の選手がいない分試合開始から2勝確定している。不戦勝となる2人も競技者席に残って応援する真面目な校風。瑞沢高校とは別ブロックになる。
木下 誠吾（きのした せいご）
声 - 林勇
かるた部主将。替え玉で出場した新の対戦相手。新を手ごたえのない奴と油断していたが、本気を出した新に逆転負けする。
本間 豊（ほんま とよ）
声 - 川﨑芽衣子
かるた部部員。残り2名の女性選手は対戦する相手がいないため待機し無事試合が終わるのを見守った。
真山 恵美（まやま えみ）
声 - 安野希世乃
かるた部部員。
夏脇 由有子（なつわき ゆうこ）
声 - 安済知佳
かるた部部員。
鈴木 富美子（すずき ふみこ）
声 - 津田匠子
仁南学園かるた部顧問。

#### 他の競技者
綿谷 始（わたや はじめ）
声 - 有本欽隆 / 演 - 津嘉山正種
新の祖父。1980年代に7連覇を成し遂げた永世名人。
新にとっての「かるたの神様」。脳梗塞で右半身が不自由になり要介護のため、新たちは一家で福井に帰る。新たちの介護を受け、大会へ出られないながらも新の師匠として指導していたが、認知症となりかるた自体も分からなくなる。その後、一時的に記憶と意識を回復し、その日介護のためかるた大会への出場を諦めていた新に大会へ出るよう促したが、その大会に新が出ている最中に倒れ逝去。そのことが新を悔やませ、かるたを辞める原因になってしまった。
対戦相手を会場もろとも呑み込むような独特のスタイルは孫である新に継承された。競技かるた界に本格復帰した新は始を彷彿とさせ、始の活躍を知る世代に衝撃を与えた。
武村 敬一（たけむら けいいち）
声 - 佐藤健輔
高徳院大学かるた会所属のA級選手。六段。重戦車と称されるほどの力強い取りとそれを6戦続けられる高い持久力が持ち味。
挑戦者決定戦で坪口に勝利し名人戦で周防に挑戦したが敗れた。職業は整体師。
安田（やすだ）
声 - 川島得愛
21歳のB級選手。A級進級への千早との対戦相手。原田から強敵と言われる実力者だが、勝ちきれず3年間もB級を続けている。可愛い女の子の目には弱く対戦中は目を合わせないようにしている。千早と互角に渡り合った相手で、千早はこの対戦後にA級へ進級する。
かるたのスタイルは、攻めと引きを使い分ける攻めがるたで、原田から綺麗と言われる。
金井 桜（かない さくら）
声 - かないみか
競技歴35年のA級選手。埼玉大会で千早と対戦し、試合を通じて千早に「札ごとの呼吸」の存在に気づかせる。そして千早に勝利する。
口癖は「ラッキ☆」。椿（声 - 西野陽子）と楓という娘を持つ。
立川 梨理華（たちかわ りりか）
声 - 大谷育江
仙台冬雪会所属。初登場時は小学6年生。「感じの良さ」を武器に、詩暢と同じく小学4年生でA級に昇級した。詩暢に続く才能の持ち主と評され、周りから「天才梨理華」と呼ばれる。
千早と同じく耳が大きい。落ち込むと泣き虫な一面がある。
猪熊 遥（いのくま はるか）
声 - 坂本真綾
旧姓、千原。
高砂会所属のA級選手で、かつてクイーン位を4連覇している。その時の挑戦者が桜沢翠であり、彼女を「最強の挑戦者」に留めて一度もクイーンにしなかった実力者。桜沢の5つ年下である。
作中2年目の吉野会大会で産休から復帰。暉（あき）と迅（じん）という息子を持つ。夫はTV局プロデューサー。くりくりとした非常に大きい目が特徴で、かるた大会の会場で人前で授乳するようなあっけらかんとした性格。コンタクトレンズの扱いが雑なためドクターストップをかけられて復帰初年度のクイーン戦予選は眼鏡をかけて試合に臨んだが、その際にかけていた眼鏡の縁からはみ出るぐらい目が大きかった。
詩暢よりもいいと言われるほどの「感じの良さ」を持ち、旧姓の関係から千早と同じく「ちは」が得意札で、桜沢はクイーン戦で1度も取ることが出来なかった。
母親になってもまだまだ現役でやれることを証明すべくクイーン位への復帰を目指して邁進し、かつてのライバルで現在の親友桜沢翠の協力で富士崎高校を練習場所として提供される。吉野会大会で千早と対戦し、熱戦の末に敗れるも、千早が欠場したクイーン戦東日本予選で優勝し、挑戦者決定戦でも勝利。「最強の挑戦者」としてクイーン戦に臨み、クイーン若宮詩暢を追い込むが、熱戦の末に敗れる。
彼女の活躍は桜沢翠を刺激し、彼女を競技者に復帰させた。翌年行われたクイーン戦東日本予選は産後3か月という体のため欠場。翠の応援に回る。実力の120パーセントを発揮した翠を相手に100パーセントの力で倒した千早を警戒し、さらなる精進を誓う。なお、3人目の子供の名前は桜沢から名前をもらい翠と名付けた。
東日本予選終了後は、クイーン戦出場を目指す東日本代表の千早の練習相手となる。テレビ局のプロデューサーの夫から頼まれ、千早がテレビ局から密着取材を受けた。
渡会 智恵（わたらい ともえ）
永世クイーン。間を挟んで13回のクイーン位を保持し、クイーン戦の連勝記録20回など数々の記録を持つ。天然で有名。東京・新宿の京光百貨店勤務。
初登場時は名人・クイーン戦の中継の解説をしていた。その1年後にクイーン位挑戦者となった千早を練習に誘い、猪熊の家で千早と練習する。猪熊は尊敬する大先輩である渡会に頭が上がらない。現クイーンである詩暢の配列などをよく研究している。
花本 瑠璃（はなもと るり）
声 - 小幡記子
鹿児島県出身のA級選手。全国大会A級個人戦で、千早の最初の対戦相手。ポッチャリ体型の少女。
金子 夏美（かねこ なつみ）
秋田高校の生徒で、A級選手。1年後の全国大会A級個人戦で、千早の2回戦の対戦相手。
豪徳寺 実篤（ごうとくじ さねあつ）
声 - 辻井健吾
横浜嵐会所属のB級→A級選手。38歳新婚。かるたやってきた新妻（C級）に引き込まれええカッコしたさに努力して、あっという間に実力を付けた自称愛妻家の星。吉野会大会B級決勝で木梨（ヒョロ）を破って優勝し、A級に昇格。直後の名人戦予選では1回戦で太一にあっさりと敗れた。
田丸 剛（たまる たけし）
埼玉咲良会所属のA級選手。田丸翠の兄。翠が高校1年の時点で明地大学4年。妹の翠と似たような性格。本人によると大きなタイトルは取っていないが中くらいのタイトルは山ほど取ってきた。

### 読手
山城 今日子（やましろ きょうこ）
声 - 芹野恵子（読手時）、荘司美代子（セリフ時）
理音の祖母。静岡県。A級。7人しかいない専任読手の1人で、彼女の詠みは「声の響きが多彩」「情報量が多い」と評されており、「感じ」が良い選手にとっては有利となる読手。詩暢からも「この人が読手の時は（感じがいい）周防名人はやっかいな相手になる」などと評されている。
奏が憧れている読手。周防も彼女のファンで「キョコタン」と呼んでしきりに慕情をアピールしており、寒気を感じさせている。
若いころはクイーン位を8期もつとめた永世クイーンで永世クイーンになったばかりのころに紅白歌合戦の審査員も務めた。
千早、新が出場した名人・クイーン戦を最後に読手引退を決めている。
五十嵐 修（いがらし おさむ）
専任読手の一人。15年の経験あり。東京都かるた協会所属のA級の七段。練習用CDの吹き込みもしている。
「90分立ちぱなし。リズムや声の音量や響きに気を配りつつ、試合全体を見渡して場を調整する役目」と専任読手の仕事として肝に銘じている。
一番好きなのは、マナーを守りモメず迷わず時間を取らないクリーンな選手。
千早が3年生の時に名人戦予選に選手として出場した。
廣田 幸一郎 （ひろた こういちろう）
専任読手の1人。広島県かるた協会所属の六段。
牧野 美登里（まきの みどり）
声 - 木本景子
専任読手の1人。太宰府かるた会所属の六段。旧姓は河合。
31年前（22巻時点）の吉野会大会決勝戦（原田と北野の対戦）で、予定していた読手が急用のため、読手を務めることになっていた。しかし原田に「河合さんの読みで調子崩したくない」と言われてしまい、傷ついた。このことを機に、猛特訓で専任読手になった。
原田曰く、若いころに比べて余韻の長さ、決まり字までの速度が安定してきた。また、鼻濁音が美しい。原田の東西挑戦者決定戦のとき原田が2試合目を欠場した理由を聞き、感激した。
現在は福岡の強豪校、筑豊女学館で指導を行っている。
小峰 和光（こみね かずみつ）
声 - 山内健嗣（セリフ時）
専任読手の1人。東京都かるた協会所属の八段。
彼の詠みは小柄な身体からは想像もつかない美声と立体的な響きを持っている。また、JBLブランドの最高級スピーカー『エベレスト』になぞらえ、"エベレスト小峰"と一部で呼ばれている。
芹沢 泰治（せりざわ たいじ）
専任読手の1人。宮城県かるた協会所属の六段。
正確なピッチの人。
九頭竜 葉子（くずりゅう ようこ）
専任読手の1人。京都府かるた協会所属（10年前の名人戦の音声をかなちゃんと机くんが「上の句」を抽出）。
声に独特なところがある。
7人のうちの1人ではあるものの過去10年読手を務めていなかったが、千早・新が挑戦者になった年の名人位・クイーン位戦で予定されていた読手のうち2人がインフルエンザで欠場したのを聞きつけて急遽会場に駆けつけた。前述の理由のため、入手の難しい音声を探してまで予習する必要性には疑問を呈されていたが、彼女の参加が千早と周防に若干の有利を与えた。
冷え性で皮肉屋。山城と同い年であり、彼女との関係が読手になるきっかけとなった。近年読手をやっていなかったのは夫が要介護となり、残りの時間を彼に捧げることを選んだためであり、復帰が実現したのは彼が亡くなった後だったのも一因。
田代（たしろ）
声 - 逢坂良太
新人の読手で、審判も務める。B級。持田太の友人。
B級公認の資格を取ったばかりで、緊張すると札読みの間が空いたり正しいリズムが取れなかったりする。
須藤 暁人（すどう あきひと）

### 審判
西島（にしじま）
七段。西島と今田の2大女王時代の女王。東西挑戦者決定戦は1試合目審判は西島七段。読手は五十嵐専任読手で試合終了後「次、がんばってね！」と桃に声をかけた。
西島元女王に声をかけられ桃は感激していた。
今田 裕子（いまだ ゆうこ）
結川曰く、西島と今田の2大女王時代の女王。東西挑戦者決定戦は2試合目審判は今田裕子。読手は牧野美登里六段。
今田裕子元女王に声をかけられ桃は感激していた。
鷲尾 博希（わしお ひろき）
六段。三文字熟語を文字の間に「☆」を入れて強調して喋る（「団☆結☆力」など）のが口癖。東京都予選の表彰式後の総括ではパフォーマンスをしながら三文字語を言っていた。

### 競技かるた会の役員
吉岡（よしおか）
声 - 小形満
かるた連盟の役員。新を綿谷名人の後継者として高く評価し、期待を寄せている。
1年時の全国大会で応援のために会場に来ていた新に対し、新が出場するものと勘違いして「綿谷先生にまた会える。君のかるたは綿谷先生にそっくりだから」と礼賛し、1年半かるたから離れていた新が競技者として復帰する直接のきっかけとなった。
間下 義明（ました よしあき）
声 - 田中正彦
全日本かるた協会会長。十段。
増岡 勝人（ますおか かつと）
声 - 最上嗣生
高校選手権実行委員長。六段。新の犯したルール違反（藤岡西高校の替玉選手）に対し、教育的配慮から寛大な処分を下した。

### 親族・家族構成
綾瀬 千歳（あやせ ちとせ）
声 - 遠藤綾 / 演 - 広瀬アリス
千早より1歳年長の姉。モデルをしており、現在は女優業にも挑戦しているが、仕事の収入よりもレッスン料の方が高くついている。千早からは第一のファンとして慕われている。千早に比べて気性が激しく反骨精神が強い。
海外での撮影や各種テレビ番組への出演など、チャンスは得ているものの自身が納得できる活躍ができず、女優の仕事もうまくいっていないと感じている。本人の性格に加えて、仕事のストレスから競技かるたを地味でダサイと見下す発言をすることもあったが、千早が真剣にかるたに取り組む姿を目の当たりにして徐々に考えを改める。とはいえ関心がないこと自体は変わらず、クイーン戦で荷物の入れ違いが起こった際には千早のために必死になって着物を送り届けたが試合自体は「興味ない」として観戦せずに帰り、対戦相手の若宮詩暢のことも一時期の太った時期のビデオでしか知らないため「なんか丸っこい人でしょ」と認識していた。
血液型はAB型。身長は159センチメートルと千早より低く、そのことがモデルとして不利なのもあり気にしている。
綾瀬 千恵子（あやせ ちえこ）
声 - 雪野五月
千早の母。優しい母親だが、千歳を心配するあまり、千早のかるた話には見向きもせず一方的に千歳の活躍を応援するところがあった。そのため千早の全国大会出場までは千早に寂しい思いをさせていることに気づいていなかった。千早の全国大会出場以降は千早を気にかけるようになり、その縁で大江家とも親しくなり利恵子に着物のお礼として、お歳暮を送っている。千早がかるたをしている限り大丈夫と思い利恵子に着物を誂えてもらった。東西挑戦者決定戦は2試合目の試合会場で競技者が札にの集中して暗記している時にケイタイで千歳に電話してスノー丸柄のTシャツの詩暢に「静かにして」と窘められた。詩暢には、千早の母とは認識されず。「素人の母」と周りから見られた。
綾瀬 健二（あやせ けんじ）
声 - 浜田賢二
千早の父。千歳の活躍が掲載されている新聞記事をスクラップファイルにして保管している。ほとんど千歳のスクラップファイルしか作っていなかったが、千早の陸上やかるたの大会の記事もきちんとスクラップしていた。
一方でうっかり者なところがあり、かるた部の女子部員が千早の家でバレンタインデーに男子部員に贈るために手作りチョコを作った時に自分のために作ったものと勘違いして全部食べてしまった。滋賀で行われる千早のクイーン戦の荷物と佐賀でロケのある千歳の荷物を間違えて送ってしまい、千早は母に買ってもらった自前の着物でクイーン戦に出場することができなくなるところであった（札ガールを2人予定していたおかげで、田丸用に呉服の大江がレンタルした着物を一時的に借りられた）。ただし単なるうっかりミスではなく、再確認のために荷物の中身を覗き見はしたが、その時に以前千早が千歳に送った千早センスのお守りがたまたま目に入り、まさか千歳がそんなものを未だに持っているとは思わず千早の荷物と誤認してしまったという理由もある。
真島 麗子（ましま れいこ）
声 - 嶋村侑
太一の母。勝利至上主義をモットーにしており、千早からは「ミセス・プレッシャー」と呼ばれる。太一が小学3年生の時から「だって」と「でも」を禁止するなど息子の教育にはとことん厳しく、彼女の存在が太一の人格形成に与えた影響は計り知れない。太一が土壇場で底力を発揮するのもこの母あってのことである。
かるたを続けていることの不満から、太一には「テストで1位を取らないとかるた部を退部させる」と言っていた。千早に好意的に接する一方、かるた部に入部させたことを快く思っていない。またかるた部の部員たちを「冴えない人」と思っている。娘の梨香には少し甘いところがある。
3年時に順位を1つ落とした（1位は駒野）ことで太一があっさりと学業専念による退部を了承したことに面食らう。名人戦の東日本予選会場に突如現れたのを皮切りに太一が退部後の全国大会会場に赴くなど、遅まきながらに競技かるたに関心を抱いたことで、そこで初めて部員らの保護者とも親交を得た。
名人位挑戦者戦への東代表者に決まった太一に驚くも、決定戦に向けた衣装を「呉服の大江」へ手配を申し入れ、太一を支援する。
「ちはやふる」の実写映画化に際し、麻里（新の母）と2人で撮影現場に赴くという巻末まんが（31巻）にも登場する。
真島 梨香（ましま りか）
声 - 安野希世乃
太一の妹。太一とは7歳差。我が儘な性格で、母からは兄ほどの厳しい育てられ方をしていない模様。
大江 利恵子（おおえ りえこ）
声 - 久川綾
奏の母。顔立ちは娘とそっくり。「呉服の大江」の専務でやり手の女将。瑞沢高校競技かるた部父兄応援団代表。娘の応援と実益（着物で大会出場させて呉服屋の広告塔にする）を兼ねている。
ジャニーズファンであり、太一のファン。瑞沢高校競技かるた部が大会時に着用する着物をレンタルし、着付けてくれたり、自家用車での送迎などサポートをする。その後、娘のかるたの縁で、千早の母・千恵子とも親しくなる。3年時に太一の母、麗子が勘違いから近江神宮での大会に駆けつけた際には世話を焼く。
袴を仕立ててもらうにも、事情もよくわからぬまま来店した太一には「お母様から受け賜っております」と告げ、安心させた。同伴した西田と机君からは、そのテキパキとした仕事振りに感動されていた。
綿谷 麻里（わたや まり）
声 - 桑島法子
新の母親。小学生時代に初めて会った時は千早を新の彼女と誤解していた。新の東京の大学進学には内心反対であったが、息子が好きなことで輝くのを応援しないわけにはいかないと、考えを改めた。新が東京に行くと2人っきりで寂しくなると言った夫に対し、「私はあなたと2人っきりなのがキツイ」と厳しいコメントを返した。
「ちはやふる」の実写映画化に際し、麗子（太一の母）と2人で撮影現場に赴くという巻末まんが（31巻）にも登場する。
新が高校3年の時に大学の推薦入試の面接試験と名人戦予選出場のために東京へ行く際に同伴する予定だったが、当日熱を出して行けなかった。
綿谷 彰（わたや あきら）
声 - 堀川仁
新の父親。かるたをしなかったため、始とは仲が悪かった。始と喧嘩をして、妻や子の新とともに東京に引っ越したが、始が倒れたことにより、家族で福井に戻った。新が東京の大学に進学したら麻里と2人っきりになるので寂しいと思っている。また、経済的な理由から新の東京の大学進学には内心反対であったが、始からは知らされていなかった新のための積立金があることを麻里から知らされ、ショックを受ける。
新が高校3年の時に大学の推薦入試の面接試験と名人戦挑戦者決定戦のために東京に行った時に急病の麻里に代わって同伴した。東京ではポケモンGOで遊んでいた。挑戦者決定戦の際は熱を出して自宅にいる麻里のために動画でメッセージを送っていたが、1勝1敗となった時に携帯のバッテリーが切れてしまい、肝心の勝利の報告ができなかった。
若宮 詩穂（わかみや しほ）
声 - 進藤尚美
詩暢の母。詩暢の教育には厳しい。夫とは詩暢が幼いころに離婚し祖母の屋敷に引き取られるが、肩身の狭い思いから娘の詩暢にあたることもあった。詩暢が興味を持っていたかるたを「役に立たない遊び」と投げ捨てたこともある。詩暢がテレビ出演をするようになってからは、ステージママとして毎回収録現場に立ち会っている。
詩暢の祖母
声 - 早水リサ
京都府議会議員。離婚した詩穂を自宅に引き取るが、その条件の1つが詩暢の習い事であった。詩穂には厳しいが、孫の詩暢には優しい。詩暢にかるたを勧めた人物でもある。
西田 優華璃（にしだ ゆかり）
声 - 日野未歩
優征の姉。容姿は姉弟そっくりで、いわゆる「ぽっちゃり女子」。シルク印刷（Tシャツのプリント）が趣味。優征の応援で訪れた東京予選の会場で木梨（ヒョロ）に一目惚れして以来、順調に交際中。このため以後はヒョロのいる北央高校の応援が最優先で弟のいる瑞沢高校は二の次。お手製の横断幕や鉢巻きで北央を熱心に応援する。2年時に瑞沢かるた部が全国大会に臨んだ際は前年度の苦い経験から着物での出場を断念した彼らに揃いのTシャツを贈った（しかし小さく「準」と書き入れるなどの仕掛けがあった）。努力家だがなかなか結果が伴わないヒョロを甲斐甲斐しくサポートする。瑞沢高校に弟（優征）の応援と偽ってヒョロのためにかるた部の練習の偵察をしに来ていた。
当初は駒野を狙っていたが、メガネを外した裸眼を見て「タイプではない」として去る。駒野の裸眼を見たことがある唯一の人物。

### 瑞沢高校関係者
堀川 みちる（ほりかわ みちる）
声 - 日野未歩
千早のクラスメイト。競技かるたにのめり込む千早に色々と気を使ってくれる。イベントの幹事が得意で、クラスメイトからの信任も厚い。2年時にクジ引きで修学旅行委員にあたった千早の代わりに、自ら委員を引き受けた。その後、修学旅行ではかるたを蹴ってまで来たのに全く修学旅行を楽しむ気になれていなかった千早を叱る。
山川（やまかわ）
声 - 村上裕哉
瑞沢高校テニス部の部員。優征がテニス部だったころの友人。
松田（まつだ）
瑞沢高校茶道部の部員。部員のほとんどは女性で、松田は唯一の男性部員。千早や駒野と1年次のクラスメイトで、堀川とともにクラスの打ち上げの幹事をしていた。
真野 陽菜子（まの ひなの）
声 - 安野希世乃
瑞沢高校の新入生。菫の親友。
宮崎 詩織（みやざき しおり）
声 - 安済知佳
瑞沢高校の新入生。菫の親友。
深作 時次（ふかさく ときじ）
声 - 遠藤大智
瑞沢高校の古典教師。国立文系。老齢の男性で「ご隠居」と呼ばれており、教師陣の中で宮内が唯一強く出られない存在。クラスの進級後は千早と優征の担任になる。お茶を好む。
柴田（しばた）
声 - 佐藤拓也
瑞沢高校の若手教師。同僚の宮内先生から頼まれ事をされることがある。琵琶湖で開催される鳥人間コンテストに興味があり、鳥人間コンテストを見たくてかるた部の全国大会の引率を引き受けた（ただし最終的には宮内先生が引率することとなった）。
的場（まとば）
声 - うえだゆうじ
瑞沢高校の教師で、吹奏楽部顧問。楽器のスペースで、部室の問題を抱えていたが、千早がかるた部の部室の一部を使わせてくれた御礼として、吹奏楽部一同で曲をプレゼントした。

### その他の登場人物
芦野 由宇（あしの ゆう）
声 - 安済知佳
新の隣家の少女。同い年の幼馴染。同じ高校に通っており、クラスも一緒。新の福井帰省後はなにかと世話を焼いている。藤岡東高校競技かるた部の創設にも協力したが部員にはならず、応援に徹する。
あくまで幼馴染みの延長線上とはいえ、新にとっては正に「世話女房」でまったく頭が上がらず尻に敷かれている。弁当を用意するなどされて断ることも出来ず、半ばトラウマ化している。新が名人を目指して戦っていることは知っているが、競技かるた界での人間関係などについてはまったく把握しておらず、新が千早に告白したことなども知らない。
彼女の作る弁当は一貫して験担ぎのダジャレであり、気合は入っているのだが「大会の前には消化で負担のかかる固形物などは避けた方が良い」という点を考慮しないどころかカロリー満点になりがちであるため、しばしば新を苦しめる。
小学校のころまでは福井南雲会でかるたをしていた。
勝義（かつぎ）書店店長
声 - 佐藤健輔
新のバイト先店長。エロ本での新いじりを楽しみにしている。
小倉 香澄（おぐら  かすみ）
声 - 安済知佳
高校生になった当時の太一の彼女。太一に告白をしてから暫く付き合っていたが、太一がかるた部を優先したことで、彼女から別れを告げた。太一を「たーくん」と呼ぶ。

## 用語

### かるた用語
競技かるた
小倉百人一首を使ったかるた取りの競技戦で、文化系スポーツ。夏の大会では長い時間の連続試合になる場合もあり、集中力が切れないためにはスタミナと体力が必要不可欠となる。そのため初心者が長時間無理し過ぎると指先が麻痺で自由が利かなくなる場合がある。
選手
競技かるたの選手で、ランクはE級からA級まであり、大会で勝つことで昇級していく。B級からA級への昇級は所属するかるた会によって基準が統一されておらず、一般的には大会で優勝するか準優勝を2回するかのどちらかが必要となる。
東京都予選
各都道府県で行われている予選で、正式名称は「全国高等学校かるた選手権大会東京都予選」。全国大会に行くための登龍門で、優勝校のみ全国大会出場となる。ただし前年の参加校が10校以上の場合2校が全国大会出場となる。席順は試合前に予め決める必要があり席順を記したオーダー書を大会の運営者に提出する必要がある。それにより運営者から対戦相手の決定を下される。そのためオーダー書の提出後の席替えは一切出来ない。団体戦のみで個人戦は行っていない。千早が3年生の時には参加校の増加により二次予選まで行われることとなり、一次予選のルールが変わった。
全国大会
7月に滋賀県の近江神宮で行われる大会で、「かるたの甲子園」とも言われている。試合形式は団体戦と個人戦に分かれており特に個人戦ではランク別で試合することになっている。そのためA級とB級またはC級とB級が試合することは出来ない。優勝者はランク別で優勝する。なお団体戦ではランクに関係なく対戦可能だが、予選の時と同じく席順のオーダー書を大会の運営者に提出する必要がある。個人戦は団体戦の翌日に行われる。
感じ
「読みへの反応速度」「聞き分けの能力」を意味する用語。
基本的に天性の資質によるものであり、劇中では感じの良さを武器にする者とそうでない者に大別される。
囲み手
決まり字が読まれるまで札を覆い囲って、対戦相手に取られないようにする技術。主に決まり字が長い札が読まれたときに使用する。
囲み手を破る「囲み手破り」も存在する。
モメる
試合で、自分と対戦相手のどちらが札を取ったか微妙な場合に、一歩も引かずに自分の取りを主張すること。
専任読手
かるた競技で、かるたの読み札を読む人のことを読手というが、その中の上級者を示す。専任読手になるにはA級選手（四段以上）で、さらに5年以上の経験が必要とされている。
一般的な読手はB級公認からとなる。
序歌
かるた競技の試合開始前に読まれる歌。試合の第一首目のタイミングをはかるためルール上読手は試合開始前に必ず行う。一般的には王仁の「なにはづの歌」（難波津に 咲くやこの花冬籠り 今を春べと 咲くや木の花）が詠まれる。劇中においても試合の始まりとしてしっかり描かれることが多い。
運命戦
自陣・敵陣ともに、残りの札が1枚ずつになった状態。敵陣の札が読まれた場合それを取ることは実質不可能に近いため、先に読まれた側がほぼ勝つ運任せの意味で「運命戦」と呼ばれている。

### 高校
瑞沢高校（みずさわ こうこう）
千早や太一が通う東京都の都立進学高校。
千早が入学早々に創部し、1年目で東京都予選優勝を果たし、高校選手権の団体戦出場を決める。翌年2年目では、都予選で準優勝となるも、北央学園と共に出場を決め、全国大会で優勝した。翌々年の3年目でも都予選2位で突破した全国大会では3位に入賞している。
北央学園（ほくおう がくえん）
東京都の中高一貫校で、瑞沢高校のライバル校。
5年連続で高校選手権の団体戦に出場していたが、1校しかなかった出場権を創部1年目の瑞沢高校に奪われた。その翌年、2年生の千早たち瑞沢高校との東京都予選決勝で勝利し雪辱。2年ぶりに団体戦に出場、3位という成績を収める。
モデルは、暁星高等学校競技かるた部。
富士崎高校（ふじさき こうこう）
50名以上の部員を抱える名門かるた部で知られる静岡県の常勝高校。
千早が1年生のとき、高校選手権の団体戦で13回目の優勝を果たした。翌年は前年以上に実力あるメンバーで高校選手権決勝まで進むも、創部2年目の瑞沢高校に全国制覇を阻まれた。
モデルは、静岡県立富士高等学校百人一首部。
藤岡東高校（ふじおかひがし こうこう）
新が通う福井県の高校。入学時には無かった かるた部は3年生になった新が創部し、創部1年目ながら全国大会4位の成績を残している。

### かるた会
府中白波会（ふちゅうしらなみかい）
東京都にある、かるた会。責任者は原田。
千早・太一・新が小学生の時に入会したかるた会。瑞沢高校競技かるた部の部員のうち、千早・太一・菫・秋博の4名が在籍する。北央学園の木梨（ヒョロ）も小学生時代在籍していた。A級への昇格基準が優勝のみと厳しい。
モデルは、東京都府中市にある府中白妙会。府中市立片町文化センターを練習場として使用している（映画では「分梅神社」という架空の神社が練習場となっている）。
初期のころ（千早たちの住む街が府中だということが明示的にされていなかったころ）は単に「白波会」と表記されていた。
翠北会（すいほくかい）
東京都にある、かるた会。会長は北野。
瑞沢高校競技かるた部の部員のうち、優征・奏・勉の3名が所属している。優征によると「翠北会は攻めもするけど、どっちかっていうと守りがるた」。
小学6年の時の大会で千早・太一・新のチームの対戦相手だった。
福井南雲会（ふくいなぐもかい）
福井県にある、かるた会。会長は栗山。
福井引っ越して以降の新が籍を置いている。藤岡東高校かるた部員の松林舜・滉兄弟も在籍している。
モデルは、福井渚会。
京都明星会（きょうとみょうじょうかい）
京都府にある、かるた会。会長は伊勢大二郎。
詩暢は小学校6年生まで京都明星会の練習に参加し、基礎を学んだ。

### その他
ダディベア
本作に登場するマスコットキャラクターの1つ。千早が愛好している熊のキャラクター。
スノー丸（スノーまる）
本作に登場するマスコットキャラクターの1つで、詩暢が愛好している関西限定のキャラクター。バケツをかぶった雪だるまで、バケツを取るとチョンマゲがある。
「スノー丸アイス」や「スノー丸どら焼き」などのお菓子もある。
映画版では高校選手権団体戦の日に琵琶湖でイベントが行われることになっていたが雨天中止となった。

## 評価
- 2009年 - 第2回マンガ大賞受賞[34]
- 2009年 - 『このマンガがすごい!』（宝島社）オンナ編3位
- 2010年 - 『このマンガがすごい!』（宝島社）オンナ編1位[35]
- 2011年 - 第35回講談社漫画賞少女部門受賞[36]
- 2012年 - 第16回手塚治虫文化賞マンガ大賞最終候補作[37]

## 社会的影響

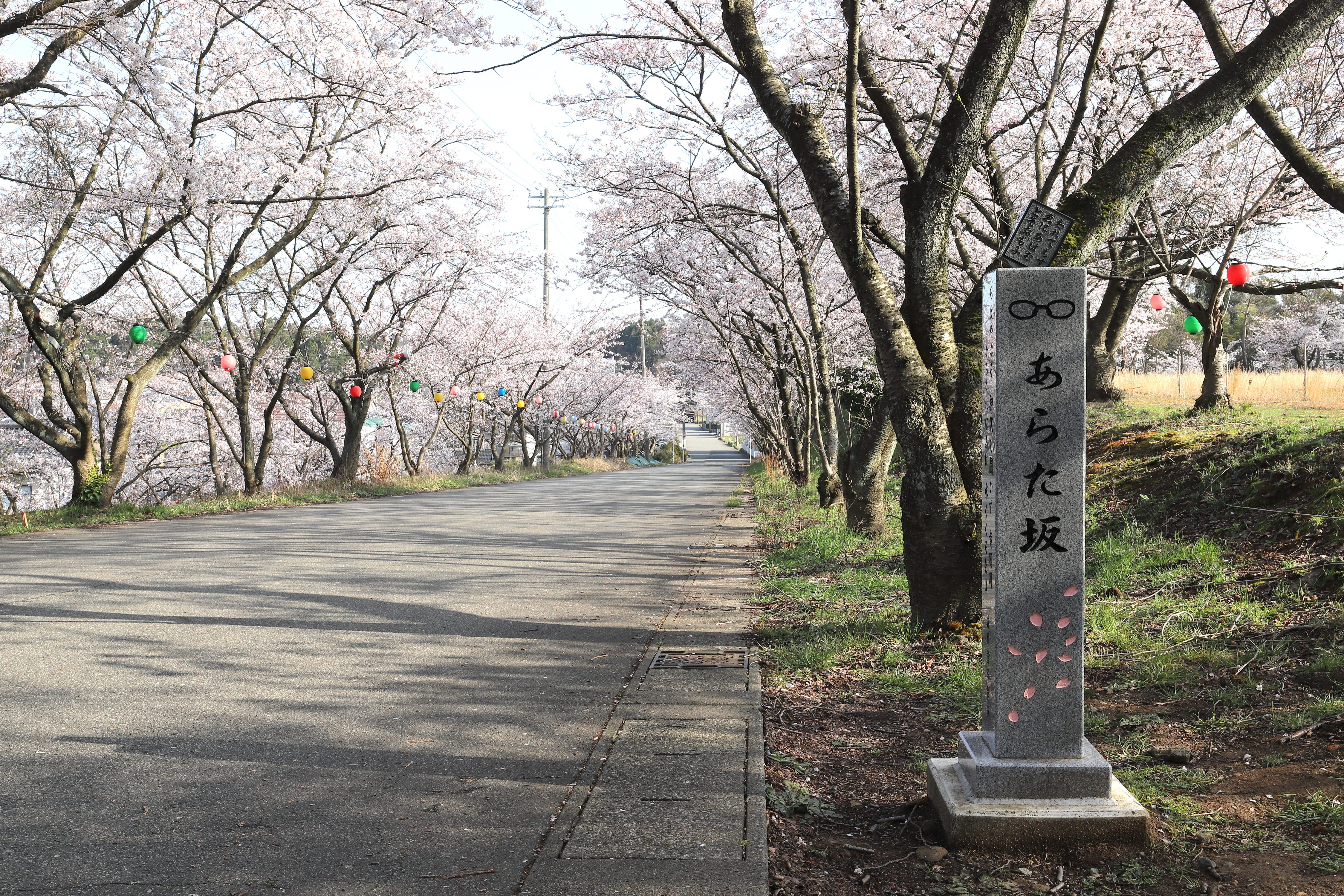
あわら市にある「あらた坂」

- 本作がきっかけで、袴姿で競技かるたを始める人が日本国外でも現れるなど、競技かるた人口の拡大にも貢献している[5][38]。滋賀県大津市では2012年2月に「ちはやふる・大津」キャンペーン実行委員会が設立され、2013年現在も、本作を活かした観光事業が展開されている[39][40]。
- 令和2年1月、原作者の末次を発起人となり競技かるたの発展などを目的として「一般社団法人ちはやふる基金」が設立された[41][42][43]同年2月「ちはやふる小倉山杯」が開催される[44]。
- 2019年3月31日 あわら市は「ちはやふる」に登場する桜並木の坂道を、主要人物の綿谷新にちなみ「あらた坂」と命名し記念碑を建立した[45]。
- 東京都府中市では中心部や本作に登場する場所を中心に、マンホールの蓋にちはやふるのキャラクターが描かれている。

## タイアップ・イベント

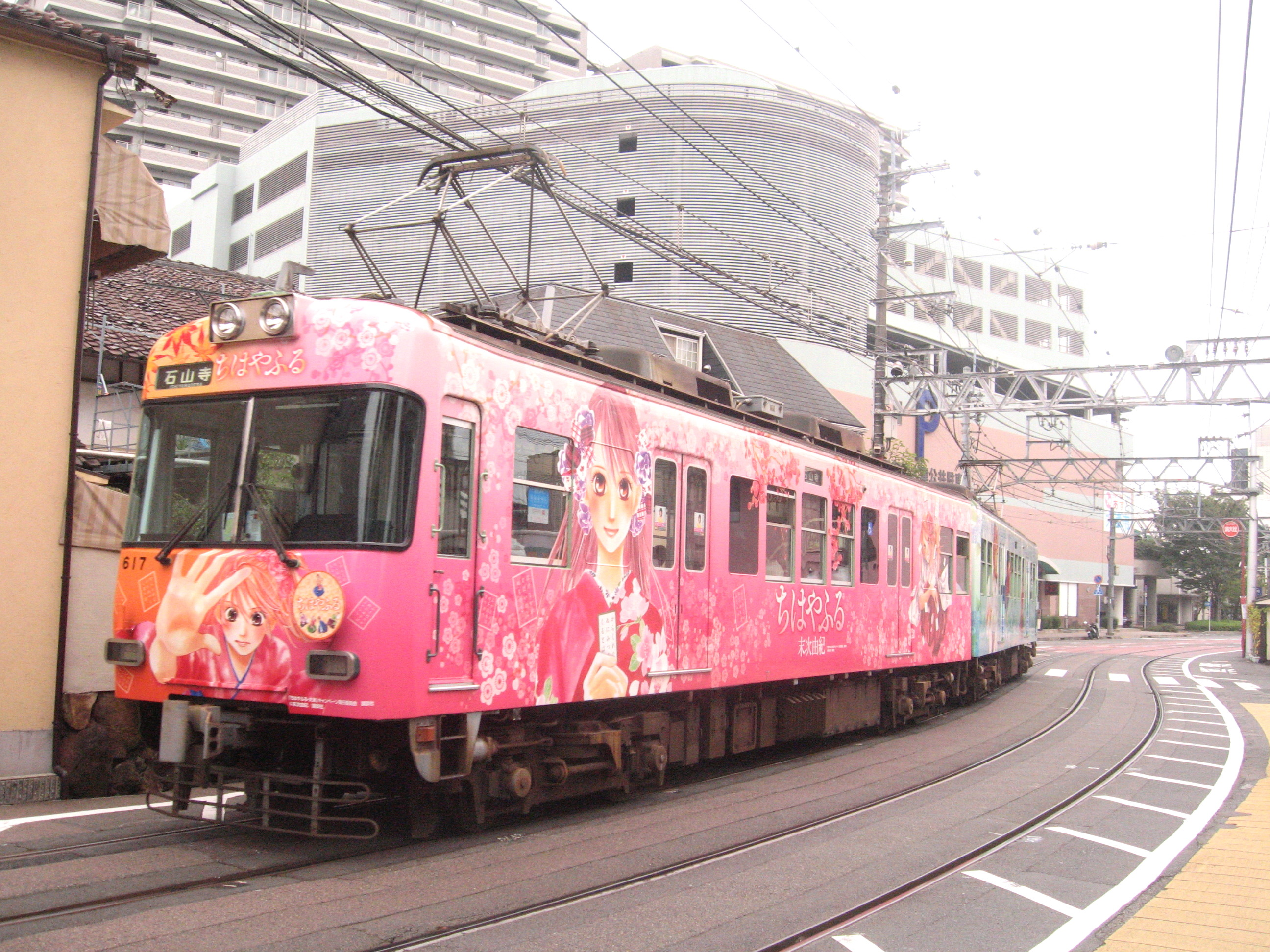
京阪石山坂本線の「ちはやふる」ラッピング電車

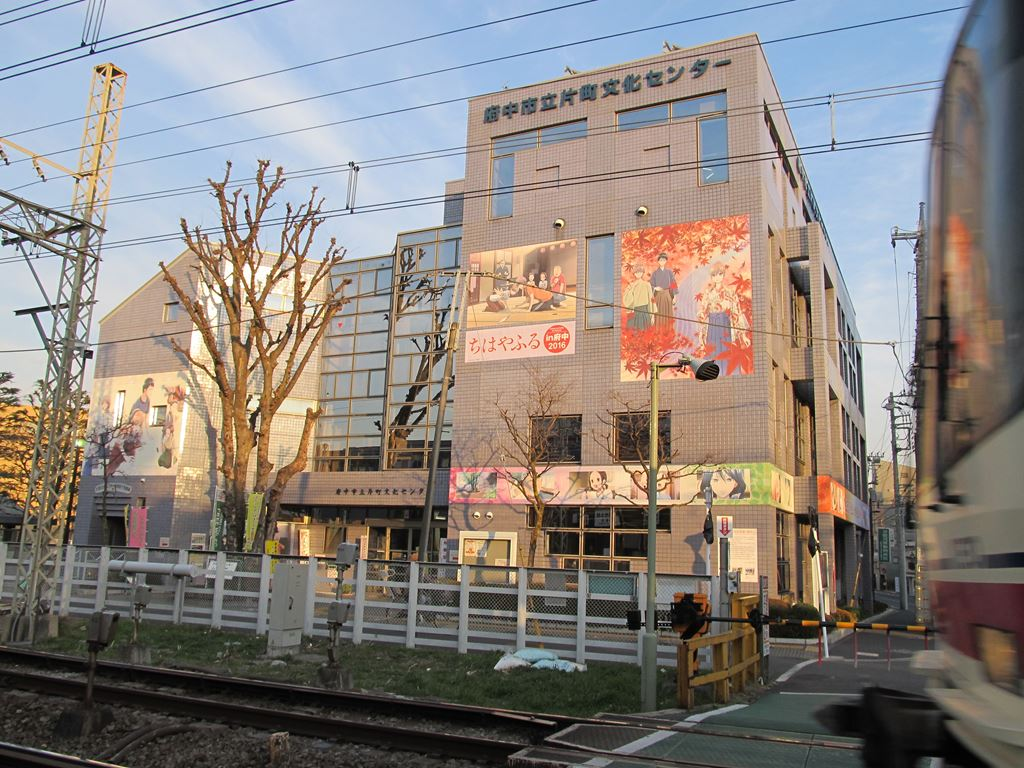
東京都府中市府中市立片町文化センター

- 京阪石山坂本線 - 2012年7月24日〜2015年11月15日600形617Fを当作品のラッピング電車に仕立てて運行[46][47]。700形にもラッピングが施された（デザインは600形と異なる）。700形のみ、時期によってラッピングが一部変更されている（実写版公開開始から日が過ぎると、乗務員室扉と1枚目の客用扉の間のラッピングが広瀬すずから千早のイラストに変更されたほか、ヘッドマークも広瀬すずからイラストに変更された）。
- LOVEフォト - 2010年に発売された『LOVEフォト Vol.3 Dress up in JFW』の表紙に本作が協力している[48]。
- 「ちはやふるin府中2016」キックオフ事業、「ちはやふる」の聖地「府中市立片町文化センター」[49]。
- 「ちはやふるカレー」- 2016年11月、レストラン京王の提供するレトルトカレー「新宿カレー」のうち中辛とマイルドに、作者描き下ろしのイラストがパッケージに施された製品が限定発売された[50]。
- 「リアル脱出ゲーム×ちはやふる 新設かるた部廃部の危機からの脱出」 - 2021年3月から5月までSCRAPのリアル脱出ゲームとのコラボイベントとして東京ミステリーサーカスで開催された公演型の体験型ゲーム[51]。
- 展覧会「ちはやふる展」 - 2021年12月27日から2022年1月17日まで東京の松屋銀座にて開催された展覧会[52]。松屋銀座8階のレストランシティにて、同展とのコラボメニューを販売[53]。東京で開催した後に、2年かけて全国を巡回することが決定している[54]。

## 書誌情報

### 漫画
- 末次由紀 『ちはやふる』 講談社〈講談社コミックスビーラブ〉、全50巻[55]
  1. 2008年5月13日発売、ISBN 978-4-06-319239-1
  2. 2008年9月12日発売、ISBN 978-4-06-319245-2
  3. 2008年12月12日発売、ISBN 978-4-06-319252-0
  4. 2009年3月13日発売、ISBN 978-4-06-319259-9
  5. 2009年6月12日発売、ISBN 978-4-06-319266-7
  6. 2009年9月11日発売、ISBN 978-4-06-319271-1
  7. 2009年12月11日発売、ISBN 978-4-06-319276-6
  8. 2010年3月12日発売、ISBN 978-4-06-319282-7
  9. 2010年6月11日発売、ISBN 978-4-06-319287-2
  10. 2010年9月13日発売、ISBN 978-4-06-319294-0
  11. 2010年12月13日発売、ISBN 978-4-06-380301-3
  12. 2011年3月11日発売、ISBN 978-4-06-380309-9
  13. 2011年6月13日発売、ISBN 978-4-06-380320-4
  14. 2011年9月13日発売、ISBN 978-4-06-380324-2
  15. 2011年12月13日発売、ISBN 978-4-06-380331-0
  16. 2012年3月13日発売、ISBN 978-4-06-380339-6
  17. 2012年6月13日発売、ISBN 978-4-06-380349-5
  18. 2012年9月13日発売、ISBN 978-4-06-380359-4
  19. 2012年12月13日発売、ISBN 978-4-06-380369-3
  20. 2013年3月13日発売、ISBN 978-4-06-380379-2
  21. 2013年6月13日発売、ISBN 978-4-06-380389-1
  22. 2013年9月13日発売、ISBN 978-4-06-380397-6
    - DVD付き 限定版 同日発売 ISBN 978-4-06-358459-2

  23. 2013年12月13日発売、ISBN 978-4-06-380410-2
  24. 2014年4月11日発売、ISBN 978-4-06-380422-5
  25. 2014年7月11日発売、ISBN 978-4-06-380433-1
  26. 2014年10月10日発売、ISBN 978-4-06-380442-3
  27. 2015年4月13日発売、ISBN 978-4-06-380465-2
  28. 2015年8月12日発売、ISBN 978-4-06-380474-4
  29. 2015年10月13日発売、ISBN 978-4-06-380484-3
  30. 2016年1月13日発売、ISBN 978-4-06-380491-1
  31. 2016年3月11日発売、ISBN 978-4-06-380498-0
  32. 2016年7月13日発売、ISBN 978-4-06-394513-3
  33. 2016年10月13日発売、ISBN 978-4-06-394522-5
  34. 2017年3月13日発売、ISBN 978-4-06-394535-5
  35. 2017年8月10日発売、ISBN 978-4-06-394550-8
  36. 2017年11月13日発売、ISBN 978-4-06-510484-2
    - ミニクリアファイル付き 限定版 同日発売 ISBN 978-4-06-510715-7

  37. 2018年2月13日発売、ISBN 978-4-06-511004-1
  38. 2018年5月11日発売、ISBN 978-4-06-511697-5
  39. 2018年8月9日発売、ISBN 978-4-06-512495-6
    - ふせん＆メモ帳ブック付き 特装版 同日発売 ISBN 978-4-06-512666-0

  40. 2018年11月13日発売、ISBN 978-4-06-513925-7
    - 描きおろしスリーブ入りポストカードセット付き 特装版 同日発売 ISBN 978-4-06-514136-6

  41. 2019年3月13日発売、ISBN 978-4-06-515049-8
  42. 2019年7月12日発売、ISBN 978-4-06-516668-0
  43. 2019年12月13日発売、ISBN 978-4-06-518035-8
  44. 2020年5月13日発売、ISBN 978-4-06-519522-2
  45. 2020年10月13日発売、ISBN 978-4-06-519522-2
  46. 2021年3月12日発売、ISBN 978-4-06-522560-8
    - スペシャル缶バッジセット付き 限定版 同日発売 ISBN 978-4-06-522851-7

  47. 2021年8月12日発売、ISBN 978-4-06-524543-9
  48. 2022年2月10日発売、ISBN 978-4-06-526797-4
  49. 2022年7月13日発売、ISBN 978-4-06-528488-9
  50. 2022年12月13日発売、ISBN 978-4-06-530206-4
    - 特製小冊子付き 特装版 同日発売 ISBN 978-4-06-530738-0
- 末次由紀 『ちはやふる plus きみがため』 講談社〈講談社コミックスビーラブ〉、既刊4巻（2025年6月13日現在）
  1. 2024年4月12日発売[56][57]、ISBN 978-4-06-535322-6
  2. 2024年8月9日発売[58]、ISBN 978-4-06-536624-0
  3. 2024年12月13日発売[59]、ISBN 978-4-06-537806-9
  4. 2025年6月13日発売[60]、ISBN 978-4-06-539784-8

### 小説
- 著：時海結以、原作・イラスト：末次由紀 『小説 ちはやふる 中学生編』講談社〈KCデラックス〉、全4巻
  1. 2012年9月13日発売、ISBN 978-4-06-376698-1
  2. 2012年12月13日発売、ISBN 978-4-06-376751-3
  3. 2013年9月13日発売、ISBN 978-4-06-376888-6
  4. 2013年12月13日発売、ISBN 978-4-06-376918-0
- 著：時海結以、脚本：小泉徳宏、原作：末次由紀 『小説 映画 ちはやふる』講談社〈KCデラックス〉、全3巻
  - 上の句 2016年3月11日発売、ISBN 978-4-06-377394-1
  - 下の句 2016年3月11日発売、ISBN 978-4-06-377395-8
  - 結び 2018年2月13日発売、ISBN 978-4-06-393312-3

ハードカバー愛蔵版。講談社単行本、全3巻
- 上の句 2017年2月24日発売、ISBN 978-4-06-220431-6
- 下の句 2017年2月24日発売、ISBN 978-4-06-220432-3
- 結び 2018年2月28日発売、ISBN 978-4-06-220948-9

- 著：有沢ゆう希 、原作：末次由紀 『小説 ちはやふる』講談社〈講談社文庫〉、全3巻
  - 上の句 2018年1月16日発売、ISBN 978-4-06-293842-6
  - 下の句 2018年1月16日発売、ISBN 978-4-06-293847-1
  - 結び 2018年2月15日発売、ISBN 978-4-06-293855-6

### 関連書籍
- 末次由紀・あんの秀子『ちはやと覚える百人一首 「ちはやふる」公式和歌ガイドブック』 講談社〈KCピース〉、2011年11月11日発売、ISBN 978-4-06-364879-9
- 末次由紀『ちはやふるかるた 入門編』 講談社〈キャラクターズA〉、2012年12月13日発売、ISBN 978-4-06-358425-7
- 末次由紀・BE・LOVE編集部『ちはやふるオフィシャルファンブック』 講談社〈KCデラックス〉、2012年12月13日発売、ISBN 978-4-06-376774-2
- 末次由紀・BE・LOVE編集部『ちはやと覚える百人一首暗記カード 「ちはやふる」公式決まり字ガイドブック』 講談社〈キャラクターズA〉、2013年12月13日発売、ISBN 978-4-06-358475-2
- 末次由紀・BE・LOVE編集部『ちはやふる 公式コミックガイド』 講談社〈KCデラックス〉、2019年3月13日発売、ISBN 978-4-06-515101-3

## テレビアニメ
2011年10月4日から2012年3月27日まで、日本テレビほかにて第1期が『ちはやふる』のタイトルで放送された。
大筋は原作に忠実だが、原作はほぼ全編が「クイーン戦に臨む高校3年生の千早の回想」という設定であるのに対し、アニメでは小学生編のみ「高校入学直後の千早の回想」で、千早と太一が高校で再会して以降はリアルタイムでの進行だということが大きく異なる。
2012年6月13日に第2期の制作が発表され、2013年1月から6月まで『ちはやふる2』のタイトルで放送された。単行本第22巻限定版にテレビ未放送の第26話が収録されている。
2018年1月10日から3月28日まで、日本テレビ『AnichU』枠にて実写映画に関連したエピソードと原作コミックス22巻特装版に収録されたオリジナルエピソードを放送する『ちはやふる 秀歌撰』が放送された。
2019年10月23日から2020年3月25日まで、第3期『ちはやふる3』が日本テレビ『AnichU』枠ほかにて放送された。当初は4月からの放送を予定していたが、諸般の事情により延期された。

### スタッフ
|                               | 第1期              | 第2期              | 第3期                                                         |
| ----------------------------- | ------------------ | ------------------ | ------------------------------------------------------------- |
| 原作                          | 末次由紀           | 末次由紀           | 末次由紀                                                      |
| 監督                          | 浅香守生           | 浅香守生           | 浅香守生                                                      |
| シリーズ構成                  | 高山直也           | 柿原優子           | 柿原優子                                                      |
| シリーズ構成                  | 高山直也           | 加藤綾子           | -                                                             |
| キャラクターデザイン          | 濱田邦彦           | 濱田邦彦           | 濱田邦彦                                                      |
| 美術監督                      | 清水友幸           | 清水友幸           | 清水友幸                                                      |
| 色彩設計                      | 橋本賢             | 橋本賢             | 大野春恵                                                      |
| 色彩設計                      | -                  | 鎌田千賀子         | 大野春恵                                                      |
| 撮影監督                      | 藤田賢治           | 藤田賢治           | 伏原あかね                                                    |
| CG監督                        | さいとうつかさ     | -                  | 鈴木大輝                                                      |
| 編集                          | 木村佳史子         | 木村佳史子         | 木村佳史子                                                    |
| 音響監督                      | 三間雅文           | 三間雅文           | 三間雅文                                                      |
| 音楽                          | 山下康介           | 山下康介           | 山下康介                                                      |
| プロデューサー                | 中谷敏夫           | 中谷敏夫           | 稲毛弘之、辰澤奈津子、曽我秀忠 千石一成、田口亜有理、城下拓也 |
| プロデューサー                | 田村学、岩佐直樹   | 桐本篤、大島由香   | 稲毛弘之、辰澤奈津子、曽我秀忠 千石一成、田口亜有理、城下拓也 |
| クリエイティブ プロデューサー | 丸山正雄           | 丸山正雄           | -                                                             |
| アニメチーフ プロデューサー   | 豊田智紀           | 豊田智紀           | -                                                             |
| アニメーション プロデューサー | 角木卓哉           | 角木卓哉           | 服部優太                                                      |
| アニメーション制作            | マッドハウス       | マッドハウス       | マッドハウス                                                  |
| 制作著作                      | バップ、日本テレビ | バップ、日本テレビ | アニメ「ちはやふる」 プロジェクト2019                         |

### 主題歌

#### OP
歌は全期99RadioServiceが担当。
「YOUTHFUL」
第1期オープニングテーマ。作詞・作曲・編曲はKo-ta、Ko-hey。1期終了後も第2期やOVAでエンディングテーマとして使用された。
「STAR」
第2期オープニングテーマ。作詞はKo-ta、Ko-hey、竹内修、作曲はKo-ta、Ko-hey、編曲は99RadioService、竹内修。
「COLORFUL」
第3期オープニングテーマ。作詞・作曲は堀内孝太、堀内孝平。

#### ED
「そしていま」
第1期エンディングテーマ。作詞・作曲・編曲は新屋豊、歌は瀬戸麻沙美。
「茜空」
第2期エンディングテーマ。作詞はcoffa、作曲・編曲は新屋豊、歌は瀬戸麻沙美。
「一目惚れ」
第3期エンディングテーマ。作詞は斉本佳朗、作曲は斉本佳朗、渡邉峻冶、歌はバンドハラスメント。

### ちはやHOO!
第1期の本編終了後に放送された、競技かるたの解説や「ちはやふる」の関連情報を伝える実写コーナー。ナビゲーターはアナウンサーの上田まりえ。
Blu-ray/DVDでは「HOW TO 競技かるた（入門編）」として収録されている。

### 各話リスト
| 話数                    | サブタイトル                       | 脚本              | 絵コンテ            | 演出                                    | 作画監督 | 総作画監督        |       |       |       |       |       |       |       |       |       |       |       |       |       |       |       |       |       |       |
| 第1期                   | 第1期                              | 第1期             | 第1期               | 第1期                                   | 第1期 | 第1期             | 第1期 | 第1期 | 第1期 | 第1期 | 第1期 | 第1期 | 第1期 | 第1期 | 第1期 | 第1期 | 第1期 | 第1期 | 第1期 | 第1期 | 第1期 | 第1期 | 第1期 | 第1期 |
| ----------------------- | ---------------------------------- | ----------------- | ------------------- | --------------------------------------- | --- | ----------------- | ----- | ----- | ----- | ----- | ----- | ----- | ----- | ----- | ----- | ----- | ----- | ----- | ----- | ----- | ----- | ----- | ----- | ----- |
| 第一首                  | さくやこのはな                     | 柿原優子          | 浅香守生            | 浅香守生                                | 濱田邦彦 | -                 |       |       |       |       |       |       |       |       |       |       |       |       |       |       |       |       |       |       |
| 第二首                  | からくれなゐに                     | 加藤綾子          | いしづかあつこ      | 牧野吉高                                | 渡部裕子 菅井翔 | 濱田邦彦          |       |       |       |       |       |       |       |       |       |       |       |       |       |       |       |       |       |       |
| 第三首                  | ふれるしらゆき                     | 柿原優子          | 伊藤尚往 浅香守生   | 渡邉こと乃                              | 金錦樹 | 濱田邦彦          |       |       |       |       |       |       |       |       |       |       |       |       |       |       |       |       |       |       |
| 第四首                  | しつこころなくはなのちるらむ       | 加藤綾子          | 伊藤智彦            | ところともかず                          | 島崎克実 | 濱田邦彦          |       |       |       |       |       |       |       |       |       |       |       |       |       |       |       |       |       |       |
| 第五首                  | よはのつきかな                     | 森山あけみ        | 伊藤尚往            | 伊藤尚往                                | 大舘康二 | 濱田邦彦          |       |       |       |       |       |       |       |       |       |       |       |       |       |       |       |       |       |       |
| 第六首                  | けふここのへににほひぬるかな       | 川嶋澄乃          | 高橋亨              | 細川ヒデキ                              | 山口真未 | 濱田邦彦          |       |       |       |       |       |       |       |       |       |       |       |       |       |       |       |       |       |       |
| 第七首                  | ひとこそみえねあきはきにけり       | 加藤綾子          | 峰達也              | のがみかずお                            | 原田峰文 佐藤友子 竹内由香里 | 濱田邦彦 兼森義則 |       |       |       |       |       |       |       |       |       |       |       |       |       |       |       |       |       |       |
| 第八首                  | たえてひさしくなりぬれど           | 鈴木智            | 川尻善昭            | 吉村文宏                                | 片山みゆき | 濱田邦彦          |       |       |       |       |       |       |       |       |       |       |       |       |       |       |       |       |       |       |
| 第九首                  | しのぶれど                         | 森山あけみ        | 川尻善昭            | 牧野吉高                                | 菅井翔 | 濱田邦彦          |       |       |       |       |       |       |       |       |       |       |       |       |       |       |       |       |       |       |
| 第十首                  | ゆくもかへるもわかれては           | 川嶋澄乃          | 伊藤尚往            | 伊藤尚往                                | 宮前真一 | 濱田邦彦          |       |       |       |       |       |       |       |       |       |       |       |       |       |       |       |       |       |       |
| 第十一首                | あまつかぜ                         | 加藤綾子          | 芦野芳晴            | 渡邉こと乃                              | 金錦樹 | 濱田邦彦          |       |       |       |       |       |       |       |       |       |       |       |       |       |       |       |       |       |       |
| 第十二首                | むらさきのゆきしめのゆき           | 川嶋澄乃          | 川尻善昭            | 太田知章                                | 元昌喜 島崎克実 | 濱田邦彦          |       |       |       |       |       |       |       |       |       |       |       |       |       |       |       |       |       |       |
| 第十三首                | きみがため                         | 森山あけみ        | 宍戸淳              | 宍戸淳                                  | 青木里枝 佐藤友子 | 濱田邦彦          |       |       |       |       |       |       |       |       |       |       |       |       |       |       |       |       |       |       |
| 第十四首                | はなよりほかにしるひともなし       | 鈴木智            | 川尻善昭            | 細川ヒデキ                              | 山口真未 | 濱田邦彦          |       |       |       |       |       |       |       |       |       |       |       |       |       |       |       |       |       |       |
| 第十五首                | つらぬきとめぬたまぞちりける       | 柿原優子          | 後藤圭二            | 高村雄太                                | 永吉隆志 市野まりあ 斉藤弘樹 | 濱田邦彦          |       |       |       |       |       |       |       |       |       |       |       |       |       |       |       |       |       |       |
| 第十六首                | をぐらやま（総集編）               | 高山直也          | いしづかあつこ      | 渡邉こと乃                              | 今村大樹 | 濱田邦彦          |       |       |       |       |       |       |       |       |       |       |       |       |       |       |       |       |       |       |
| 第十七首                | みちこそなけれ                     | 川嶋澄乃          | 川尻善昭            | のがみかずお                            | 佐藤友子 | 濱田邦彦          |       |       |       |       |       |       |       |       |       |       |       |       |       |       |       |       |       |       |
| 第十八首                | はなぞむかしのかににほひける       | 加藤綾子          | 伊藤尚往            | 前園文夫                                | 菅井翔 関口雅浩 | 濱田邦彦          |       |       |       |       |       |       |       |       |       |       |       |       |       |       |       |       |       |       |
| 第十九首                | ながらへば                         | 森山あけみ        | 伊藤尚往            | 伊藤尚往                                | 田崎聡 宮前真一 高田晴仁 | 濱田邦彦          |       |       |       |       |       |       |       |       |       |       |       |       |       |       |       |       |       |       |
| 第二十首                | くもゐにまがふおきつしらなみ       | 鈴木智            | 山内重保            | いしづかあつこ                          | 金錦樹 小松麻美 | 濱田邦彦          |       |       |       |       |       |       |       |       |       |       |       |       |       |       |       |       |       |       |
| 第二十一首              | わがころもでにゆきはふりつつ       | 柿原優子          | 渡邉こと乃          | 太田知章                                | 元昌喜 後藤孝宏 | 濱田邦彦          |       |       |       |       |       |       |       |       |       |       |       |       |       |       |       |       |       |       |
| 第二十二首              | うつりにけりないたづらに           | 川嶋澄乃          | 細川ヒデキ          | 細川ヒデキ                              | 山口真未 | 濱田邦彦          |       |       |       |       |       |       |       |       |       |       |       |       |       |       |       |       |       |       |
| 第二十三首              | しろきをみればよぞふけにける       | 鈴木智            | 今千秋              | のがみかずお                            | 佐藤友子 竹内由香里 つなきあき | 濱田邦彦          |       |       |       |       |       |       |       |       |       |       |       |       |       |       |       |       |       |       |
| 第二十四首              | をのへのさくらさきにけり           | 高山直也          | 川尻善昭            | migmi                                   | 片山みゆき 宮前真一 高田晴仁 田崎聡 | 濱田邦彦          |       |       |       |       |       |       |       |       |       |       |       |       |       |       |       |       |       |       |
| 第二十五首              | もれいづるつきのかげのさやけさ     | 高山直也          | 宍戸淳 浅香守生     | 細川ヒデキ 浅香守生                     | 金錦樹 山口真未 田崎聡 高田晴仁 | 濱田邦彦          |       |       |       |       |       |       |       |       |       |       |       |       |       |       |       |       |       |       |
| 第2期                   |                                    |                   |                     |                                         | |                   |       |       |       |       |       |       |       |       |       |       |       |       |       |       |       |       |       |       |
| 第一首                  | はなのいろは                       | 柿原優子          | 浅香守生            | 村岡朋美                                | 大舘康二 | 濱田邦彦          |       |       |       |       |       |       |       |       |       |       |       |       |       |       |       |       |       |       |
| 第二首                  | こひすてふ                         | 加藤綾子          | 川尻善昭            | 友田政晴                                | 鈴木彩子 村松尚雄 須永正博 岡田正和 鎌田祐輔 大島美和 長田絵里 ANIHOUSE SUN                                                                | 濱田邦彦          |       |       |       |       |       |       |       |       |       |       |       |       |       |       |       |       |       |       |
| 第三首                  | つくばねの                         | 柿原優子          | 村岡朋美            | のがみかずお                            | 佐藤友子 | 濱田邦彦          |       |       |       |       |       |       |       |       |       |       |       |       |       |       |       |       |       |       |
| 第四首                  | ひとにはつげよ あまのつりぶね      | 加藤綾子          | 宍戸淳              | 宍戸淳                                  | 雪村愛 宮前真一 | 濱田邦彦          |       |       |       |       |       |       |       |       |       |       |       |       |       |       |       |       |       |       |
| 第五首                  | なほあまりある むかしなりけり      | 川嶋澄乃          | 芦野芳晴            | 久保山英一                              | 竹本佳子 永吉隆志 室山祥子 | 濱田邦彦          |       |       |       |       |       |       |       |       |       |       |       |       |       |       |       |       |       |       |
| 第六首                  | たつたのかはの にしきなりけり      | 森山あけみ        | 伊藤尚往            | 南川達馬                                | 片山みゆき | 濱田邦彦          |       |       |       |       |       |       |       |       |       |       |       |       |       |       |       |       |       |       |
| 第七首                  | しるもしらぬも あふさかのせき      | 柿原優子          | 青山弘              | 江副仁美                                | 今村大樹 阿部純子 | 濱田邦彦          |       |       |       |       |       |       |       |       |       |       |       |       |       |       |       |       |       |       |
| 第八首                  | みかさのやまに いでしつきかも      | 加藤綾子          | 川尻善昭            | 所俊克                                  | 鈴木彩子 ふくだのりゆき 熊田明子 ANIHOUSE SUN 金賢玉 金鐘憲 黄美貞                                                                         | 濱田邦彦          |       |       |       |       |       |       |       |       |       |       |       |       |       |       |       |       |       |       |
| 第九首                  | わたのはら                         | 川嶋澄乃          | 宍戸淳              | のがみかずお                            | 阿部千秋 | 濱田邦彦          |       |       |       |       |       |       |       |       |       |       |       |       |       |       |       |       |       |       |
| 第十首                  | むらさめの                         | 森山あけみ        | 川尻善昭            | 渡邉こと乃                              | 日向正樹 | 濱田邦彦          |       |       |       |       |       |       |       |       |       |       |       |       |       |       |       |       |       |       |
| 第十一首                | さしもしらじな もゆるおもひを      | 石野敦夫          | 川尻善昭            | 久保山英一                              | 竹本佳子 永吉隆志 室山祥子 | 濱田邦彦          |       |       |       |       |       |       |       |       |       |       |       |       |       |       |       |       |       |       |
| 第十二首                | みそぎぞなつの しるしなりける      | 加藤綾子          | 川尻善昭            | 高田昌宏                                | 尹淨慧 照映來 | 濱田邦彦          |       |       |       |       |       |       |       |       |       |       |       |       |       |       |       |       |       |       |
| 第十三首                | ゆめのかよひぢ ひとめよくらむ      | 川嶋澄乃          | 細川ヒデキ          | 細川ヒデキ                              | 大舘康二 韓正履 | 濱田邦彦          |       |       |       |       |       |       |       |       |       |       |       |       |       |       |       |       |       |       |
| 第十四首                | ものやおもふと ひとのとふまで      | 森山あけみ        | 川尻善昭            | 朝木幸彦                                | ANIHOUSE SUN 金賢玉 崔榮橲 黄美貞 權容祥 鈴木彩子 日下岳史 服部一郎                                                                        | 濱田邦彦          |       |       |       |       |       |       |       |       |       |       |       |       |       |       |       |       |       |       |
| 第十五首                | たごのうらに                       | 石野敦夫          | 宍戸淳              | 鈴木拓磨                                | 阿部千秋 高澤美佳 松坂定俊 香田智樹 | 濱田邦彦          |       |       |       |       |       |       |       |       |       |       |       |       |       |       |       |       |       |       |
| 第十六首                | みゆきまたなむ（総集編）           | -                 | 浅香守生            | 宍戸淳                                  | 今村大樹 | -                 |       |       |       |       |       |       |       |       |       |       |       |       |       |       |       |       |       |       |
| 第十七首                | ふくからに                         | 加藤綾子          | 川尻善昭            | 江副仁美                                | 日向正樹 | 濱田邦彦          |       |       |       |       |       |       |       |       |       |       |       |       |       |       |       |       |       |       |
| 第十八首                | わすれじの                         | 川嶋澄乃          | 伊藤尚往            | 久保山英一                              | 楠木智子 竹本佳子 永吉隆志 室山祥子 | 濱田邦彦          |       |       |       |       |       |       |       |       |       |       |       |       |       |       |       |       |       |       |
| 第十九首                | ゆくへもしらぬ こひのみちかな      | 森山あけみ        | 芦野芳晴            | 小野田雄亮                              | 尹淨慧 任道延 | 濱田邦彦          |       |       |       |       |       |       |       |       |       |       |       |       |       |       |       |       |       |       |
| 第二十首                | あきのたの                         | 加藤綾子          | 渡邉こと乃          | 渡邉こと乃                              | 今村大樹 韓正履 | 濱田邦彦          |       |       |       |       |       |       |       |       |       |       |       |       |       |       |       |       |       |       |
| 第二十一首              | なこそながれて なほきこえけれ      | 川嶋澄乃          | 宍戸淳              | 所俊克                                  | ANIHOUSE SUN 許在惠 權容祥 黄美貞 崔榮橲 鈴木彩子 西尾智恵 服部一郎 大里咲憂梨                                                             | 濱田邦彦          |       |       |       |       |       |       |       |       |       |       |       |       |       |       |       |       |       |       |
| 第二十二首              | めぐりあひて                       | 森山あけみ        | 川尻善昭            | 佐土原武之                              | 山崎愛 高澤美佳 しまだひであき 後藤麻梨子                                                                                                  | 濱田邦彦          |       |       |       |       |       |       |       |       |       |       |       |       |       |       |       |       |       |       |
| 第二十三首              | をのへのさくら さきにけり          | 石野敦夫          | 細川ヒデキ          | 細川ヒデキ                              | 日向正樹 | 濱田邦彦          |       |       |       |       |       |       |       |       |       |       |       |       |       |       |       |       |       |       |
| 第二十四首              | かくとだに                         | 加藤綾子          | 宍戸淳              | 久保山英一                              | 永吉隆志 楠木智子 竹本佳子 室山祥子 清水勝祐 相澤秀亮                                                                                      | 濱田邦彦          |       |       |       |       |       |       |       |       |       |       |       |       |       |       |       |       |       |       |
| 第二十五首              | ふじのたかねにゆきはふりつつ       | 川嶋澄乃          | 浅香守生 渡邉こと乃 | 浅香守生 渡邉こと乃                     | 今村大樹 金綿樹 韓正履 | 濱田邦彦          |       |       |       |       |       |       |       |       |       |       |       |       |       |       |       |       |       |       |
| 第二十六首 （TV未放送） | わがみよにふるながめせしまに       | 川嶋澄乃          | 細川ヒデキ          | 細川ヒデキ 浅香守生                     | 日向正樹 今村大樹 金綿樹 | 濱田邦彦          |       |       |       |       |       |       |       |       |       |       |       |       |       |       |       |       |       |       |
| 第3期                   |                                    |                   |                     |                                         | |                   |       |       |       |       |       |       |       |       |       |       |       |       |       |       |       |       |       |       |
| 第一首                  | なつのよは                         | 柿原優子          | 浅香守生 渡邉こと乃 | 高橋亨                                  | 濱田邦彦 今村大樹 | 濱田邦彦          |       |       |       |       |       |       |       |       |       |       |       |       |       |       |       |       |       |       |
| 第二首                  | あさぼらけありあけのつきと         | 柿原優子          | 坂田純一            | 中野彰子                                | 中野彰子 宮前真一 | 濱田邦彦 今村大樹 |       |       |       |       |       |       |       |       |       |       |       |       |       |       |       |       |       |       |
| 第三首                  | よしののさとに                     | 柿原優子          | 高橋亨              | 中西伸彰                                | 藤田真弓 菅原美智代 永田文宏 山﨑輝彦 波良礼                                                                                               | 濱田邦彦 今村大樹 |       |       |       |       |       |       |       |       |       |       |       |       |       |       |       |       |       |       |
| 第四首                  | たかさごの                         | 柿原優子          | 細川ヒデキ          | 細川ヒデキ                              | 片山みゆき | 濱田邦彦          |       |       |       |       |       |       |       |       |       |       |       |       |       |       |       |       |       |       |
| 第五首                  | あまのかぐやま                     | 柿原優子          | いしづかあつこ      | 香月邦夫                                | 香月邦夫 岡郁美 | 濱田邦彦          |       |       |       |       |       |       |       |       |       |       |       |       |       |       |       |       |       |       |
| 第六首                  | にしきなりけり                     | 柿原優子          | 吉川博明            | 高橋亨                                  | 西川千尋 原科大樹 北村友幸 森下勇輝 | 濱田邦彦          |       |       |       |       |       |       |       |       |       |       |       |       |       |       |       |       |       |       |
| 第七首                  | あらしふく                         | 千葉美鈴          | 青山弘              | 中村近世                                | 門智昭 小林ゆかり 五十子忍 島崎望 川口弘明                                                                                                 | 濱田邦彦 今村大樹 |       |       |       |       |       |       |       |       |       |       |       |       |       |       |       |       |       |       |
| 第八首                  | これやこの                         | 千葉美鈴          | 坂田純一            | 中野彰子                                | 中野彰子 阿部純子 Jung Jin-wook | 濱田邦彦 今村大樹 |       |       |       |       |       |       |       |       |       |       |       |       |       |       |       |       |       |       |
| 第九首                  | くだけてものをおもふころかな       | 柿原優子          | 渡邉こと乃          | 北川朋哉                                | 片山みゆき 岡郁美 加藤明日美 | 濱田邦彦 今村大樹 |       |       |       |       |       |       |       |       |       |       |       |       |       |       |       |       |       |       |
| 第十首                  | さねかづら                         | 柿原優子          | いしづかあつこ      | 細川ヒデキ                              | 西川千尋 原科大樹 北村友幸 満若たかよ 森下勇輝 村谷貴志 濱田邦彦 今村大樹                                                                  | 濱田邦彦 今村大樹 |       |       |       |       |       |       |       |       |       |       |       |       |       |       |       |       |       |       |
| 第十一首                | きりたちのぼる あきのゆふぐれ      | 千葉美鈴          | 佐山聖子            | 中西伸彰                                | 寿門堂 | 濱田邦彦 今村大樹 |       |       |       |       |       |       |       |       |       |       |       |       |       |       |       |       |       |       |
| 第十二首                | はなさそふあらしのにはのゆきならで | 柿原優子          | 吉川博明            | 香月邦夫 渡邉こと乃 Kim Min-sun         | 北尾勝 阿部純子 岡郁美 香月邦夫 Kim Eun-sun Lee Bang-won                                                                                   | 濱田邦彦 今村大樹 |       |       |       |       |       |       |       |       |       |       |       |       |       |       |       |       |       |       |
| 第十三首                | ふりゆくものはわがみなりけり       | 柿原優子          | 青山弘              | 中村近世 山城智恵                       | 門智昭 小林ゆかり 五十子忍 Lee Boo-hee Song Jin-hee Lee Bang-won Seo Soon-young                                                            | 濱田邦彦 今村大樹 |       |       |       |       |       |       |       |       |       |       |       |       |       |       |       |       |       |       |
| 第十四首                | あひみての                         | 柿原優子          | 高橋亨 Park Jae ik  | 高橋亨 Park Jae ik                      | 片山みゆき 北尾勝 岡郁美 森下勇輝 加藤明日美 Yu Seung hee Park Myong hwan Min Hyeon Sook                                                   | 濱田邦彦 今村大樹 |       |       |       |       |       |       |       |       |       |       |       |       |       |       |       |       |       |       |
| 第十五首                | ながれもあへぬ もみぢなりけり      | 千葉美鈴          | 吉川博明            | 山城智恵 中野彰子                       | Won Chang hee Joung Eun joung Kwon Oh sik Hwang Il-jin Song Jin-hee Lee Bang-won Seo Soon-young                                            | 濱田邦彦 今村大樹 |       |       |       |       |       |       |       |       |       |       |       |       |       |       |       |       |       |       |
| 第十五、五首            | いまひとたびの（総集編）           | 柿原優子 千葉美鈴 | 渡邉こと乃          | 渡邉こと乃                              | 今村大樹 | -                 |       |       |       |       |       |       |       |       |       |       |       |       |       |       |       |       |       |       |
| 第十六首                | ぬさもとりあへずたむけやま         | 千葉美鈴          | 北川朋哉            | 北川朋哉 中野彰子                       | 西川千尋 阿部純子 森下勇輝 Jung Jin-yeong Jang Sang-mi Lee Bang-won Kim Un-sun Seo Sun-young                                               | 濱田邦彦 今村大樹 |       |       |       |       |       |       |       |       |       |       |       |       |       |       |       |       |       |       |
| 第十七首                | わがころもではつゆにぬれつつ       | 柿原優子          | 竹内浩志            | 金承德                                  | 菊池政芳 菅原美智代 海保仁美 畠山元 寿門堂                                                                                                 | 濱田邦彦 今村大樹 |       |       |       |       |       |       |       |       |       |       |       |       |       |       |       |       |       |       |
| 第十八首                | あらざらむ                         | 柿原優子          | 吉川博明            | Kim Min-sun Kim Sang-yeop 松村政輝      | Hwang Il-jin Kim Eun-sun Lee Bang-won Lee Min-Bae                                                                                          | 濱田邦彦 今村大樹 |       |       |       |       |       |       |       |       |       |       |       |       |       |       |       |       |       |       |
| 第十九首                | みをつくしてや                     | 千葉美鈴          | 川尻善昭            | 香月邦夫 渡邉こと乃 THE SUN             | 片山みゆき 岡郁美 阿部純子 香月邦夫 THE SUN                                                                                                | 濱田邦彦          |       |       |       |       |       |       |       |       |       |       |       |       |       |       |       |       |       |       |
| 第二十首                | なにしおはば                       | 柿原優子          | 芦野芳晴            | 細川ヒデキ 米田光宏                     | 北尾勝 福士真由美 吉岡勝 阿部純子 Woo Jinu Lee Bang-won Kim Bog-yeong Hwang Il-jim Lee Min-Bae Kim Yu-seon Lim Ji-hyeon                    | 濱田邦彦          |       |       |       |       |       |       |       |       |       |       |       |       |       |       |       |       |       |       |
| 第二十一首              | ひともをし                         | 千葉美鈴          | 高橋亨 細川ヒデキ   | 高橋亨 松村政輝 Kim Sang-yeop           | 西川千尋 森下勇輝 満若たかよ Lee Min-Bae Hwang Il-jin Lee Bang-won Kim Bog-yeong HANIL GAON                                                | 濱田邦彦          |       |       |       |       |       |       |       |       |       |       |       |       |       |       |       |       |       |       |
| 第二十二首              | ながめせしまに                     | 柿原優子          | 渡邉こと乃          | 板庇迪                                  | Kwon Oh sik Choi byung hee Ahn Hyo jeong Lim Keun soo                                                                                      | 濱田邦彦          |       |       |       |       |       |       |       |       |       |       |       |       |       |       |       |       |       |       |
| 第二十三首              | わたるふなびとかぢをたえ           | 柿原優子          | 竹内浩志            | 山城智恵 北川朋哉                       | 北尾勝 阿部純子 岡郁美 Yu Seung-Hee Park Myong-hwan Lee Kwan-Woo Kim Bong-Duck                                                             | 濱田邦彦 今村大樹 |       |       |       |       |       |       |       |       |       |       |       |       |       |       |       |       |       |       |
| 第二十四首              | かぜをいたみ                       | 柿原優子          | 千明孝一 渡邉こと乃 | 細川ヒデキ 渡邉こと乃 香月邦夫 松村政輝 | 片山みゆき 西川千尋 香月邦夫 森下勇輝 吉岡勝 阿部純子 北尾勝 Hwang Il-jin Kim Yu-seon Lim Ji-hyeon Jang Yeong-seon Jeong Jin-yeong Kim San | 濱田邦彦 今村大樹 |       |       |       |       |       |       |       |       |       |       |       |       |       |       |       |       |       |       |

### 放送局
| 放送期間                      | 放送時間                     | 放送局       | 対象地域   | 備考                      |
| ----------------------------- | ---------------------------- | ------------ | ---------- | ------------------------- |
| 2011年10月4日 - 2012年3月28日 | 水曜 0:59 - 1:29（火曜深夜） | 日本テレビ   | 関東広域圏 | 製作参加                  |
| 2011年10月11日 - 2012年4月4日 | 水曜 2:04 - 2:34（火曜深夜） | 福岡放送     | 福岡県     |                           |
| 2012年1月9日 - 6月26日        | 火曜 3:23 - 3:53（月曜深夜） | 読売テレビ   | 近畿広域圏 | 『MANPA』第4部            |
| 2012年2月8日 - 7月25日        | 水曜 1:34 - 2:04（火曜深夜） | 広島テレビ   | 広島県     |                           |
| 2012年2月21日 - 8月14日       | 火曜 22:30 - 23:00           | 日テレプラス | 日本全域   | CS放送 / リピート放送あり |

| 配信期間                      | 配信時間        | 配信サイト |
| ----------------------------- | --------------- | ---------- |
| 2011年10月7日 - 2012年3月30日 | 金曜 0:00 更新  | GYAO!      |
|                               | 金曜 15:00 更新 | ShowTime   |

| 放送期間                | 放送時間                     | 放送局       | 対象地域   | 備考                      |
| ----------------------- | ---------------------------- | ------------ | ---------- | ------------------------- |
| 2013年1月12日 - 6月29日 | 土曜 1:53 - 2:23（金曜更新） | 日本テレビ   | 関東広域圏 | 製作参加                  |
| 2013年1月22日 - 7月9日  | 火曜 2:28 - 2:58（月曜深夜） | 読売テレビ   | 近畿広域圏 | 『MANPA』第2部            |
| 2013年2月9日 - 8月4日   | 土曜 2:30 - 3:00             | 日テレプラス | 日本全域   | CS放送 / リピート放送あり |

インターネットでは最速放送後に日テレオンデマンドにて更新。
| 放送期間                | 放送時間                     | 放送局     | 対象地域   | 備考             |
| ----------------------- | ---------------------------- | ---------- | ---------- | ---------------- |
| 2018年1月10日 - 3月28日 | 木曜 1:59 - 2:29（水曜深夜） | 日本テレビ | 関東広域圏 | 『AnichU』後半枠 |

| 放送期間                       | 放送時間                      | 放送局         | 対象地域   | 備考                        |
| ------------------------------ | ----------------------------- | -------------- | ---------- | --------------------------- |
| 2019年10月23日 - 2020年3月25日 | 水曜 1:29 - 1:59 （火曜深夜） | 日本テレビ     | 関東広域圏 | 製作参加 / 『AnichU』前半枠 |
| 2019年11月1日 -                | 金曜 2:10 - 2:40（木曜深夜）  | 福岡放送       | 福岡県     | [ 70 ]                      |
| 2019年11月2日 -                | 土曜 1:30 - 2:00（金曜深夜）  | 福井放送       | 福井県     | 製作参加                    |
| 2019年11月10日 -               | 日曜 2:20 - 2:50（土曜深夜）  | 福島中央テレビ | 福島県     |                             |
| 2019年11月15日 -               | 金曜 1:30 - 2:00（木曜深夜）  | 日テレプラス   | 日本全域   | CS放送                      |
| 2019年11月29日 - 2020年5月22日 | 金曜 1:44 - 2:14（木曜深夜）  | テレビ信州     | 長野県     |                             |

### 特別番組
2013年8月1日 木曜 17時 - 18時に、BSスカパー！ にて『日テレプラス presents アニメ『ちはやふる2』超豪華！ 人気声優大集合!! 瑞沢かるた部夏合宿！ 苦しい時の右下段SP!』が放送された。

### Webラジオ
- タイトル：瀬戸麻沙美と茅野愛衣の「ちはやふる〜浜松町かるた部〜」
- 放送局：超！A&G+、音泉
- パーソナリティ：瀬戸麻沙美、茅野愛衣

### 関連商品

#### Blu-ray / DVD
| 巻 | 発売日         | 収録話                  | 規格品番   | 規格品番   | 規格品番 |
| 巻 | 発売日         | 収録話                  | Blu-ray    | DVD        |          |
| -- | -------------- | ----------------------- | ---------- | ---------- | -------- |
| 1  | 2011年12月21日 | 第一首 - 第三首         | VPXY-71175 | VPBY-13621 |          |
| 2  | 2012年1月18日  | 第四首 - 第六首         | VPXY-71176 | VPBY-13622 |          |
| 3  | 2012年2月22日  | 第七首 - 第九首         | VPXY-71177 | VPBY-13623 |          |
| 4  | 2012年3月21日  | 第十首 - 第十二首       | VPXY-71178 | VPBY-13624 |          |
| 5  | 2012年4月18日  | 第十三首 - 第十五首     | VPXY-71179 | VPBY-13625 |          |
| 6  | 2012年5月23日  | 第十六首 - 第十八首     | VPXY-71180 | VPBY-13626 |          |
| 7  | 2012年6月20日  | 第十九首 - 第二十一首   | VPXY-71181 | VPBY-13627 |          |
| 8  | 2012年7月18日  | 第二十二首 - 第二十三首 | VPXY-71182 | VPBY-13628 |          |
| 9  | 2012年8月22日  | 第二十四首 - 第二十五首 | VPXY-71183 | VPBY-13629 |          |

| 巻 | 発売日        | 収録話                | 規格品番   | 規格品番   | 規格品番 |
| 巻 | 発売日        | 収録話                | Blu-ray    | DVD        |          |
| -- | ------------- | --------------------- | ---------- | ---------- | -------- |
| 上 | 2013年5月22日 | 第一首 - 第十二首     | VPXY-71966 | VPBY-10910 |          |
| 下 | 2013年9月18日 | 第十三首 - 第二十五首 | VPXY-71967 | VPBY-10911 |          |

| 巻 | 発売日         | 収録話                | 規格品番  | 規格品番  | 規格品番 |
| 巻 | 発売日         | 収録話                | Blu-ray   | DVD       |          |
| -- | -------------- | --------------------- | --------- | --------- | -------- |
| 上 | 2019年12月25日 | 第一首 - 第十二首     | TCBD-0872 | TCED-4591 |          |
| 下 | 2020年3月25日  | 第十三首 - 第二十四首 | TCBD-0873 | TCED-4592 |          |

#### CD
| 発売日        | タイトル                                                           | 規格品番   |
| ------------- | ------------------------------------------------------------------ | ---------- |
| 2012年1月18日 | ちはやふる オリジナル・サウンドトラック&キャラクターソング集 第1首 | VPCG-84916 |
| 2012年3月28日 | ちはやふる オリジナル・サウンドトラック&キャラクターソング集 第2首 | VPCG-84917 |
| 2013年3月20日 | ちはやふる2 オリジナル・サウンドトラック                           | VPCG-84939 |

#### 音楽配信
- ちはやふる Limited Single（2012年2月22日配信、iTunes限定）

| 日本テレビ 水曜 0:59 - 1:29（火曜深夜）                                | 日本テレビ 水曜 0:59 - 1:29（火曜深夜） | 日本テレビ 水曜 0:59 - 1:29（火曜深夜）                 |
| 前番組                                                                 | 番組名                                  | 次番組                                                  |
| ---------------------------------------------------------------------- | --------------------------------------- | ------------------------------------------------------- |
| 逆境無頼カイジ 破戒録篇                                                | ちはやふる 【ここまでアニメ枠】         | SKE48のマジカル・ラジオ2 【ここからバラエティ枠】       |
| 日本テレビ 土曜 1:53 - 2:23（金曜深夜）→土曜 1:58 - 2:28（金曜深夜）   |                                         |                                                         |
| 東野・岡村の旅猿2 プライベートでごめんなさい… 【ここまでバラエティ枠】 | ちはやふる2 【ここからアニメ枠】        | ガッチャマン クラウズ                                   |
| 日本テレビ AnichU                                                      |                                         |                                                         |
| トライナイツ                                                           | ちはやふる3 【ここまで『AnichU』第1部】 | HUNTER×HUNTER（第2作）（再放送） 【30分繰り上げて継続】 |

## 映画
監督は小泉徳宏。2部作として『ちはやふる -上の句-』が2016年3月19日、『ちはやふる -下の句-』が同年4月29日に公開され、その後完結編として『ちはやふる -結び-』が2018年3月17日に公開された。
映画版から10年後の世界を描く連続ドラマ『ちはやふる-めぐり-』が2025年7月期に日本テレビで放送される（「#テレビドラマ」参照）。

### 製作
2015年4月、実写映画化されることが発表された。同年7月19日に滋賀県の近江神宮で撮影現場取材会が行われ、主演の広瀬がエクステを付けてのロングヘアと劇中衣装のはかま姿で登場した。
2016年4月29日、『下の句』の初日舞台挨拶において、続編製作決定がサプライズ発表された。また、プロデューサーの北島直明が「キャストの年齢の問題もあるので完結編として作るつもり」とコメントした。
2017年2月12日に香川県で開催された「さぬき映画祭2017」の舞台挨拶において、続編が同年春にクランクインすることが発表された。また、小泉監督が「前作から2年が経ち、高校3年生という設定にする」とコメントした。タイトルは『ちはやふる -結び-』に決定し、5月7日、クランクイン。
『ちはやふる -結び-』のスペシャルエピソード「ちはやふる -繋ぐ-」が、2018年2月20日よりHuluで先行配信される。
また2018年には、日本テレビ系列の『金曜ロードSHOW!』で、3月9日に『上の句』、同月16日に『下の句』が、それぞれ地上波初放送された。

### キャスト
- 綾瀬千早：広瀬すず
- 真島太一：野村周平
- 綿谷新：新田真剣佑[注 23]
- 大江奏：上白石萌音
- 西田優征：矢本悠馬
- 駒野勉：森永悠希
- 須藤暁人：清水尋也
- 木梨浩：坂口涼太郎
- 若宮詩暢：松岡茉優
- 宮内妙子：松田美由紀
- 原田秀雄：國村隼
- 綿谷始：津嘉山正種

上の句
- 綾瀬千歳：広瀬アリス[注 24]

結び
- 花野菫：優希美青
- 我妻伊織：清原果耶[注 25]
- 筑波秋博：佐野勇斗（M!LK）
- 周防久志：賀来賢人
- 伊勢大二郎：志賀廣太郎
- 天野ひろゆき

### スタッフ（映画）
上の句・下の句 
- 原作：末次由紀『ちはやふる』（講談社「BE・LOVE」連載）
- 監督・脚本：小泉徳宏
- 音楽：横山克
- 主題歌：Perfume「FLASH」[88][注 26]（UNIVERSAL MUSIC）
- 製作：中山良夫、市川南、鈴木伸育、加太孝明、藪下維也、石川豊、弓矢政法、髙橋誠、宮本直人
- ゼネラルプロデューサー：奥田誠治
- エグゼクティブプロデューサー：門屋大輔、安藤親広
- 企画・プロデュース：北島直明
- プロデューサー：巣立恭平
- 撮影：柳田裕男
- 照明：宮尾康史
- 美術：五辻圭
- 録音：小松崎永行
- 編集：穂垣順之助
- サウンドデザイン：大河原将
- 装飾：龍田哲児
- VFXプロデューサー：赤羽智史
- スタイリスト：新崎みのり
- ヘアメイクディレクション：古久保英人
- ヘアメイク：内田香織
- アニメーションディレクター：ファンタジスタ歌麿呂
- スクリプター：本図木綿子
- 助監督：権徹
- 制作担当：雲井成和
- ラインプロデューサー：齋藤悠二
- 協力：一般社団法人全日本かるた協会
- 配給：東宝
- 制作プロダクション：ROBOT
- 企画・製作幹事：日本テレビ放送網
- 製作：映画「ちはやふる」製作委員会（日本テレビ放送網、東宝、講談社、ROBOT、読売テレビ放送、電通、ジェイアール東日本企画、KDDI、GYAO、札幌テレビ放送、宮城テレビ放送、静岡第一テレビ、中京テレビ放送、広島テレビ放送、福岡放送、福井放送）

 結び 
- 原作：末次由紀『ちはやふる』（講談社「BE・LOVE」連載）
- 監督・脚本：小泉徳宏
- 音楽：横山克
- 主題歌：Perfume「無限未来」（UNIVERSAL MUSIC）
- 製作：今村司、市川南、加太孝明、古川公平、谷和男、永井聖士、弓矢政法、出來由紀子、髙橋誠、荒波修
- エグゼクティブプロデューサー：伊藤響、安藤親広
- 企画・プロデュース：北島直明
- プロデューサー：巣立恭平
- 撮影：柳田裕男
- 照明：宮尾康史
- 美術：五辻圭
- 録音：竹内久史
- サウンドデザイン：大河原将
- 装飾：折戸美由紀
- VFXプロデューサー：赤羽智史
- アニメーションディレクター：シシヤマザキ、畳谷哲也
- スタイリスト：新崎みのり
- ヘアメイクディレクション：古久保英人
- ヘアメイク：植木歩
- キャスティング：緒方慶子
- スクリプター：本図木綿子
- 監督補：吉田和弘
- 助監督：権徹
- 制作担当：伊達真人
- プロデューサー補：佐藤譲
- 協力：一般社団法人全日本かるた協会
- 配給：東宝
- 制作プロダクション：ROBOT
- 企画・製作幹事：日本テレビ放送網
- 製作：2018映画「ちはやふる」製作委員会（日本テレビ放送網、東宝、講談社、ROBOT、読売テレビ放送、電通、ジェイアール東日本企画、フォスター・プラス、KDDI、GYAO、札幌テレビ放送、宮城テレビ放送、静岡第一テレビ、中京テレビ放送、広島テレビ放送、福岡放送、福井放送）

### 受賞歴
- 第8回TAMA映画賞（2016年）[89]
  - 最優新進監督賞（小泉徳宏、『ちはやふる -上の句-』『ちはやふる -下の句-』に対して）
  - 最優秀新進女優賞（松岡茉優、『ちはやふる -下の句-』『猫なんか呼んでも来ない。』に対して）
- 第40回山路ふみ子映画賞[90]
  - 山路ふみ子新人女優賞（松岡茉優、『ちはやふる -下の句-』『猫なんか呼んでも来ない。』に対して）
- 第7回ロケーションジャパン大賞（2017年）[91]
  - グランプリ（ロケ地となった大津市とともに受賞）
- 第40回日本アカデミー賞[92]
  - 優秀主演女優賞（広瀬すず）
  - 新人俳優賞（真剣佑）
- 第10回TAMA映画賞[93]
  - 最優秀女優賞（松岡茉優、『勝手にふるえてろ』『万引き家族』『ちはやふる -結び-』『blank13』に対して）
- 第40回ヨコハマ映画祭[94][95]
  - 助演女優賞（松岡茉優、『万引き家族』『ちはやふる -結び-』『blank13』に対して）
- 第61回ブルーリボン賞[96]
  - 助演女優賞（松岡茉優、『万引き家族』『ちはやふる -結び-』に対して）
- 第26回日本映画プロフェッショナル大賞
  - 新進女優賞（『溺れるナイフ』『ちはやふる−上の句−』『ちはやふる−下の句−』に対して）[97][98]

### テレビ放送
| 回数 | テレビ局   | 番組名（放送枠名） | 放送日        | 放映作品 | 放送時間      | 放送分数 | 視聴率 | 備考 |
| ---- | ---------- | ------------------ | ------------- | -------- | ------------- | -------- | ------ | --- |
| 1    | 日本テレビ | 金曜ロードSHOW!    | 2018年3月9日  | 上の句   | 21:00 - 22:54 | 114分    | 9.1%   | 広瀬すず、野村周平、新田真剣佑、岩本乃蒼 (日本テレビアナウンサー)による生コメンタリー(副音声)が放送、 Twitter配信された。 |
| 1    | 日本テレビ | 金曜ロードSHOW!    | 2018年3月16日 | 下の句   | 21:00 - 22:54 | 114分    | 6.3%   | 広瀬すず、野村周平、新田真剣佑、松岡茉優、天野ひろゆき(キャイ〜ン)による生コメンタリー(副音声)が放送、Twitter配信された。 |
| 2    | 日本テレビ | 金曜ロードSHOW!    | 2019年3月29日 | 結び     | 21:15 - 23:09 | 114分    | 6.3%   | |
| 3    | 日本テレビ | -                  | 2020年3月22日 | 結び     | 15:00 - 16:55 | 115分    | 3.7%   | 当初プロ野球中継「巨人×横浜DeNA」(東京ドーム)を放送予定だったが、新型コロナウイルス感染拡大防止の観点からプロ野球開幕延期が決定されたのに伴い中止となったため、代替番組として編成。関東ほか一部地域にローカルセールス編成で放送。 |

- 視聴率はビデオリサーチ調べ、関東地区・世帯・リアルタイム。
- 『上の句』は2019年3月19日、『下の句』は同年同月26日に、それぞれ『結び』放送の宣伝を兼ねて、同局の深夜映画番組『映画天国』で再放送された（双方とも1時59分 - 3時59分）[102]。

## テレビドラマ
広瀬すず主演の映画版（#映画参照）から10年後の世界を描く連続ドラマ『ちはやふる-めぐり-』が、2025年7月9日から日本テレビで放送中。主演は當真あみ。

### キャスト（テレビドラマ）

#### 主要人物
藍沢めぐる（あいざわ めぐる）
演 - 當真あみ（幼少期：井上明香里）
梅園高校2年生。競技かるた部の幽霊部員。放課後はピザ屋「PIZZA GAP」や飲食店などでアルバイトをしており、その後は学習塾に通い、アルバイトの隙間時間にはスマホアプリで積立投資をするなど何事をタイパを重視している。
競技かるた部には内申点に有利であるという理由のみで在籍していたことから1度も部活に出たことがない入部当初からの幽霊部員であったが、アルバイト中に人数合わせで3年生の引退試合に駆り出される。だが、タイパが悪いという理由で試合後に退部届を出そうとするが、文化祭で行われた競技かるたの実演会で凪と再会し、彼女との対戦で競技かるたに少し自信をつけ、一旦退部届を取り下げる。
中学受験に失敗したとき、両親が自身の中学受験にかかった費用や時間が無駄になってしまったという会話を聞いたことで、青春をしてはいけないと後悔し、かるた部に入部することを拒んでいたが、草太の試合を見たことでかるた部に入部することを決める。

大江奏（おおえ かなで）〈25〉
演 - 上白石萌音
梅園高校の古文非常勤講師で、競技かるた部顧問。京都で研究職に就く予定であったが、空きがなかったため、梅園に拾ってもらった。
島が育休から復帰したため、臨時顧問としての契約が終了し、めぐるたちが3学年になってからは競技かるた部のコーチとなる。だが、中西から京都で専任読手になるよう誘われ、めぐるたちの想いを受けて京都へ行くこととなる。

#### 梅園高校
白野風希（しらの ふうき）
演 - 齋藤潤
高校2年生。アマチュアボクサー。5歳のころからボクシングを始め、中学では無敗だったが、怪我の影響でここ最近は連敗が続き休養していた。
文化祭でめぐるたちの対戦を見たことがきっかけで、怪我が治るまで反射神経を鍛えたいという理由で、真人から了承を得たうえで、競技かるた部に入部をする。しかし、とっくに怪我は完治しており、ボクシングを続けることを迷っているとめぐるに打ち明ける。

与野草太（よの そうた）
演 - 山時聡真
競技かるた部では風希やめぐるが入ってくるまで唯一の部員であった。高校2年生。かるたが何より大好き。

村田千江莉（むらた ちえり）
演 - 嵐莉菜
高校2年生。子供のころから野球一筋で、幼馴染の優樹とバッテリーを組んで甲子園を目指していたが、監督からレギュラーになれる実力を持つ優樹が千江莉以外の部員とはバッテリーを組まないことを聞かされたため、優樹をレギュラーにするために彼に内緒で退部していた。
その後、競技かるた部に入部する。

奥山春馬（おくやま はるま）
演 - 高村佳偉人
高校2年生。両親ともに一流プレイヤーのかるた一家に生まれた。自分より優秀な弟の翔にコンプレックスを抱いている。C級の実力でかるた会にも所属しているが、試合になるとなぜかめまいがしてしまうという。めぐるや草太からは「春まん」と呼ばれている。
千江莉とともに野球部を辞め、競技かるた部に入部する。前述の弱点からマネージャーや読手を担当している。

八雲力（やくも ちから）
演 - 坂元愛登
めぐるが3学年の時に入学してくる新入生。かるたには興味がなく、袴が着たいという理由で競技かるた部に入部する。マイペースであると思われていたが、競技かるたではかるた会にも所属するA級の実力である。千江莉たちからは「ヤックモック」と呼ばれている。

#### 瑞沢高校競技かるた部
綾瀬千早（あやせ ちはや）〈25〉
演 - 広瀬すず
競技かるた部卒業生。現部顧問。現在はインドでかるたを子供たちに教えている。

月浦凪（つきうら なぎ）
演 - 原菜乃華（幼少期：浅田芭路）
高校2年生。ピンク髪が特徴的。めぐるとは小学校時代の同級生で、とある因縁がある。
梅園高校の文化祭でかるた部を訪れ、実演会での3対3で、狐の面で顔を隠しためぐると対戦し、かるたクイーンを目指していることを宣言する。その後、C級の個人戦で草太に勝利し、B級に昇格する。

折江懸心（おりえ けんしん）
演 - 藤原大祐
高校2年生。全国大会では個人戦で優勝するなど、高校生ナンバーワンの実力の持ち主。
めぐるが急遽参戦した試合の対戦相手で、その後、学習塾の帰りに再会すると、かるたの世界に誘う。

篠原陽介（しのはら ようすけ）
演 - 石川雷蔵
高校2年生。B級の実力で、体格を生かしたダイナミックな取りが武器。

吉野音（よしの おと）
演 - 瀬戸琴楓
高校2年生。A級の実力で、瑞沢ナンバー2の実力者。

庭野康太（にわの こうた）
演 - 髙橋佑大朗
高校1年生。B級の実力だが、1年で唯一レギュラー入りする。

#### 北央学園競技かるた部
奥山翔（おくやま しょう）
演 - 大西利空
部長で主将。高校2年生、春馬の双子の弟。A級の実力であるため、C級の実力である春馬を恥じており、彼が兄弟であることを隠そうとしている。

黒田嵐（くろだ あらし）
演 - 橘優輝
高校2年生。司馬遼太郎の大ファン。

久本亘（ひさもと わたる）
演 - 藤枝喜輝
高校2年生。頭に巻いたタオルがトレードマーク。

有馬仁志（ありま ひとし）
演 - 大友一生
高校2年生。関西人。

柊伊吹（ひいらぎ いぶき）
演 - 漆山拓実
高校2年生。筋トレマニア。

木梨浩（きなし ひろ）
演 - 坂口涼太郎
「ヒョロくん」と呼ばれたOB。部員たちからは「ヒョロ先輩」と呼ばれており、現在でもOBたちでローテーションを組んで現役生の指導に励んでいる。

#### 藍沢家
藍沢塔子（あいざわ とうこ）
演 - 内田有紀（特別出演）
めぐるの母親。ウェディングプランナーとして忙しく働く、一家の大黒柱。
めぐるがかるた部に入部していることは知らず、塾の合宿に行っていると嘘をつかれたため、北沢高校との強化合宿に行っていためぐるを連れ戻す。受験に備えるために武蔵野大会でめぐるに競技かるた部を辞めさせようとするが、自室でかるたの練習に勤しむめぐるを見たことや、駆からめぐるが「FIREするのはめぐるではなく両親であり、自分が遅らせた両親の人生計画を自分が取り戻す」と言っていたことを聞かされ、めぐるたちの試合を進と見に行く。そして、奏の言葉から自分たちの言葉がきっかけでめぐるを迷わせていたことに気づき、彼女の試合を見たことで退部を撤回させる。

藍沢進（あいざわ すすむ）
演 - 要潤
めぐるの父親。元々は料理人だったが、コロナ禍で仕事をやめた。今は主夫として家族を支えながら料理系インフルエンサーとして活躍する。

藍沢駆（あいざわ かける）
演 - 榎本司
めぐるの弟で中高一貫校に通っている中学2年生。姉想いな弟。

#### 瑞沢高校かるた部卒業生
西田優征（にしだ ゆうせい）
演 - 矢本悠馬
かるた会「府中夕霧会」の会長で、お好み焼き「にしだ」店長。あだ名は「肉まんくん」。

駒野勉（こまの つとむ）
演 - 森永悠希
現在は薬剤師。実家の「こまの薬局」を継いでいる。

真島太一（ましま たいち）
演 - 野村周平
現在は研修医。

筑波秋博（つくば あきひろ）
演 - 佐野勇斗
奏と千早たちの2年後輩。

花野菫（はなの すみれ）
演 - 優希美青
奏と千早たちの2年後輩。

#### 周辺人物
白野真人
演 - 高橋努
風希の父親。「白野ボクシングジム」を経営。めぐるのことは株や投資を教えてもらったため「師匠」と呼んでいる。

島強
演 - 波岡一喜
梅園高校の教諭。古文担当。めぐるたちが2学年の時に育児休暇から復帰し、彼女たちが3学年の時から奏に代わって競技かるた部を請け負うこととなる。

梅園高校校長
演 - 髙嶋政宏（特別出演）

中西泉（なかにし いずみ）
演 - 富田靖子
競技かるたの専任読手で、古典文学研究の第一人者。「にしだ」の常連客で、西田からは「イズミン」と呼ばれている。

綿谷新（わたや あらた）
演 - 新田真剣佑
現かるた名人。

#### ゲスト

##### 第1話
平沼、森口
演 - 佐竹桃華、火ノ口紗彩
梅園高校かるた部の先輩。

読手
声 - 木本景子（第7話）

中谷店長、近藤、飯沼
演 - 金子鈴幸（第3話）、平岡亮、光嶌なづな
めぐるのバイト先のピザ屋「PIZZA GAP」のスタッフ。

佐々木、山下
演 - 酒井大地、出口真帆
めぐるのクラスメイト。

田崎店長
演 - 竹田茂生（第3話）
めぐるのバイト先の飲食店の店長。

##### 第2話
永島優樹
演 - 山崎雄大（第3話・第6話・第7話）
梅園高校野球部員。千江莉の幼馴染。

白野早苗、白野勝希、白野将希、白野七望（しらの ななみ）
演 - 稲村優奈、佐藤元太、浅沼音、灘山翠
風希の母親と弟ふたりと妹。

読手
演 - 並河辰樹
第十六回 競技かるた西多摩大会 C級。

##### 第3話
子供たち
演 - 高取青依良（役名：アヤカ）、河野新、小松ヨキ（役名：レオ）
かるた会「府中夕霧会」の子供たち。

興津
演 - 宮下咲（第6話）
お好み焼き「にしだ」店員。

会員
演 - 楠木早紀（第5話）
かるた会「府中夕霧会」会員。

##### 第5話
アドレ女学院かるた部
演 - 鳴海唯（顧問）、涼井菜生（徳田彩、第7話）、鈴原すず（伏見結紀子、第7話）、工藤莉奈（大岩楓、第7話）、笠井日向（八代来実、第7話）、鈴川琴音（砂川凛花、第7話）
第37回 小倉百人一首競技かるた 武蔵野大会 高校生団体戦初戦で梅園高校かるた部と対戦する。
- 岡本茉優

##### 第6話
新入生
演 - 足川結珠（寺井、第7話）、中田昊成（柴田、第7話）、川島夕空（入江、第7話）、前出燿志（宮森、第7話）、岡島遼太郎（第7話）
瑞沢高校競技かるた部新入生。

三橋
演 - 藤田ハル（第7話）
瑞沢高校競技かるた部に密着取材するディレクター。

読手
演 - 神保貴史
第51回 東京久重会大会の読手。
- 山口輝

##### 第7話
ナレーター
声 - 佐藤真知子（日本テレビアナウンサー）
瑞沢高校競技かるた部に密着したテレビの特集のナレーション。

審判員、読手、司会
演 - 橘あんり、東村麻古、西田好幸
第46回 全国高等学校 小倉百人一首かるた選手権大会 東京都予選。

子供たち
演 - 泉山優心、一ノ瀬すばる、草竹緒、白山芽衣
かるたクイーンの千早が教える競技かるた体験会に参加した子供たち。
- 五味朋子、牧山龍和

### スタッフ（テレビドラマ）
- 原作 - 末次由紀『ちはやふる』（講談社「BE・LOVE」所載）
- ショーランナー・脚本 - 小泉徳宏[103]
- 監督 - 藤田直哉、本田大介、松本千晶、吉田和弘[103]
- 脚本 - 小坂志宝、本田大介、松本千晶、金子鈴幸[103]
- 脚本協力 - モノガタリラボ[103]
- 音楽 - 横山克[103]
- 主題歌 - Perfume「巡ループ」（UNIVERSAL MUSIC LLC）[141]
- プロデューサー - 榊原真由子、巣立恭平、中村薫、平田光一[103]
- 企画・プロデューサー - 北島直明[103]
- チーフプロデューサー - 松本京子[103]
- 制作協力 - ROBOT、ウインズモーメント[103]
- 製作著作 - 日本テレビ[103]

### 放送日程
| 各話                                                                     | 放送日  | サブタイトル                                                | ラテ欄                                                             | 脚本                       | 監督     | 視聴率 |
| ------------------------------------------------------------------------ | ------- | ----------------------------------------------------------- | ------------------------------------------------------------------ | -------------------------- | -------- | ------ |
| 第一首                                                                   | 7月09日 | 「めぐりあひて」泣けるほど熱い 青春が始まる                 | 泣けるほど熱いかるたの青春、開幕― 運命を変える出会い               | 小泉徳宏 小坂志宝          | 藤田直哉 | 5.2%   |
| 第二首                                                                   | 7月16日 | 「しらつゆに」青春は贅沢… 居場所ない高校生たち              | 青春は、諦めた― 居場所のない高校生へ10年越しの宝物                 | 小泉徳宏 松本千晶          | 藤田直哉 | 4.3%   |
| 第三首                                                                   | 7月23日 | 「いまはただ」かるた部本格始動! かつての仲間が立ちはだかる… | 遂にかるた部始動 立ちはだかる高い壁は昔の仲間!?                    | 小泉徳宏 本田大介          | 本田大介 | 4.2%   |
| 第四首                                                                   | 7月30日 | 「おくやまに」秋合宿で大波乱! 嘘が原因でトラブル連発!?      | 嘘が原因でトラブル連発!? かるた合宿大波乱!更に親子関係崩壊の危機   | 小泉徳宏 小坂志宝          | 松本千晶 | 4.1%   |
| 第五首                                                                   | 8月06日 | 「おおえやま」すれ違う親子の想い ―最後の試合                | 親子のすれ違う想いはどうなる? 最後の戦いに挑む娘に涙…              | 小泉徳宏 松本千晶          | 本田大介 | 2.7%   |
| 第六首                                                                   | 8月13日 | 「たちわかれ」新学年スタート! 恩師と涙の別れ                | 嵐を呼ぶ新入生登場! 高校最後の波乱の一年が始まる… 恩師との別れに涙 | 小泉徳宏 本田大介 小坂志宝 | 藤田直哉 | 3.3%   |
| 第七首                                                                   | 8月20日 | 「せをはやみ」高校ラストの大会で 名人登場!                  | 過去と現在の青春巡る!! 高校ラスト大会名人が降臨                    | 小泉徳宏 金子鈴幸 小坂志宝 | 松本千晶 |        |
| 平均視聴率 %（視聴率はビデオリサーチ調べ、関東地区・世帯・リアルタイム） |         |                                                             |                                                                    |                            |          |        |

- 第5話は『FIBAバスケットボール男子アジアカップ2025・B組』（日本×シリア）延長のため、5分繰り下げて22時5分 - 23時5分の放送。

| 日本テレビ系 水曜ドラマ            | 日本テレビ系 水曜ドラマ                | 日本テレビ系 水曜ドラマ |
| 前番組                             | 番組名                                 | 次番組                  |
| ---------------------------------- | -------------------------------------- | ----------------------- |
| 恋は闇 （2025年4月16日 - 6月18日） | ちはやふる-めぐり- （2025年7月9日 - ） | -                       |